# Anatomsko-terapevtsko-kemični klasifikacijski sistem
Anatomsko-terapevtsko-kemični (ATC) klasifikacijski sistem je sistem razvrščanja zdravil, ki ga nadzoruje Sodelujoči center za statistično obdelavo zdravil Svetovne zdravstvene organizacije. Prvič je bil objavljen leta 1976. Glede na ta sistem dobi vsako zdravilo tako imenovano oznako ATC. Vsako zdravilo (kot končni pripravek) lahko ima le eno oznako ATC. Vendar pa lahko ima ena učinkovina različne indikacije in se v različnih pripravkih uporablja za drugačne indikacije - v tem primeru lahko imajo ta zdravila različne oznake ATC. Pri zdravilih, ki imajo več indikacij oziroma več učinkovin z različnimi indikacijami, se upošteva poglavitna indikacija. 
Razvrščanje temelji na:
- delovanju zdravila na anatomsko strukturo organizma (organ, organski sistem);
- terapevtski uporabi (indikacije zdravila);
- kemičnih lastnostih zdravila.

## Zgodovina
V 60-ih letih dvajsetega stoletja je postalo zanimivo področje raziskav o porabi zdravil in Evropski regionalni urad svetovne zdravstvene organizacije (WHO Regional Office for Europe) je v letih 1966 in 1967 organiziral prvo mednarodno raziskavo o porabi zdravil. Sodelovalo je šest držav, rezultati raziskave pa niso bili primerljivi zaradi različnih načinov spremljanja porabe zdravil v posamezni državi. Na prvem mednarodnem simpoziju o porabi zdravil v Oslu leta 1969 je bilo zato dogovorjeno, da je treba izdelati mednarodno sprejemljiv klasifikacijski sistem za raziskave, ki bi omogočal primerljivost podatkov o porabi zdravil. Ustanovljena Raziskovalna skupina za porabo zdravil (Drug Utilization Research Group – DURG), zadolžena za razvoj enotne metodologije za mednarodno spremljanje porabe zdravil. S spremembo in razširitvijo klasifikacijskega sistema, ki ga je razvilo Evropsko združenje za raziskavo farmacevtskega trga (European Pharmaceutical Market Research Association - EphMRA), so norveški raziskovalci razvili sistem, znan kot anatomsko-terapevtsko-kemijska (ATC) klasifikacija.
Leta 1975 so ustanovili Nordijski svet za zdravila (Nordic Council on Medicines – NLN) in le-ta je leta 1976 pri objavi podatkov o porabi zdravil prvič uporabil metodologijo ATC ter definiranih dnevnih odmerkov (DDD – angl. defined daily dose). Leta 1981 je Evropski regionalni urad Svetovne zdravstvene organizacije priporočil uporabo sistema ATC/DDD pri mednarodnih raziskavah porabe zdravil. Ker se je začela metodologija uporabljati vse širše, se je pojavila potreba po centralnem organu odgovornem za metodologijo. Leta 1982 so v Oslu ustanovili Center SZO za statistično obdelavo zdravil (WHO Collaborating Centre for Drug Statistics Methodology), ki se danes nahaja na norveškem Inštitutu za javno zdravje, finančno pa ga podpira norveška vlada. Leta 1996 je Center prišel neposredno pod okrilje Svetovne zdravstvene organizacije v Ženevi.

## Razvrstitev
Po sistemu ATC so zdravila razvrščena po petih ravneh.

#### Primer
Oznaka ATC za paracetamol: N02BE01
- prva raven: N
- druga raven: 02
- tretja raven: B
- četrta raven: E
- peta raven: 01

### Prva raven
Prva raven razvrščanja zdravila dodeli zdravilu črko glede na anatomsko skupino (organ oziroma organski sistem, na katerega zdravilo deluje) - teh skupin je 14:
| A | Zdravila za bolezni prebavil in presnove                             |
| B | Zdravila za bolezni krvi in krvotvornih organov                      |
| C | Zdravila za bolezni srca in ožilja                                   |
| D | Zdravila za bolezni kože in podkožnega tkiva                         |
| G | Zdravila za bolezni sečil in spolovil ter spolni hormoni             |
| H | Hormonska zdravila za sistemsko zdravljenje - razen spolnih hormonov |
| J | Zdravila za sistemsko zdravljenje infekcij                           |
| L | Zdravila z delovanjem na novotvorbe in imunomodulatorji              |
| M | Zdravila za bolezni mišično-skeletnega sistema                       |
| N | Zdravila z delovanjem na živčevje                                    |
| P | Antiparazitiki, insekticidi in repelenti                             |
| R | Zdravila za bolezni dihal                                            |
| S | Zdravila za bolezni čutil                                            |
| V | Razna zdravila                                                       |

Druga raven razvrščanja zdravil temelji na glavni terapevtski skupini in podeli zdravilu dve števki. Tretja raven razvrščanja pomeni terapevtsko/farmakološko podskupino zdravila ter predstavlja v oznaki ATC eno črko. Četrta raven z eno črko navaja dodatno kemično/terapevtsko/farmakološko podskupino in predstavlja eno črko. Peta raven razvrščanja -  zadnji dve števki - predstavlja kemično zgradbo učinkovine.

### ATCvet
Anatomsko-terapevtsko-kemični klasifikacijski sistem za zdravila v veterini (ATCvet) se uporablja za razvrščanje učinkovin za uporabo v veterini. Koda ATCvet je običajno se sestavljena iz kode ATC za identično humano zdravilo, ki nosi predpono Q. Furosemid za veterino ima tako kodo QC03CA01.
Nekatere kode se tičejo izključno samo zdravil za živsli, na primer QI - imunološka sredstva, QJ51 - protibakterijska zdravila za intramamarno rabo ali pa   QN05AX90 - amperozid.
Na tej delovni strani so vsi zapisi zdravil po Klasifikaciji ATC. Izvor podatkov je [datoteka ATC_2015] na spletišču Javne agencije RS za zdravila in medicinske pripomočke. Stran je razumeti kot časovno omejeno "skladišče" ali "bazni tabor" pri vzponu na ATC vrh v slovenski Wikipediji.
Osnovne informacije o vsebini in tej temi je najti na strani oAnatomsko-terapevtsko-kemičnem klasifikacijskem sistemu. 

### A01-Zdravila v zobozdravstvu

#### A01A-Zdravila v zobozdravstvu
- A01AA:                    Zdravila za zaščito pred zobnim kariesom
- A01AA01:                    Natrijev fluorid
- A01AA02:                    Natrijev monofluorofosfat
- A01AA03:                    Olaflur
- A01AA04:                    Kositrov(ii) fluorid
- A01AA30:                    Kombinacije
- A01AA51:                    Natrijev fluorid, kombinacije
- A01AB:                    Protimikrobne učinkovine in antiseptiki za lokalno oralno zdravljenje
- A01AB02:                    Vodikov peroksid
- A01AB03:                    Klorheksidin
- A01AB04:                    Amfotericin b
- A01AB05:                    Polinoksilin
- A01AB06:                    Domifen
- A01AB07:                    Oksikinolin
- A01AB08:                    Neomicin
- A01AB09:                    Mikonazol
- A01AB10:                    Natamicin
- A01AB11:                    Razne učinkovine
- A01AB12:                    Heksetidin
- A01AB13:                    Tetraciklin
- A01AB14:                    Benzoksonijev klorid
- A01AB15:                    Tibezonijev jodid
- A01AB16:                    Mepartricin
- A01AB17:                    Metronidazol
- A01AB18:                    Klotrimazol
- A01AB19:                    Natrijev perborat
- A01AB21:                    Klortetraciklin
- A01AB22:                    Doksiciklin
- A01AB23:                    Minociklin
- A01AC:                    Kortikosteroidi za lokalno oralno zdravljenje
- A01AC01:                    Triamcinolon
- A01AC02:                    Deksametazon
- A01AC03:                    Hidrokortizon
- A01AC54:                    Prednizolon, kombinacije
- A01AD:                    Druga zdravila za lokalno oralno zdravljenje
- A01AD01:                    Adrenalin
- A01AD02:                    Benzidamin
- A01AD05:                    Acetilsalicilna kislina
- A01AD06:                    Adrenalon
- A01AD07:                    Amleksanoks
- A01AD08:                    Bekaplermin
- A01AD11:                    Razne učinkovine

### A02-Zdravila za kislinsko pogojene bolezni

#### A02A-Antacidi
- A02AA:                    Magnezijeve spojine
- A02AA01:                    Magnezijev karbonat
- A02AA02:                    Magnezijev oksid
- A02AA03:                    Magnezijev peroksid
- A02AA04:                    Magnezijev hidroksid
- A02AA05:                    Magnezijev silikat
- A02AA10:                    Kombinacije
- A02AB:                    Aluminijeve spojine
- A02AB01:                    Aluminijev hidroksid
- A02AB02:                    Algeldrat
- A02AB03:                    Aluminijev fosfat
- A02AB04:                    Dihidroksialuminijev natrijev karbonat
- A02AB05:                    Aluminijev acetoacetat
- A02AB06:                    Aloglutamol
- A02AB07:                    Aluminijev glicinat
- A02AB10:                    Kombinacije
- A02AC:                    Kalcijeve spojine
- A02AC01:                    Kalcijev karbonat
- A02AC02:                    Kalcijev silikat
- A02AC10:                    Kombinacije
- A02AD:                    Zdravila z aluminijem, kalcijem in magnezijem
- A02AD01:                    Običajne kombinacije soli
- A02AD02:                    Magaldrat
- A02AD03:                    Almagat
- A02AD04:                    Hidrotalcit
- A02AD05:                    Almasilat
- A02AF:                    Antacidi s karminativi
- A02AF01:                    Magaldrat in karminativi
- A02AF02:                    Običajne kombinacije soli in antiflatulenti
- A02AG:                    Antacidi s spazmolitiki
- A02AH:                    Antacidi z natrijevim hidrogenkarbonatom
- A02AX:                    Antacidi, druge kombinacije

#### A02B-Zdravila za zdravljenje peptične razjede in gastroezofagealne refluksne bolezni (gerb)
- A02BA:                    Antagonisti histaminskih receptorjev h2
- A02BA01:                    Cimetidin
- A02BA02:                    Ranitidin
- A02BA03:                    Famotidin
- A02BA04:                    Nizatidin
- A02BA05:                    Niperotidin
- A02BA06:                    Roksatidin
- A02BA07:                    Ranitidin-bizmutov citrat (kompleks ranitidina in bizmutovega citrata)
- A02BA08:                    Lafutidin
- A02BA51:                    Cimetidin, kombinacije
- A02BA53:                    Famotidin, kombinacije
- A02BB:                    Prostaglandini
- A02BB01:                    Mizoprostol
- A02BB02:                    Enprostil
- A02BC:                    Zaviralci protonske črpalke
- A02BC01:                    Omeprazol
- A02BC02:                    Pantoprazol
- A02BC03:                    Lansoprazol
- A02BC04:                    Rabeprazol
- A02BC05:                    Esomeprazol
- A02BC06:                    Dekslansoprazol
- A02BC07:                    Deksrabeprazol
- A02BC53:                    Lansoprazol, kombinacije
- A02BC54:                    Rabeprazol, combinations
- A02BD:                    Kombinacije učinkovin za zdravljenje okužb z bakterijo helicobacter pylori
- A02BD01:                    Omeprazol, amoksicilin in metronidazol
- A02BD02:                    Lansoprazol, tetraciklin in metronidazol
- A02BD03:                    Lansoprazol, amoksicilin in metronidazol
- A02BD04:                    Pantoprazol, amoksicilin in klaritromicin
- A02BD05:                    Omeprazol, amoksicilin in klaritromicin
- A02BD06:                    Esomeprazol, amoksicilin in klaritromicin
- A02BD07:                    Lansoprazol, amoksicilin in klaritromicin
- A02BD08:                    Bizmutov subcitrat, tetraciklin in metronidazol
- A02BD09:                    Lansoprazol, klaritromicin in tinidazol
- A02BD10:                    Lansoprazol, amoksicilin in levofloksacin
- A02BX:                    Druga zdravila za zdravljenje peptične razjede in gastroezofagealne refluksne bolezni (gerb)
- A02BX01:                    Karbenoksolon
- A02BX02:                    Sukralfat (aluminijev saharozni sulfat)
- A02BX03:                    Pirenzepin
- A02BX04:                    Metiosulfonijev klorid
- A02BX05:                    Bazični bizmutov citrat
- A02BX06:                    Proglumid
- A02BX07:                    Gefarnat
- A02BX08:                    Sulglikotid
- A02BX09:                    Acetoksolon
- A02BX10:                    Zolimidin
- A02BX11:                    Troksipid
- A02BX12:                    Bazični bizmutov nitrat
- A02BX13:                    Alginska kislina
- A02BX51:                    Karbenoksolon, kombinacije brez psiholeptikov
- A02BX71:                    Karbenoksolon, kombinacije s psiholeptiki
- A02BX77:                    Gefarnat, kombinacije s psiholeptiki

### A03-Zdravila za zdravljenje gastrointestinalnih funkcionalnih motenj

#### A03A-Zdravila za zdravljenje gastrointestinalnih funkcionalnih motenj
- A03AA:                    Sintezni antiholinergiki, estri s terciarno aminoskupino
- A03AA01:                    Oksifenciklimin
- A03AA03:                    Kamilofin
- A03AA04:                    Mebeverin
- A03AA05:                    Trimebutin
- A03AA06:                    Rociverin
- A03AA07:                    Dicikloverin
- A03AA08:                    Diheksiverin
- A03AA09:                    Difemerin
- A03AA30:                    Piperidolat
- A03AB:                    Sintezni antiholinergiki s kvaterno amonijevo skupino
- A03AB01:                    Benzilon
- A03AB02:                    Glikopironium
- A03AB03:                    Oksifenonium
- A03AB04:                    Pentienat
- A03AB05:                    Propantelin
- A03AB06:                    Otilonijev bromid
- A03AB07:                    Metantelin
- A03AB08:                    Tridiheksetil
- A03AB09:                    Izopropamid
- A03AB10:                    Heksociklium
- A03AB11:                    Poldin
- A03AB12:                    Mepenzolat
- A03AB13:                    Bevonium
- A03AB14:                    Pipenzolat
- A03AB15:                    Difemanil
- A03AB16:                    [[(2-benzhidriloksietil)dietilmetilamonijev jodid)]
- A03AB17:                    Tiemonijev jodid
- A03AB18:                    Prifinijev bromid
- A03AB19:                    Timepedijev bromid
- A03AB21:                    Fenpiverinium
- A03AB53:                    Oksifenonium, kombinacije
- A03AC:                    Sintezni spazmolitiki, amidi s terciarno aminoskupino
- A03AC02:                    Dimetilaminopropionilfenotiazin
- A03AC04:                    Nikofetamid
- A03AC05:                    Tiropramid
- A03AD:                    Papaverin in njegovi derivati
- A03AD01:                    Papaverin
- A03AD02:                    Drotaverin
- A03AD30:                    Moksaverin
- A03AE:                    Antagonisti serotoninskih receptorjev
- A03AE01:                    Alosetron
- A03AE03:                    Cilansetron
- A03AX:                    Druga zdravila za zdravljenje gastrointestinalnih funkcionalnih motenj
- A03AX01:                    Fenpipran
- A03AX02:                    Diizopromin
- A03AX03:                    Klorbenzoksamin
- A03AX04:                    Pinaverij
- A03AX05:                    Fenoverin
- A03AX06:                    Idanpramin
- A03AX07:                    Proksazol
- A03AX08:                    Alverin
- A03AX09:                    Trepibuton
- A03AX10:                    Izometepten
- A03AX11:                    Karoverin
- A03AX12:                    Floroglucinol
- A03AX13:                    Silikoni
- A03AX14:                    Valetamat
- A03AX30:                    Trimetildifenilpropilamin
- A03AX58:                    Alverin, kombinacije

#### A03B-Alkaloidi volčje češnje in njihovi derivati, enokomponentna zdravila
- A03BA:                    Alkaloidi volčje češnje s strukturo terciarnih aminov
- A03BA01:                    Atropin
- A03BA03:                    Hiosciamin
- A03BA04:                    Vsi alkaloidi volčje češnje
- A03BB:                    Polsintezni alkaloidi volčje češnje s kvaterno amonijevo skupino
- A03BB01:                    Butilskopolamin
- A03BB02:                    Metilatropin
- A03BB03:                    Metilskopolamin
- A03BB04:                    Fentonij
- A03BB05:                    Cimetropijev bromid

#### A03C-Spazmolitiki v kombinaciji s psiholeptiki
- A03CA:                    Sintezni antiholinergiki v kombinaciji s psiholeptiki
- A03CA01:                    Izopropamid in psiholeptiki
- A03CA02:                    Klidinij in psiholeptiki
- A03CA03:                    Oksifenciklimin in psiholeptiki
- A03CA04:                    Otilonijev bromid in psiholeptiki
- A03CA05:                    Glikopironij in psiholeptiki
- A03CA06:                    Bevonij in psiholeptiki
- A03CA07:                    Ambutonij in psiholeptiki
- A03CA08:                    Difemanil in psiholeptiki
- A03CA09:                    Pipenzolat in psiholeptiki
- A03CA30:                    Emepronij in psiholeptiki
- A03CA34:                    Propantelin in psiholeptiki
- A03CB:                    Alkaloidi volčje češnje in njihovi derivati v kombinaciji s psiholeptiki
- A03CB01:                    Metilskopolamin in psiholeptiki
- A03CB02:                    Vsi alkaloidi volčje češnje in psiholeptiki
- A03CB03:                    Atropin in psiholeptiki
- A03CB04:                    Metilhomatropin in psiholeptiki
- A03CB31:                    Hiosciamin in psiholeptiki
- A03CC:                    Drugi spazmolitiki v kombinaciji s psiholeptiki

#### A03D-Spazmolitiki v kombinaciji z analgetiki
- A03DA:                    Sintezni antiholinergiki v kombinaciji z analgetiki
- A03DA01:                    Tropenzilon in analgetiki
- A03DA02:                    Pitofenon in analgetiki
- A03DA03:                    Bevonij in analgetiki
- A03DA04:                    Ciklonij in analgetiki
- A03DA05:                    Kamilofin in analgetiki
- A03DA06:                    Trospij in analgetiki
- A03DA07:                    Tiemonijev jodid in analgetiki
- A03DB:                    Alkaloidi volčje češnje in njihovi derivati v kombinaciji z analgetiki
- A03DB04:                    Butilskopolamin in analgetiki
- A03DC:                    Drugi spazmolitiki v kombinaciji z analgetiki

#### A03E-Spazmolitiki in antiholinergiki v kombinaciji z drugimi učinkovinami
- A03EA:                    Kombinacije spazmolitikov, psiholeptikov in analgetikov
- A03ED:                    Spazmolitiki v kombinaciji z drugimi učinkovinami

#### A03F-Propulzivi
- A03FA:                    Propulzivi
- A03FA01:                    Metoklopramid
- A03FA02:                    Cisaprid
- A03FA03:                    Domperidon
- A03FA04:                    Bromoprid
- A03FA05:                    Alizaprid
- A03FA06:                    Kleboprid
- A03FA07:                    Itroprid

### A04-Antiemetiki in zdravila proti slabosti

#### A04A-Antiemetiki in zdravila proti slabosti
- A04AA:                    Antagonisti serotoninskih 5-ht3-receptorjev
- A04AA01:                    Ondansetron
- A04AA02:                    Granisetron
- A04AA03:                    Tropisetron
- A04AA04:                    Dolasetron
- A04AA05:                    Palonosetron
- A04AA55:                    Palonosetron, kombinacije
- A04AD:                    Drugi antiemetiki
- A04AD01:                    Skopolamin
- A04AD02:                    Cerijev oksalat
- A04AD04:                    Klorobutanol
- A04AD05:                    Metopimazin
- A04AD10:                    Dronabinol
- A04AD11:                    Nabilon
- A04AD12:                    Aprepitant
- A04AD13:                    Kazopitant
- A04AD51:                    Skopolamin, kombinacije
- A04AD54:                    Klorobutanol, kombinacije

### A05-Zdravila za bolezni žolča in jeter

#### A05A-Zdravila za bolezni žolča
- A05AA:                    Žolčne kisline
- A05AA01:                    Henodeoksiholna kislina
- A05AA02:                    Ursodeoksiholna kislina
- A05AA03:                    Holna kislina
- A05AB:                    Zdravila za bolezni žolčnika in žolčnih vodov
- A05AB01:                    Nikotinilmetilamid
- A05AX:                    Druga zdravila za bolezni žolča
- A05AX01:                    Piprozolin
- A05AX02:                    Himekromon
- A05AX03:                    Ciklobutirol

#### A05B-Zdravila za bolezni jeter in lipotropiki
- A05BA:                    Zdravila za bolezni jeter
- A05BA01:                    Arginin in glutamat
- A05BA03:                    Silimarin
- A05BA04:                    Citiolon
- A05BA05:                    Epomediol
- A05BA06:                    Ornitinijev oksoglurat
- A05BA07:                    Argininijev tidiacikat
- A05BA08:                    Glicirizinska kislina

### A06-Zdravila proti zaprtju

#### A06A-Zdravila proti zaprtju
- A06AA:                    Mehčalci, emolienti
- A06AA01:                    Tekoči parafin
- A06AA02:                    Dokusat kot natrijeva sol
- A06AA51:                    Tekoči parafin, kombinacije
- A06AB:                    Kontaktna odvajala
- A06AB01:                    Oksifenisatin
- A06AB02:                    Bisakodil
- A06AB03:                    Dantron
- A06AB04:                    Fenolftalein
- A06AB05:                    Ricinusovo olje
- A06AB06:                    Senini glikozidi
- A06AB07:                    Severnoameriška pritlika
- A06AB08:                    Natrijev pikosulfat
- A06AB09:                    Bisoksatin
- A06AB20:                    Kontaktna odvajala, kombinacije
- A06AB30:                    Kontaktna odvajala v kombinaciji z alkaloidi volčje češnje
- A06AB52:                    Bisakodil, kombinacije
- A06AB53:                    Dantron, kombinacije
- A06AB56:                    Senini glikozidi, kombinacije
- A06AB57:                    Severnoameriška pritlika, kombinacije
- A06AB58:                    Natrijev pikosulfat, kombinacije
- A06AC:                    Odvajala za povečanje volumna črevesne vsebine
- A06AC01:                    Trpotčeva semena
- A06AC02:                    Etuloza
- A06AC03:                    Sterkulija (indijski tragant)
- A06AC05:                    Laneno seme
- A06AC06:                    Metilceluloza
- A06AC07:                    Pšenični otrobi
- A06AC08:                    Kalcijev polikarbofilat
- A06AC51:                    Trpotčeva semena, kombinacije
- A06AC53:                    Sterkulija, kombinacije
- A06AC55:                    Lanena semena, kombinacije
- A06AD:                    Osmozna odvajala
- A06AD01:                    Magnezijev karbonat
- A06AD02:                    Magnezijev oksid
- A06AD03:                    Magnezijev peroksid
- A06AD04:                    Magnezijev sulfat
- A06AD10:                    Mineralne soli, kombinacije
- A06AD11:                    Laktuloza
- A06AD12:                    Laktitol
- A06AD13:                    Natrijev sulfat
- A06AD14:                    Pentaeritril
- A06AD15:                    Makrogol
- A06AD16:                    Manitol
- A06AD17:                    Natrijev fosfat
- A06AD18:                    Sorbitol
- A06AD19:                    Magnezijev citrat
- A06AD21:                    Natrijev tartrat
- A06AD61:                    Laktuloza, kombinacije
- A06AD65:                    Makrogol, kombinacije
- A06AG:                    Klistirna sredstva
- A06AG01:                    Natrijev fosfat
- A06AG02:                    Bisakodil
- A06AG03:                    Dantron in njegove kombinacije
- A06AG04:                    Glicerol
- A06AG06:                    Olja
- A06AG07:                    Sorbitol
- A06AG10:                    Dokusat kot natrijeva sol in kombinacije
- A06AG11:                    Lavrilsulfat in njegove kombinacije
- A06AG20:                    Kombinacije
- A06AH:                    Periferno delujoči antagonisti opioidnih receptorjev
- A06AH01:                    Metilnaltreksonijev bromid
- A06AH02:                    Alvimopan
- A06AH03:                    Naloksegol
- A06AX:                    Druga zdravila proti zaprtju
- A06AX01:                    Glicerol
- A06AX02:                    Zdravila, ki razvijajo ogljikov dioksid
- A06AX03:                    Lubiproston
- A06AX04:                    Linaklotid
- A06AX05:                    Prukaloprid
- A06AX06:                    Tegaserod

### A07-Antidiaroiki, protivnetna in protimikrobna zdravila

#### A07A-Zdravila za lokalno zdravljenje infekcijskih bolezni črevesne sluznice
- A07AA:                    Antibiotiki
- A07AA01:                    Neomicin
- A07AA02:                    Nistatin
- A07AA03:                    Natamicin
- A07AA04:                    Streptomicin
- A07AA05:                    Polimiksin b
- A07AA06:                    Paromomicin
- A07AA07:                    Amfotericin b
- A07AA08:                    Kanamicin
- A07AA09:                    Vankomicin
- A07AA10:                    Kolistin
- A07AA11:                    Rifaksimin
- A07AA12:                    Fidaksomicin
- A07AA51:                    Neomicin, kombinacije
- A07AA54:                    Streptomicin, kombinacije
- A07AB:                    Sulfonamidi
- A07AB02:                    Ftalilsulfatiazol
- A07AB03:                    Sulfagvanidin
- A07AB04:                    Sukcinilsulfatiazol
- A07AC:                    Derivati imidazola
- A07AC01:                    Mikonazol
- A07AX:                    Druga protimikrobna zdravila z delovanjem na črevesno sluznico
- A07AX01:                    Broksikinolin
- A07AX02:                    Acetarzol
- A07AX03:                    Nifuroksazid
- A07AX04:                    Nifurzid

#### A07B-Zdravila z adsorpcijskim delovanjem v črevesju
- A07BA:                    Zdravila z ogljem
- A07BA01:                    Aktivno oglje
- A07BA51:                    Aktivno oglje, kombinacije
- A07BB:                    Bizmutove učinkovine
- A07BC:                    Druga zdravila z adsorpcijskim delovanjem v črevesju
- A07BC01:                    Pektin
- A07BC02:                    Kaolin
- A07BC03:                    Krospovidon (polivinilpirolidin, premreženi)
- A07BC04:                    Atapulgit (hidriran magnezijev aluminijev silikat)
- A07BC05:                    Diosmektit
- A07BC30:                    Kombinacije
- A07BC54:                    Atapulgit, kombinacije

#### A07C-Elektroliti z ogljikovimi hidrati
- A07CA:                    Soli za peroralno rehidracijo

#### A07D-Antiperistaltiki
- A07DA:                    Antiperistaltiki
- A07DA01:                    Difenoksilat
- A07DA02:                    Opij
- A07DA03:                    Loperamid
- A07DA04:                    Difenoksin
- A07DA05:                    Loperamidoksid
- A07DA52:                    Morfin, kombinacije
- A07DA53:                    Loperamid, kombinacije

#### A07E-Zdravila s protivnetnim delovanjem v črevesju
- A07EA:                    Kortikosteroidi z lokalnim delovanjem
- A07EA01:                    Prednizolon
- A07EA02:                    Hidrokortizon
- A07EA03:                    Prednizon
- A07EA04:                    Betametazon
- A07EA05:                    Tiksokortol
- A07EA06:                    Budezonid
- A07EA07:                    Beklometazon
- A07EB:                    Zdravila s protialergijskim delovanjem, brez kortikosterodov
- A07EB01:                    Kromoglicinska kislina
- A07EC:                    Aminosalicilna kislina in njeni derivati
- A07EC01:                    Sulfasalazin (salazosulfapiridin)
- A07EC02:                    Mesalazin
- A07EC03:                    Olsalazin
- A07EC04:                    Balsalazid

#### A07F-Mikroorganizmi z antidiaroičnim delovanjem
- A07FA:                    Mikroorganizmi z antidiaroičnim delovanjem
- A07FA01:                    Mlečnokislinske bakterije
- A07FA02:                    Saccharomyces boulardii (rod kvasovk iz družine saccharomycetaceae)
- A07FA51:                    Mlečnokislinske bakterije, kombinacije

#### A07X-Drugi antidiaroiki
- A07XA:                    Drugi antidiaroiki
- A07XA01:                    Albumin-tanat
- A07XA02:                    Rožiči
- A07XA03:                    Kalcijeve spojine
- A07XA04:                    Racekadotril
- A07XA51:                    Albumin-tanat, kombinacije

### A08-Zaviralci apetita, brez dietnih pripravkov

#### A08A-Zaviralci apetita, brez dietnih pripravkov
- A08AA:                    Zaviralci apetita s centralnim delovanjem
- A08AA01:                    Fentermin
- A08AA02:                    Fenfluramin
- A08AA03:                    Amfepramon
- A08AA04:                    Deksfenfluramin
- A08AA05:                    Mazindol
- A08AA06:                    Etilamfetamin
- A08AA07:                    Katin (norpsevdoefedrin)
- A08AA08:                    Klobenzoreks
- A08AA09:                    Mefenoreks
- A08AA10:                    Sibutramin
- A08AA11:                    Lorkaserin
- A08AA56:                    Efedrin, kombinacije
- A08AB:                    Zaviralci apetita s perifernim delovanjem
- A08AB01:                    Orlistat
- A08AX:                    Druga zdravila za zdravljenje debelosti
- A08AX01:                    Rimonabant

### A09-Digestivi, vključno z encimi

#### A09A-Digestivi, vključno z encimi
- A09AA:                    Encimska zdravila
- A09AA01:                    Diastaze
- A09AA02:                    Multiencimska zdravila (lipaze, proteaze)
- A09AA03:                    Pepsin
- A09AA04:                    Tilaktaza
- A09AB:                    Kislinska zdravila
- A09AB01:                    Glutaminska kislina v obliki kloridne soli
- A09AB02:                    Betainijev klorid
- A09AB03:                    Klorovodikova kislina
- A09AB04:                    Citronska kislina
- A09AC:                    Encimi v kombinaciji s kislinami
- A09AC01:                    Pepsin in kisline
- A09AC02:                    Multiencimska in kislinska zdravila

### A10-Zdravila za zdravljenje diabetesa

#### A10A-Insulini in analogi
- A10AB:                    Insulini in analogi za injiciranje, s hitrim delovanjem
- A10AB01:                    Humani insulin
- A10AB02:                    Goveji insulin
- A10AB03:                    Svinjski insulin
- A10AB04:                    Insulin lispro
- A10AB05:                    Insulin aspart
- A10AB06:                    Insulin glulizin
- A10AB30:                    Kombinacije
- A10AC:                    Insulini in analogi za injiciranje, s srednje dolgim delovanjem
- A10AC01:                    Humani insulin
- A10AC02:                    Goveji insulin
- A10AC03:                    Svinjski insulin
- A10AC04:                    Insulin lispro
- A10AC30:                    Kombinacije
- A10AD:                    Insulini in analogi za injiciranje, s srednje dolgim ali dolgotrajnim delovanjem, s takojšnjim učinko
- A10AD01:                    Humani insulin
- A10AD02:                    Goveji insulin
- A10AD03:                    Svinjski insulin
- A10AD04:                    Insulin lispro
- A10AD05:                    Insulin aspart
- A10AD06:                    Insulin degludek in insulin aspart
- A10AD30:                    Kombinacije
- A10AE:                    Insulini in analogi za injiciranje, z dolgotrajnim delovanjem
- A10AE01:                    Humani insulin
- A10AE02:                    Goveji insulin
- A10AE03:                    Svinjski insulin
- A10AE04:                    Insulin glargin
- A10AE05:                    Insulin detemir
- A10AE06:                    Insulin degludek
- A10AE30:                    Kombinacije
- A10AF:                    Insulini in analogi za inhaliranje
- A10AF01:                    Humani insulin

#### A10B-Antidiabetiki, brez insulinov
- A10BA:                    Bigvanidi
- A10BA01:                    Fenformin
- A10BA02:                    Metformin
- A10BA03:                    Buformin
- A10BB:                    Sulfonilsečnine
- A10BB01:                    Glibenklamid
- A10BB02:                    Klorpropamid
- A10BB03:                    Tolbutamid
- A10BB04:                    Glibornurid
- A10BB05:                    Tolazamid
- A10BB06:                    Karbutamid
- A10BB07:                    Glipizid
- A10BB08:                    Glikvidon
- A10BB09:                    Gliklazid
- A10BB10:                    Metaheksamid
- A10BB11:                    Glizoksepid
- A10BB12:                    Glimepirid
- A10BB31:                    Acetoheksamid
- A10BC:                    Sulfonamidni antidiabetiki (heterociklični)
- A10BC01:                    Glimidin
- A10BD:                    Kombinacije peroralnih antidiabetikov
- A10BD01:                    Fenformin in sulfonamidi
- A10BD02:                    Metformin in sulfonamidi
- A10BD03:                    Metformin in rosiglitazon
- A10BD04:                    Glimepirid in rosiglitazon
- A10BD05:                    Metformin in pioglitazon
- A10BD06:                    Glimepirid in pioglitazon
- A10BD07:                    Metformin in sitagliptin
- A10BD08:                    Metformin in vildagliptin
- A10BD09:                    Pioglitazon in alogliptin
- A10BD10:                    Metformin in saksagliptin
- A10BD11:                    Metformin in linagliptin
- A10BD12:                    Pioglitazon in sitagliptin
- A10BD13:                    Metformin in alogliptin
- A10BD14:                    Metformin in repaglinid
- A10BD15:                    Metformin in dapagliflozin
- A10BD16:                    Metformin in kanagliflozin
- A10BD17:                    Metformin in akarboza
- A10BD18:                    Metformin in gemigliptin
- A10BD19:                    Linagliptin in empagliflozin
- A10BF:                    Zaviralci glukozidaze alfa
- A10BF01:                    Akarboza
- A10BF02:                    Miglitol
- A10BF03:                    Vogliboza
- A10BG:                    Tiazolindioni
- A10BG01:                    Troglitazon
- A10BG02:                    Rosiglitazon
- A10BG03:                    Pioglitazon
- A10BH:                    Zaviralci dipeptidil-peptidaze 4 (dpp-4)
- A10BH01:                    Sitagliptin
- A10BH02:                    Vildagliptin
- A10BH03:                    Saksagliptin
- A10BH04:                    Alogliptin
- A10BH05:                    Linagliptin
- A10BH06:                    Gemigliptin
- A10BH51:                    Sitagliptin in simvastatin
- A10BX:                    Drugi antidiabetiki razen insulinov
- A10BX01:                    Guar gumi
- A10BX02:                    Repaglinid
- A10BX03:                    Nateglinid
- A10BX04:                    Eksenatid
- A10BX05:                    Pramlintid
- A10BX06:                    Benfluoreks
- A10BX07:                    Liraglutid
- A10BX08:                    Mitiglinid
- A10BX09:                    Dapagliflozin
- A10BX10:                    Liksizenatid
- A10BX11:                    Kanagliflozin
- A10BX12:                    Empagliflozin
- A10BX13:                    Albiglutid

#### A10X-Druga zdravila za zdravljenje diabetesa
- A10XA:                    Zaviralci aldozne reduktaze
- A10XA01:                    Tolrestat

### A11-Vitamini

#### A11A-Multivitamini, kombinacije
- A11AA:                    Multivitamini z minerali
- A11AA01:                    Multivitamini in železo
- A11AA02:                    Multivitamini in kalcij
- A11AA03:                    Multivitamini in drugi minerali ter kombinacije
- A11AA04:                    Multivitamini in elementi v sledovih
- A11AB:                    Multivitamini, druge kombinacije

#### A11B-Multivitamini brez dodatkov
- A11BA:                    Multivitamini brez dodatkov

#### A11C-Vitamina a in d ter njune kombinacije
- A11CA:                    Vitamin a, enokomponentna zdravila
- A11CA01:                    Retinol (vitamin a)
- A11CA02:                    Betakaroten
- A11CB:                    Vitamina a in d v kombinacijah
- A11CC:                    Vitamin d in analogi
- A11CC01:                    Ergokalciferol
- A11CC02:                    Dihidrotahisterol
- A11CC03:                    Alfakalcidol (kalcidiol)
- A11CC04:                    Kalcitriol
- A11CC05:                    Holekalciferol
- A11CC06:                    Kalcifediol
- A11CC20:                    Kombinacije

#### A11D-Vitamin b1, enokomponentna zdravila in v kombinaciji z vitaminoma b6 in b12
- A11DA:                    Tiamin (vitamin b1), enokomponentna zdravila
- A11DA01:                    Tiamin (vitamin b1)
- A11DA02:                    Sulbutiamin
- A11DA03:                    Benfotiamin
- A11DB:                    Vitamin b1 v kombinaciji z vitaminom b6 ali b12 ali obema

#### A11E-Vitamini kompleksa b (tudi kombinacije)
- A11EA:                    Vitamini kompleksa b brez dodatkov
- A11EB:                    Vitamini kompleksa b v kombinaciji z vitaminom c
- A11EC:                    Vitamini kompleksa b v kombinaciji z minerali
- A11ED:                    Vitamini kompleksa b v kombinaciji z anaboličnimi steroidi
- A11EX:                    Vitamini kompleksa b, druge kombinacije

#### A11G-Askorbinska kislina (vitamin c) in v kombinacijah
- A11GA:                    Askorbinska kislina (vitamin c), enokomponentna zdravila
- A11GA01:                    Askorbinska kislina (vitamin c)
- A11GB:                    Askorbinska kislina (vitamin c) v kombinacijah
- A11GB01:                    Askorbinska kislina (vitamin c) v kombinaciji s kalcijem

#### A11H-Druga enokomponentna vitaminska zdravila
- A11HA:                    Druga enokomponentna vitaminska zdravila
- A11HA01:                    Nikotinamid
- A11HA02:                    Piridoksin (vitamin b6)
- A11HA03:                    Tokoferol (vitamin e)
- A11HA04:                    Riboflavin (vitamin b2)
- A11HA05:                    Biotin
- A11HA06:                    Piridoksalfosfat
- A11HA07:                    Inozitol
- A11HA08:                    Tokofersolan
- A11HA30:                    Dekspantenol
- A11HA31:                    Kalcijev pantotenat
- A11HA32:                    Pantetin

#### A11J-Druga vitaminska zdravila, kombinacije
- A11JA:                    Kombinacije vitaminov
- A11JB:                    Vitamini v kombinaciji z minerali
- A11JC:                    Vitamini, druge kombinacije

### A12-Minerali

#### A12A-Kalcij
- A12AA:                    Kalcij
- A12AA01:                    Kalcijev fosfat
- A12AA02:                    Kalcijev glubionat
- A12AA03:                    Kalcijev glukonat
- A12AA04:                    Kalcijev karbonat
- A12AA05:                    Kalcijev laktat
- A12AA06:                    Kalcijev laktat glukonat
- A12AA07:                    Kalcijev klorid
- A12AA08:                    Kalcijev glicerilfosfat
- A12AA09:                    Kalcijev citrat-lizinov kompleks
- A12AA10:                    Kalcijev glukoheptonat
- A12AA11:                    Kalcijev pangamat
- A12AA12:                    Kalcijev acetat, brezvodni
- A12AA13:                    Kalcijev citrat
- A12AA20:                    Kombinacije kalcijevih soli
- A12AA30:                    Kalcijev levulat
- A12AX:                    Kalcij, kombinacije z vitaminom d in/ali drugimi učinkovinami

#### A12B-Kalij
- A12BA:                    Kalij
- A12BA01:                    Kalijev klorid
- A12BA02:                    Kalijev citrat
- A12BA03:                    Kalijev hidrogentartrat
- A12BA04:                    Kalijev hidrogenkarbonat
- A12BA05:                    Kalijev glukonat
- A12BA30:                    Kombinacije
- A12BA51:                    Kalijev klorid, kombinacije

#### A12C-Drugi minerali
- A12CA:                    Natrij
- A12CA01:                    Natrijev klorid
- A12CA02:                    Natrijev sulfat
- A12CB:                    Cink
- A12CB01:                    Cinkov sulfat
- A12CB02:                    Cinkov glukonat
- A12CB03:                    Cinkov proteinski kompleks
- A12CC:                    Magnezij
- A12CC01:                    Magnezijev klorid
- A12CC02:                    Magnezijev sulfat
- A12CC03:                    Magnezijev glukonat
- A12CC04:                    Magnezijev citrat
- A12CC05:                    Magnezijev aspartat
- A12CC06:                    Magnezijev laktat
- A12CC07:                    Magnezijev levulinat
- A12CC08:                    Magnezijev pidolat
- A12CC09:                    Magnezijev orotat
- A12CC10:                    Magnezijev oksid
- A12CC30:                    Kombinacije magnezijevih soli
- A12CD:                    Fluoridi
- A12CD01:                    Natrijev fluorid
- A12CD02:                    Natrijev monofluorofosfat
- A12CD51:                    Fluoridi, kombinacije
- A12CE:                    Selen
- A12CE01:                    Natrijev selenat
- A12CE02:                    Natrijev selenit
- A12CX:                    Druga mineralna zdravila

### A14-Anaboliki za sistemsko zdravljenje

#### A14A-Anabolični steroidi
- A14AA:                    Derivati androstana
- A14AA01:                    Androstanolon
- A14AA02:                    Stanozolol
- A14AA03:                    Metandienon
- A14AA04:                    Metenolon
- A14AA05:                    Oksimetolon
- A14AA06:                    Kvinbolon
- A14AA07:                    Prasteron
- A14AA08:                    Oksandrolon
- A14AA09:                    Noretandrolon
- A14AB:                    Derivati estrena
- A14AB01:                    Nandrolon
- A14AB02:                    Etilestrenol
- A14AB03:                    Oksabolonijev cipionat

### A16-Druga zdravila za bolezni prebavil in presnove

#### A16A-Druga zdravila za bolezni prebavil in presnove
- A16AA:                    Aminokisline in njihovi derivati
- A16AA01:                    Levokarnitin
- A16AA02:                    Ademetionin
- A16AA03:                    Glutamin
- A16AA04:                    Merkaptamin
- A16AA05:                    Karglutaminska kislina
- A16AA06:                    Betain
- A16AB:                    Encimi
- A16AB01:                    Algluceraza
- A16AB02:                    Imigluceraza
- A16AB03:                    Agalzidaza alfa
- A16AB04:                    Agalzidaza beta
- A16AB05:                    Laronidaza
- A16AB06:                    Sakrozidaza
- A16AB07:                    Alglukozidaza alfa
- A16AB08:                    Galsulfaza
- A16AB09:                    Idursulfaza
- A16AB10:                    Velagluceraza alfa
- A16AB11:                    Taligluceraza alfa
- A16AB12:                    Elosulfaza alfa
- A16AX:                    Razna zdravila za bolezni prebavil in presnove
- A16AX01:                    Tioktinska kislina
- A16AX02:                    Anetoltrition
- A16AX03:                    Natrijev fenilbutirat
- A16AX04:                    Nitizinon
- A16AX05:                    Cinkov acetat
- A16AX06:                    Miglustat
- A16AX07:                    Sapropterin
- A16AX08:                    Teduglutid
- A16AX09:                    Glicerilfenilbutirat
- A16AX10:                    Eliglustat

### B01-Antitrombotiki

#### B01A-Antitrombotiki
- B01AA:                    Antagonisti vitamina k
- B01AA01:                    Dikumarol
- B01AA02:                    Fenindion
- B01AA03:                    Varfarin
- B01AA04:                    Fenprokumon
- B01AA07:                    Acenokumarol
- B01AA08:                    Etilbiskumacetat
- B01AA09:                    Klorindion
- B01AA10:                    Difenadion
- B01AA11:                    Tioklomarol
- B01AA12:                    Fluindion
- B01AB:                    Heparinska skupina
- B01AB01:                    Heparin
- B01AB02:                    Antitrombin
- B01AB04:                    Dalteparin
- B01AB05:                    Enoksaparin
- B01AB06:                    Nadroparin
- B01AB07:                    Parnaparin
- B01AB08:                    Reviparin
- B01AB09:                    Danaparoid
- B01AB10:                    Tinzaparin
- B01AB11:                    Sulodeksid
- B01AB12:                    Bemiparin
- B01AB51:                    Heparin, kombinacije
- B01AC:                    Zaviralci agregacije trombocitov brez heparina
- B01AC01:                    Ditazol
- B01AC02:                    Klorikromen
- B01AC03:                    Pikotamid
- B01AC04:                    Klopidogrel
- B01AC05:                    Tiklopidin
- B01AC06:                    Acetilsalicilna kislina
- B01AC07:                    Dipiridamol
- B01AC08:                    Kalcijev karbasalat
- B01AC09:                    Epoprostenol
- B01AC10:                    Indobufen
- B01AC11:                    Iloprost
- B01AC13:                    Abciksimab
- B01AC15:                    Aloksiprin
- B01AC16:                    Eptifibatid
- B01AC17:                    Tirofiban
- B01AC18:                    Triflusal
- B01AC19:                    Beraprost
- B01AC21:                    Treprostinil
- B01AC22:                    Prasugrel
- B01AC23:                    Cilostazol
- B01AC24:                    Ticagrelor
- B01AC25:                    Kangrelor
- B01AC26:                    Vorapaksar
- B01AC30:                    Kombinacije
- B01AC56:                    Acetilsalicilna kislina, kombinacije z zaviralci protonske črpalke
- B01AD:                    Encimi
- B01AD01:                    Streptokinaza
- B01AD02:                    Alteplaza
- B01AD03:                    Anistreplaza
- B01AD04:                    Urokinaza
- B01AD05:                    Fibrinolizin
- B01AD06:                    Brinaza
- B01AD07:                    Reteplaza
- B01AD08:                    Saruplaza
- B01AD09:                    Ankrod
- B01AD10:                    Drotrekogin alfa, aktivirani
- B01AD11:                    Tenekteplaza
- B01AD12:                    Protein c
- B01AE:                    Direktni zaviralci trombina
- B01AE01:                    Dezirudin
- B01AE02:                    Lepirudin
- B01AE03:                    Argatroban
- B01AE04:                    Melagatran
- B01AE05:                    Ksimelagatran
- B01AE06:                    Bivalirudin
- B01AE07:                    Dabigatraneteksilat
- B01AF:                    Direktni zaviralci faktorja xa
- B01AF01:                    Rivaroksaban
- B01AF02:                    Apiksaban
- B01AX:                    Drugi antitrombotiki
- B01AX01:                    Defibrotid
- B01AX04:                    Dermatansulfat
- B01AX05:                    Fondaparinuks

### B02-Antihemoragiki

#### B02A-Antifibrinolitiki
- B02AA:                    Aminokisline
- B02AA01:                    Aminokaprojska kislina
- B02AA02:                    Traneksaminska kislina
- B02AA03:                    Aminometilbenzojska kislina
- B02AB:                    Zaviralci proteinaz
- B02AB01:                    Aprotinin
- B02AB02:                    Antitripsin alfa-1
- B02AB04:                    Kamostat

#### B02B-Vitamin k in drugi hemostatiki
- B02BA:                    Vitamin k
- B02BA01:                    Fitomenadion
- B02BA02:                    Menadion
- B02BB:                    Fibrinogen
- B02BB01:                    Humani fibrinogen
- B02BC:                    Hemostatiki za lokalno zdravljenje
- B02BC01:                    Vsrkljive (absorptivne) želatinske gobice
- B02BC02:                    Oksidirana celuloza
- B02BC03:                    Hidroksimetilester tetragalakturonske kisline
- B02BC05:                    Adrenalon
- B02BC06:                    Trombin
- B02BC07:                    Kolagen
- B02BC08:                    Kalcijev alginat
- B02BC09:                    Adrenalin
- B02BC30:                    Kombinacije
- B02BD:                    Krvni koagulacijski faktorji
- B02BD01:                    Kombinacije koagulacijskih faktorjev ix, ii, vii in x
- B02BD02:                    Koagulacijski faktor viii
- B02BD03:                    Zaviralci inhibitorjev faktorja viii
- B02BD04:                    Koagulacijski faktor ix
- B02BD05:                    Koagulacijski faktor vii
- B02BD06:                    Kombinacija von willebrandovega faktorja in koagulacijskega faktorja viii
- B02BD07:                    Koagulacijski faktor xiii
- B02BD08:                    Eptakog alfa (aktivirani)
- B02BD09:                    Nonakog alfa
- B02BD10:                    Von willebrandov faktor
- B02BD11:                    Katridekakog
- B02BD12:                    Trenonakog alfa
- B02BD13:                    Koagulacijski faktor x
- B02BD14:                    Susoktokog alfa
- B02BD30:                    Trombin
- B02BX:                    Drugi hemostatiki za sistemsko zdravljenje
- B02BX01:                    Etamsilat
- B02BX02:                    Karbazokrom
- B02BX03:                    Batroksobin
- B02BX04:                    Romiplostim
- B02BX05:                    Eltrombopag

### B03-Zdravila za zdravljenje slabokrvnosti

#### B03A-Zdravila z železom
- B03AA:                    Zdravila z dvovalentnim železom za peroralno uporabo
- B03AA01:                    Železov(ii) glicin sulfat
- B03AA02:                    Železov(ii) fumarat
- B03AA03:                    Železov(ii) glukonat
- B03AA04:                    Železov(ii) karbonat
- B03AA05:                    Železov(ii) klorid
- B03AA06:                    Železov(ii) sukcinat
- B03AA07:                    Železov(ii) sulfat
- B03AA08:                    Železov(ii) tartrat
- B03AA09:                    Železov(ii) aspartat
- B03AA10:                    Železov(ii) askorbat
- B03AA11:                    Železov(ii) jodid
- B03AB:                    Zdravila s trovalentnim železom za peroralno uporabo
- B03AB01:                    Natrijev železov(iii) citrat
- B03AB02:                    Železov(iii) oksid saharat
- B03AB03:                    Natrijev železov(iii) edetat
- B03AB04:                    Železov(iii) hidroksid
- B03AB05:                    Kompleksi železovega(iii) oksida in polimaltoze
- B03AB06:                    Železov(iii) citrat
- B03AB07:                    Kompleks železa(iii) in hondroitin sulfata
- B03AB08:                    Železov(iii) acetiltransferin
- B03AB09:                    Železov(iii) proteinsukcinilat
- B03AC:                    Zdravila z železom za parenteralno uporabo
- B03AD:                    Železo v kombinaciji s folno kislino
- B03AD01:                    Kompleks železa z aminokislinami
- B03AD02:                    Železov fumarat
- B03AD03:                    Železov sulfat
- B03AD04:                    Kompleksi železovega(iii) oksida in polimaltoze
- B03AE:                    Železo, druge kombinacije
- B03AE01:                    Železo, vitamin b12 in folna kislina
- B03AE02:                    Železo, multivitamini in folna kislina
- B03AE03:                    Železo in multivitamini
- B03AE04:                    Železo, multivitamini in minerali
- B03AE10:                    Železo, razne kombinacije

#### B03B-Vitamin b12 in folna kislina
- B03BA:                    Vitamin b12 (cianokobalamin in analogi)
- B03BA01:                    Cianokobalamin
- B03BA02:                    Cianokobalamintaninski kompleks
- B03BA03:                    Hidroksokobalamin
- B03BA04:                    Kobamamid
- B03BA05:                    Mekobalamin
- B03BA51:                    Cianokobalamin, kombinacije
- B03BA53:                    Hidroksokobalamin, kombinacije
- B03BB:                    Folna kislina in njeni derivati
- B03BB01:                    Folna kislina
- B03BB51:                    Folna kislina, kombinacije

#### B03X-Druga zdravila za zdravljenje slabokrvnosti
- B03XA:                    Druga zdravila za zdravljenje slabokrvnosti
- B03XA01:                    Eritropoetin
- B03XA02:                    Darbepoetin alfa
- B03XA03:                    Metoksipolietilenglikol epoetin beta
- B03XA04:                    Peginesatid

### B05-Nadomestki krvi in perfuzijske raztopine

#### B05A-Kri in sorodna zdravila
- B05AA:                    Nadomestki krvi in plazemske proteinske frakcije
- B05AA01:                    Albumin
- B05AA02:                    Druge plazemske proteinske frakcije
- B05AA03:                    Fluoroogljikovodikovi nadomestki krvi
- B05AA05:                    Dekstran
- B05AA06:                    Derivati želatine
- B05AA07:                    Hidroksietilškrob
- B05AA08:                    Fumarilhemoglobin, premrežen
- B05AA09:                    Hemoglobin rafimer
- B05AA10:                    Hemoglobin glutamer, goveji
- B05AX:                    Druga zdravila iz krvi
- B05AX01:                    Eritrociti
- B05AX02:                    Trombociti
- B05AX03:                    Krvna plazma
- B05AX04:                    Matične celice iz popkovnične krvi

#### B05B-Raztopine za intravensko uporabo
- B05BA:                    Raztopine za parenteralno prehrano
- B05BA01:                    Aminokisline
- B05BA02:                    Maščobne emulzije
- B05BA03:                    Ogljikovi hidrati
- B05BA04:                    Proteinski hidrolizati
- B05BA10:                    Kombinacije
- B05BB:                    Raztopine za uravnavanje ravnotežja elektrolitov
- B05BB01:                    Elektroliti
- B05BB02:                    Elektroliti z ogljikovimi hidrati
- B05BB03:                    Trometamol
- B05BB04:                    Elektroliti v kombinaciji z drugimi učinkovinami
- B05BC:                    Raztopine za spodbudo osmozne diureze
- B05BC01:                    Manitol
- B05BC02:                    Karbamid

#### B05C-Raztopine za izpiranje
- B05CA:                    Protimikrobna zdravila
- B05CA01:                    Cetilpiridinij
- B05CA02:                    Klorheksidin
- B05CA03:                    Nitrofural
- B05CA04:                    Sulfametizol
- B05CA05:                    Tavrolidin
- B05CA06:                    Mandljeva kislina
- B05CA07:                    Noksitiolin
- B05CA08:                    Etakridinijev laktat
- B05CA09:                    Neomicin
- B05CA10:                    Kombinacije
- B05CB:                    Raztopine soli
- B05CB01:                    Natrijev klorid
- B05CB02:                    Natrijev citrat
- B05CB03:                    Magnezijev citrat
- B05CB04:                    Natrijev hidrogenkarbonat
- B05CB10:                    Kombinacije
- B05CX:                    Druge raztopine za izpiranje
- B05CX01:                    Glukoza
- B05CX02:                    Sorbitol
- B05CX03:                    Glicin
- B05CX04:                    Manitol
- B05CX10:                    Kombinacije

#### B05D-Raztopine za peritonealno dializo
- B05DA:                    Izotonične raztopine
- B05DB:                    Hipertonične raztopine

#### B05X-Dodatki intravenskim raztopinam
- B05XA:                    Raztopine elektrolitov
- B05XA01:                    Kalijev klorid
- B05XA02:                    Natrijev hidrogenkarbonat
- B05XA03:                    Natrijev klorid
- B05XA04:                    Amonijev klorid
- B05XA05:                    Magnezijev sulfat
- B05XA06:                    Kalijev fosfat in njegove kombinacije z drugimi kalijevimi solmi
- B05XA07:                    Kalcijev klorid
- B05XA08:                    Natrijev acetat
- B05XA09:                    Natrijev fosfat
- B05XA10:                    Magnezijev fosfat
- B05XA11:                    Magnezijev klorid
- B05XA12:                    Cinkov klorid
- B05XA13:                    Klorovodikova kislina
- B05XA14:                    Natrijev glicerofosfat
- B05XA15:                    Kalijev laktat
- B05XA16:                    Raztopine za kardioplegijo
- B05XA17:                    Kalijev acetat
- B05XA30:                    Kombinacije elektrolitov
- B05XA31:                    Kombinacije elektrolitov z drugimi učinkovinami
- B05XB:                    Aminokisline
- B05XB01:                    Argininijev klorid
- B05XB02:                    Alanilglutamin
- B05XB03:                    Lizin
- B05XC:                    Vitamini
- B05XX:                    Drugi dodatki intravenskim raztopinam
- B05XX02:                    Trometamol

#### B05Z-Zdravila za dializo in filtracijo krvi
- B05ZA:                    Koncentrirana zdravila za dializo krvi
- B05ZB:                    Zdravila za filtracijo krvi

### B06-Druga krvna zdravila

#### B06A-Druga krvna zdravila
- B06AA:                    Encimi
- B06AA02:                    Fibrinolizin in dezoksiribonukleaza
- B06AA03:                    Hialuronidaza
- B06AA04:                    Kimotripsin
- B06AA07:                    Tripsin
- B06AA10:                    Dezoksiribonukleaza
- B06AA55:                    Streptokinaza, kombinacije
- B06AB:                    Drugi derivati hema
- B06AB01:                    Hematin
- B06AC:                    Zdravila za zdravljenje hereditarnega angioedema
- B06AC01:                    Zaviralec c1, pridobljen iz plazme
- B06AC02:                    Ikatibant
- B06AC03:                    Ekalantid
- B06AC04:                    Konestat alfa

### C01-Zdravila za bolezni srca

#### C01A-Kardiotonični glikozidi
- C01AA:                    Digitalisovi glikozidi
- C01AA01:                    Acetildigitoksin
- C01AA02:                    Acetildigoksin
- C01AA03:                    Listi digitalisa
- C01AA04:                    Digitoksin
- C01AA05:                    Digoksin
- C01AA06:                    Lanatozid c
- C01AA07:                    Deslanozid
- C01AA08:                    Metildigoksin
- C01AA09:                    Gitoformat
- C01AA52:                    Acetildigoksin, kombinacije
- C01AB:                    Glikozidi navadne morske čebule
- C01AB01:                    Proscilaridin
- C01AB51:                    Proscilaridin, kombinacije
- C01AC:                    Glikozidi strofanta
- C01AC01:                    G-strofantin
- C01AC03:                    Cimarin
- C01AX:                    Drugi kardiotonični glikozidi
- C01AX02:                    Peruvozid

#### C01B-Antiaritmiki, skupini i in iii
- C01BA:                    Antiaritmiki skupine ia
- C01BA01:                    Kinidin
- C01BA02:                    Prokainamid
- C01BA03:                    Dizopiramid
- C01BA04:                    Spartein
- C01BA05:                    Ajmalin
- C01BA08:                    Prajmalin
- C01BA12:                    Lorajmin
- C01BA51:                    Kinidin, kombinacije brez psiholeptikov
- C01BA71:                    Kinidin, kombinacije s psiholeptiki
- C01BB:                    Antiaritmiki skupine ib
- C01BB01:                    Lidokain
- C01BB02:                    Meksiletin
- C01BB03:                    Tokainid
- C01BB04:                    Aprindin
- C01BC:                    Antiaritmiki skupine ic
- C01BC03:                    Propafenon
- C01BC04:                    Flekainid
- C01BC07:                    Lorkainid
- C01BC08:                    Enkainid
- C01BC09:                    Etakizin
- C01BD:                    Antiaritmiki skupine iii
- C01BD01:                    Amjodaron
- C01BD02:                    Bretilijev tosilat
- C01BD03:                    Bunaftin
- C01BD04:                    Dofetilid
- C01BD05:                    Ibutilid
- C01BD06:                    Tedisamil
- C01BD07:                    Dronedaron
- C01BG:                    Drugi antiaritmiki skupin i in iii
- C01BG01:                    Moracizin
- C01BG07:                    Cibenzoline
- C01BG11:                    Vernakalant

#### C01C-Spodbujevalci srčne funkcije brez kardiotoničnih glikozidov
- C01CA:                    Adrenergiki in dopaminergiki
- C01CA01:                    Etilefrin
- C01CA02:                    Izoprenalin
- C01CA03:                    Noradrenalin
- C01CA04:                    Dopamin
- C01CA05:                    Norfenefrin
- C01CA06:                    Fenilefrin
- C01CA07:                    Dobutamin
- C01CA08:                    Oksedrin
- C01CA09:                    Metaraminol
- C01CA10:                    Metoksamin
- C01CA11:                    Mefentermin
- C01CA12:                    Dimetofrin
- C01CA13:                    Prenalterol
- C01CA14:                    Dopeksamin
- C01CA15:                    Gepefrin
- C01CA16:                    Ibopamin
- C01CA17:                    Midodrin
- C01CA18:                    Oktopamin
- C01CA19:                    Fenoldopam
- C01CA21:                    Kafedrin
- C01CA22:                    Arbutamin
- C01CA23:                    Teodrenalin
- C01CA24:                    Adrenalin
- C01CA25:                    Amezinijev metilsulfat
- C01CA26:                    Efedrin
- C01CA30:                    Kombinacije
- C01CA51:                    Etilefrin, kombinacije
- C01CE:                    Zaviralci fosfodiesteraze
- C01CE01:                    Amrinon
- C01CE02:                    Milrinon
- C01CE03:                    Enoksimon
- C01CE04:                    Bukladezin
- C01CX:                    Drugi spodbujevalci srčne funkcije
- C01CX06:                    Angiotenzinamid
- C01CX07:                    Ksamoterol
- C01CX08:                    Levosimendan

#### C01D-Vazodilatatorji za zdravljenje koronarne ishemije
- C01DA:                    Organski nitrati
- C01DA02:                    Gliceriltrinitrat
- C01DA04:                    Metilpropilpropandiolildinitrat
- C01DA05:                    Pentaeritritiltetranitrat
- C01DA07:                    Propatilnitrat
- C01DA08:                    Izosorbiddinitrat
- C01DA09:                    Trolnitrat
- C01DA10:                    Verapamil
- C01DA13:                    Eritritiltetranitrat
- C01DA14:                    Izosorbidmononitrat
- C01DA20:                    Organski nitrati, kombinacije
- C01DA38:                    Tenitramin
- C01DA52:                    Gliceriltrinitrat, kombinacije
- C01DA54:                    Metilpropilpropandiolildinitrat, kombinacije
- C01DA55:                    Pentaeritritiltetranitrat, kombinacije
- C01DA57:                    Propatilnitrat, kombinacije
- C01DA58:                    Izosorbiddinitrat, kombinacije
- C01DA59:                    Trolnitrat, kombinacije
- C01DA63:                    Eritritiltetranitrat, kombinacije
- C01DA70:                    Organski nitrati, kombinacije s psiholeptiki
- C01DB:                    Kinolonski vazodilatatorji
- C01DB01:                    Flozekinan
- C01DB02:                    Nifedipin
- C01DX:                    Drugi vazodilatatorji za zdravljenje koronarne ishemije
- C01DX01:                    Itraminijev tosilat
- C01DX02:                    Prenilamin
- C01DX03:                    Oksifedrin
- C01DX04:                    Benziodaron
- C01DX05:                    Karbokromen
- C01DX06:                    Heksobendin
- C01DX07:                    Etafenon
- C01DX08:                    Heptaminol
- C01DX09:                    Imolamin
- C01DX10:                    Dilazep
- C01DX11:                    Trapidil
- C01DX12:                    Molsidomin
- C01DX13:                    Efloksat
- C01DX14:                    Cinepazet
- C01DX15:                    Kloridarol
- C01DX16:                    Nikorandil
- C01DX18:                    Linzidomin
- C01DX19:                    Nesiritid
- C01DX21:                    Serelaksin
- C01DX51:                    Itraminijev tosilat, kombinacije
- C01DX52:                    Prenilamin, kombinacije
- C01DX53:                    Oksifedrin, kombinacije
- C01DX54:                    Benziodaron, kombinacije

#### C01E-Druga zdravila za bolezni srca
- C01EA:                    Prostaglandini
- C01EA01:                    Alprostadil
- C01EB:                    Druga zdravila za bolezni srca
- C01EB02:                    Kafra
- C01EB03:                    Indometacin
- C01EB04:                    Glogovi glikozidi
- C01EB05:                    Kreatinolfosfat
- C01EB06:                    Fosfokreatin
- C01EB07:                    Fruktoza 1,6-difosfat
- C01EB09:                    Ubidekarenon
- C01EB10:                    Adenozin
- C01EB11:                    Tiracizin
- C01EB13:                    Akadezin
- C01EB15:                    Trimetazidin
- C01EB16:                    Ibuprofen
- C01EB17:                    Ivabradin
- C01EB18:                    Ranolazin
- C01EB21:                    Regadenozon
- C01EB22:                    Meldonium
- C01EX:                    Druga kombinirana zdravila za bolezni srca

### C02-Antihipertenzivi

#### C02A-Antiadrenergiki s centralnim delovanjem
- C02AA:                    Alkaloidi rauvolfije
- C02AA01:                    Rescinamin
- C02AA02:                    Reserpin
- C02AA03:                    Alkaloidi rauvolfije, kombinacije
- C02AA04:                    Alkaloidi rauvolfije, celotna korenina
- C02AA05:                    Deserpidin
- C02AA06:                    Metoserpidin
- C02AA07:                    Bietaserpin
- C02AA52:                    Reserpin, kombinacije
- C02AA53:                    Kombinacije alkaloidov rauvolfije, kombinacije
- C02AA57:                    Bietaserpin, kombinacije
- C02AB:                    Metildopa
- C02AB01:                    L-metildopa
- C02AB02:                    [[(d,l)-metildopa)]
- C02AC:                    Agonisti imidazolinskih receptorjev
- C02AC01:                    Klonidin
- C02AC02:                    Gvanfacin
- C02AC04:                    Tolonidin
- C02AC05:                    Moksonidin
- C02AC06:                    Rilmenidin

#### C02B-Antiadrenergiki, ganglijski zaviralci
- C02BA:                    Sulfonijevi derivati
- C02BA01:                    Trimetafan
- C02BB:                    Sekundarni in terciarni amini
- C02BB01:                    Mekamilamin
- C02BC:                    Biskvaterne amonijeve spojine

#### C02C-Antiadrenergiki s perifernim delovanjem
- C02CA:                    Antagonisti adrenergičnih receptorjev alfa
- C02CA01:                    Prazosin
- C02CA02:                    Indoramin
- C02CA03:                    Trimazosin
- C02CA04:                    Doksazosin
- C02CA06:                    Urapidil
- C02CC:                    Derivati gvanidina
- C02CC01:                    Betanidin
- C02CC02:                    Gvanetidin
- C02CC03:                    Gvanoksan
- C02CC04:                    Debrizokin
- C02CC05:                    Gvanoklor
- C02CC06:                    Gvanazodin
- C02CC07:                    Gvanoksabenz

#### C02D-Zdravila z delovanjem na gladko mišičje arterij
- C02DA:                    Derivati tiazida
- C02DA01:                    Diazoksid
- C02DB:                    Derivati hidrazinoftalazina
- C02DB01:                    Dihidralazin
- C02DB02:                    Hidralazin
- C02DB03:                    Endralazin
- C02DB04:                    Kadralazin
- C02DC:                    Derivati pirimidina
- C02DC01:                    Minoksidil
- C02DD:                    Derivati nitrofericianida
- C02DD01:                    Nitroprusid
- C02DG:                    Derivati gvanidina
- C02DG01:                    Pinacidil

#### C02K-Drugi antihipertenzivi
- C02KA:                    Alkaloidi, brez alkaloidov rauvolfije
- C02KA01:                    Alkaloidi čemerike
- C02KB:                    Zaviralci tirozinske hidroksilaze
- C02KB01:                    Metirozin
- C02KC:                    Zaviralci monoaminooksidaz
- C02KC01:                    Pargilin
- C02KD:                    Antagonisti seretoninskih receptorjev
- C02KD01:                    Ketanserin
- C02KX:                    Antihipertenzivi za zdravljenje pljučne arterijske hipertenzije
- C02KX01:                    Bosentan
- C02KX02:                    Ambrisentan
- C02KX03:                    Sitaksentan
- C02KX04:                    Macitentan
- C02KX05:                    Riociguat

#### C02L-Antihipertenzivi v kombinaciji z diuretiki
- C02LA:                    Alkaloidi rauvolfije v kombinaciji z diuretiki
- C02LA01:                    Reserpin in diuretiki
- C02LA02:                    Rescinamin in diuretiki
- C02LA03:                    Dezerpidin in diuretiki
- C02LA04:                    Metoserpidin in diuretiki
- C02LA07:                    Bietaserpin in diuretiki
- C02LA08:                    Alkaloidi rauvolfije, celotna korenina in diuretiki
- C02LA09:                    Sirosingopin in diuretiki
- C02LA50:                    Alkaloidi rauvolfije v kombinaciji z diuretiki in druge kombinacije
- C02LA51:                    Reserpin in diuretiki, kombinacije z drugimi učinkovinami
- C02LA52:                    Rescinamin in diuretiki, kombinacije z drugimi učinkovinami
- C02LA71:                    Reserpin in diuretiki, kombinacije s psiholeptiki
- C02LB:                    Metildopa in diuretiki, kombinacije
- C02LB01:                    L-metildopa in diuretiki
- C02LC:                    Agonisti imidazolinskih receptorjev v kombinaciji z diuretiki
- C02LC01:                    Klonidin in diuretiki
- C02LC05:                    Moksonidin in diuretiki
- C02LC51:                    Klonidin in diuretiki, kombinacije z drugimi učinkovinami
- C02LE:                    Antagonisti adrenergičnih receptorjev alfa in diuretiki
- C02LE01:                    Prazosin in diuretiki
- C02LF:                    Derivati gvanidina in diuretiki
- C02LF01:                    Gvanetidin in diuretiki
- C02LG:                    Derivati hidrazinoftalazina in diuretiki
- C02LG01:                    Dihidralazin in diuretiki
- C02LG02:                    Hidralazin in diuretiki
- C02LG03:                    Pikodralazin in diuretiki
- C02LG51:                    Dihidralazin in diuretiki, kombinacije z drugimi učinkovinami
- C02LG73:                    Pikodralazin in diuretiki, kombinacije s psiholeptiki
- C02LK:                    Alkaloidi, brez alkaloidov rauvolfije, v kombinaciji z diuretiki
- C02LK01:                    Alkaloidi čemerike in diuretiki
- C02LL:                    Zaviralci mao in diuretiki
- C02LL01:                    Pargilin in diuretiki
- C02LM12:                    Delapril in diuretiki
- C02LN:                    Antagonisti seretoninskih receptorjev in diuretiki
- C02LX:                    Drugi antihipertenzivi in diuretiki
- C02LX01:                    Pinacidil in diuretiki

### C03-Diuretiki

#### C03A-Diuretiki dilucijskega segmenta, tiazidni diuretiki
- C03AA:                    Tiazidi, enokomponentna zdravila
- C03AA01:                    Bendroflumetiazid
- C03AA02:                    Hidroflumetiazid
- C03AA03:                    Hidroklorotiazid
- C03AA04:                    Klorotiazid
- C03AA05:                    Politiazid
- C03AA06:                    Triklormetiazid
- C03AA07:                    Ciklopentiazid
- C03AA08:                    Metiklotiazid
- C03AA09:                    Ciklotiazid
- C03AA13:                    Mebutizid
- C03AB:                    Tiazidi v kombinaciji s kalijem
- C03AB01:                    Bendroflumetiazid in kalij
- C03AB02:                    Hidroflumetiazid in kalij
- C03AB03:                    Hidroklorotiazid in kalij
- C03AB04:                    Klorotiazid in kalij
- C03AB05:                    Politiazid in kalij
- C03AB06:                    Triklormetiazid in kalij
- C03AB07:                    Ciklopentiazid in kalij
- C03AB08:                    Metiklotiazid in kalij
- C03AB09:                    Ciklotiazid in kalij
- C03AH:                    Tiazidi v kombinaciji s psiholeptiki ali z analgetiki ali obojimi
- C03AH01:                    Klorotiazid, kombinacije
- C03AH02:                    Hidroflumetiazid, kombinacije
- C03AX:                    Tiazidi v kombinaciji z drugimi učinkovinami
- C03AX01:                    Hidroklorotiazid, kombinacije

#### C03B-Diuretiki dilucijskega segmenta, brez tiazidov
- C03BA:                    Sulfonamidi, enokomponentna zdravila
- C03BA02:                    Kinetazon
- C03BA03:                    Klopamid
- C03BA04:                    Klortalidon
- C03BA05:                    Mefrusid
- C03BA07:                    Klofenamid
- C03BA08:                    Metolazon
- C03BA09:                    Metikran
- C03BA10:                    Ksipamid
- C03BA11:                    Indapamid
- C03BA12:                    Kloreksolon
- C03BA13:                    Fenkizon
- C03BA82:                    Kloreksolon, kombinacije s psiholeptiki
- C03BB:                    Sulfonamidi in kalij v kombinacijah
- C03BB02:                    Kinetazon in kalij
- C03BB03:                    Klopamid in kalij
- C03BB04:                    Klortalidon in kalij
- C03BB05:                    Mefrusid in kalij
- C03BB07:                    Klofenamid in kalij
- C03BC:                    Živosrebrovi diuretiki
- C03BC01:                    Mersalil
- C03BD:                    Derivati ksantina
- C03BD01:                    Teobromin
- C03BK:                    Sulfonamidi v kombinaciji z drugimi učinkovinami
- C03BX:                    Drugi diuretiki dilucijskega segmenta
- C03BX03:                    Cikletanin

#### C03C-Diuretiki vhodnega kraka henlejeve zanke
- C03CA:                    Sulfonamidi, enokomponentna zdravila
- C03CA01:                    Furosemid
- C03CA02:                    Bumetanid
- C03CA03:                    Piretanid
- C03CA04:                    Torasemid
- C03CB:                    Sulfonamidi in kalij v kombinacijah
- C03CB01:                    Furosemid in kalij
- C03CB02:                    Bumetanid in kalij
- C03CC:                    Derivati ariloksiocetne kisline
- C03CC01:                    Etakrinska kislina
- C03CC02:                    Tienilna kislina
- C03CD:                    Derivati pirazolona
- C03CD01:                    Muzolimin
- C03CX:                    Drugi diuretiki vhodnega kraka henlejeve zanke
- C03CX01:                    Etozolin

#### C03D-Antikaliuretični diuretiki (varčevalni s kalijem)
- C03DA:                    Antagonisti aldosteronskih receptorjev
- C03DA01:                    Spironolakton
- C03DA02:                    Kalijev kanrenoat
- C03DA03:                    Kanrenon
- C03DA04:                    Eplerenon
- C03DB:                    Drugi antikaliuretični diuretiki
- C03DB01:                    Amilorid
- C03DB02:                    Triamteren

#### C03E-Kombinacije diuretikov in diuretikov, ki varčujejo s kalijem
- C03EA:                    Diuretiki dilucijskega segmenta in diuretiki, kivarčujejo s kalijem
- C03EA01:                    Hidroklorotiazid in diuretiki, ki varčujejo s kalijem
- C03EA02:                    Triklormetiazid in diuretiki, ki varčujejo s kalijem
- C03EA03:                    Epitizid in diuretiki, ki varčujejo s kalijem
- C03EA04:                    Altizid in diuretiki, ki varčujejo s kalijem
- C03EA05:                    Mebutizid in diuretiki, ki varčujejo s kalijem
- C03EA06:                    Klortalidon in diuretiki, ki varčujejo s kalijem
- C03EA07:                    Ciklopentiazid in diuretiki, ki varčujejo s kalijem
- C03EA12:                    Metolazon in diuretiki, ki varčujejo s kalijem
- C03EA13:                    Bendroflumetiazid in diuretiki, ki varčujejo s kalijem
- C03EA14:                    Butizid in diuretiki, ki varčujejo s kalijem
- C03EB:                    Diuretiki vhodnega kraka henlejeve zanke in diuretiki, ki varčujejo s kalijem
- C03EB01:                    Furosemid in diuretiki, ki varčujejo s kalijem
- C03EB02:                    Bumetanid in diuretiki, ki varčujejo s kalijem

#### C03X-Drugi diuretiki
- C03XA:                    Antagonisti vazopresinskih receptorjev
- C03XA01:                    Tolvaptan
- C03XA02:                    Konivaptan

### C04-Periferni vazodilatatorji

#### C04A-Periferni vazodilatatorji
- C04AA:                    Derivati 2-amino-1-feniletanola
- C04AA01:                    Izoksuprin
- C04AA02:                    Bufenin
- C04AA31:                    Bametan
- C04AB:                    Derivati imidazolina
- C04AB01:                    Fentolamin
- C04AB02:                    Tolazolin
- C04AC:                    Nikotinska kislina in njeni derivati
- C04AC01:                    Nikotinska kislina
- C04AC02:                    Nikotinilalkohol (piridilkarbinol)
- C04AC03:                    Inozitolnikotinat
- C04AC07:                    Ciklonikat
- C04AD:                    Derivati purina
- C04AD01:                    Pentifilin
- C04AD02:                    Ksantinolnikotinat
- C04AD03:                    Pentoksifilin
- C04AD04:                    Etofilinnikotinat
- C04AE:                    Alkaloidi ergot
- C04AE01:                    Ergoloidijev mesilat (zmes hidrogeniranih alkaloidov ergot)
- C04AE02:                    Nicergolin
- C04AE04:                    Dihidroergokristin
- C04AE51:                    Ergoloidijev mesilat, kombinacije
- C04AE54:                    Dihidroergokristin, kombinacije
- C04AF:                    Encimi
- C04AF01:                    Kalidinogenaza
- C04AX:                    Drugi periferni vazodilatatorji
- C04AX01:                    Ciklandelat
- C04AX02:                    Fenoksibenzamin
- C04AX07:                    Vinkamin
- C04AX10:                    Moksizilit
- C04AX11:                    Benciklan
- C04AX17:                    Vinburnin
- C04AX19:                    Sulkotidil
- C04AX20:                    Buflomedil
- C04AX21:                    Naftidrofuril
- C04AX23:                    Butalamin
- C04AX24:                    Visnadin
- C04AX26:                    Cetiedil
- C04AX27:                    Cinepazid
- C04AX28:                    Ifenprodil
- C04AX30:                    Azapetin
- C04AX32:                    Fasudil

### C05-Vazoprotektivi

#### C05A-Učinkovine za lokalno zdravljenje hemoroidov in analne fisure
- C05AA:                    Kortikosteroidi
- C05AA01:                    Hidrokortizon
- C05AA04:                    Prednizolon
- C05AA05:                    Betametazon
- C05AA06:                    Fluorometolon
- C05AA08:                    Fluokortolon
- C05AA09:                    Deksametazon
- C05AA10:                    Fluocinolonacetonid
- C05AA11:                    Fluocinonid
- C05AA12:                    Triamcinolon
- C05AB:                    Antibiotiki
- C05AD:                    Lokalni anestetiki
- C05AD01:                    Lidokain
- C05AD02:                    Tetrakain
- C05AD03:                    Benzokain
- C05AD04:                    Cinhokain
- C05AD05:                    Prokain
- C05AD06:                    Oksetakain
- C05AD07:                    Pramokain
- C05AE:                    Mišični relaksanti
- C05AE01:                    Gliceriltrinitrat
- C05AE02:                    Izosorbiddinitrat
- C05AE03:                    Diltiazem
- C05AX:                    Druge učinkovine za lokalno zdravljenje hemoroidov in analne fisure
- C05AX01:                    Aluminijeve učinkovine
- C05AX02:                    Bizmutove učinkovine, kombinacije
- C05AX03:                    Druge učinkovine, kombinacije
- C05AX04:                    Cinkove učinkovine
- C05AX05:                    Tribenozid

#### C05B-Antivarikozno zdravljenje
- C05BA:                    Heparini ali heparinoidi za lokalno zdravljenje
- C05BA01:                    Organoheparinoid
- C05BA02:                    Natrijev apolat
- C05BA03:                    Heparin
- C05BA04:                    Natrijev pentozanpolisulfat
- C05BA51:                    Heparinoid, kombinacije
- C05BA53:                    Heparin, kombinacije
- C05BB:                    Sklerozirajoča sredstva za lokalno injiciranje
- C05BB01:                    Monoetanolamin oleat
- C05BB02:                    Polidokanol
- C05BB03:                    Invertni sladkorji
- C05BB04:                    Natrijev tetradecilsulfat
- C05BB05:                    Fenol
- C05BB56:                    Glukoza, kombinacije
- C05BX:                    Druga sklerozirajoča sredstva
- C05BX01:                    Kalcijev dobesilat
- C05BX51:                    Kalcijev dobesilat, kombinacije

#### C05C-Zdravila za stabiliziranje kapilar
- C05CA:                    Bioflavonoidi
- C05CA01:                    Rutozid
- C05CA02:                    Monokserutin
- C05CA03:                    Diosmin
- C05CA04:                    Trokserutin
- C05CA05:                    Hidrosmin
- C05CA51:                    Rutozid, kombinacije
- C05CA53:                    Diosmin, kombinacije
- C05CA54:                    Trokserutin, kombinacije
- C05CX:                    Druga zdravila za stabiliziranje kapilar
- C05CX01:                    Tribenozid
- C05CX02:                    Naftazon
- C05CX03:                    Seme navadnega divjega

### C07-Antagonisti adrenergičnih receptorjev beta

#### C07A-Antagonisti adrenergičnih receptorjev beta
- C07AA:                    Neselektivni antagonisti adrenergičnih receptorjev beta
- C07AA01:                    Alprenolol
- C07AA02:                    Oksprenolol
- C07AA03:                    Pindolol
- C07AA05:                    Propranolol
- C07AA06:                    Timolol
- C07AA07:                    Sotalol
- C07AA12:                    Nadolol
- C07AA14:                    Mepindolol
- C07AA15:                    Karteolol
- C07AA16:                    Tetratolol
- C07AA17:                    Bopindolol
- C07AA19:                    Bupranolol
- C07AA23:                    Penbutolol
- C07AA27:                    Kloranolol
- C07AA57:                    Sotalol, kombinacije
- C07AB:                    Selektivni antagonisti adrenergičnih receptorjev beta
- C07AB01:                    Praktolol
- C07AB02:                    Metoprolol
- C07AB03:                    Atenolol
- C07AB04:                    Acebutolol
- C07AB05:                    Betaksolol
- C07AB06:                    Bevantolol
- C07AB07:                    Bisoprolol
- C07AB08:                    Celiprolol
- C07AB09:                    Esmolol
- C07AB10:                    Epanolol
- C07AB11:                    S-atenolol
- C07AB12:                    Nebivolol
- C07AB13:                    Talinolol
- C07AB52:                    Metoprolol, kombinacije
- C07AB57:                    Bisoprolol, kombinacije
- C07AG:                    Antagonisti adrenergičnih receptorjev alfa in beta
- C07AG01:                    Labetalol
- C07AG02:                    Karvedilol

#### C07B-Antagonisti adrenergičnih receptorjev beta in tiazidi
- C07BA:                    Neselektivni antagonisti adrenergičnih receptorjev beta in tiazidi
- C07BA02:                    Oksprenolol in tiazidi
- C07BA05:                    Propranolol in tiazidi
- C07BA06:                    Timolol in tiazidi
- C07BA07:                    Sotalol in tiazidi
- C07BA12:                    Nadolol in tiazidi
- C07BA68:                    Metipranolol in tiazidi, kombinacije
- C07BB:                    Selektivni antagonisti adrenergičnih receptorjev beta in tiazidi
- C07BB02:                    Metoprolol in tiazidi
- C07BB03:                    Atenolol in tiazidi
- C07BB04:                    Acebutolol in tiazidi
- C07BB06:                    Bevantolol in tiazidi
- C07BB07:                    Bisoprolol in tiazidi
- C07BB12:                    Nebivolol in tiazidi
- C07BB52:                    Metoprolol in tiazidi, kombinacije
- C07BG:                    Antagonisti adrenergičnih receptorjev alfa in beta ter tiazidi
- C07BG01:                    Labetalol in tiazidi

#### C07C-Antagonisti adrenergičnih receptorjev beta in drugi diuretiki
- C07CA:                    Neselektivni antagonisti adrenergičnih receptorjev beta in drugi diuretiki
- C07CA02:                    Oksprenolol in drugi diuretiki
- C07CA03:                    Pindolol in drugi diuretiki
- C07CA17:                    Bopindolol in drugi diuretiki
- C07CA23:                    Penbutolol in drugi diuretiki
- C07CB:                    Selektivni antagonisti adrenergičnih receptorjev beta in drugi diuretiki
- C07CB02:                    Metoprolol in drugi diuretiki
- C07CB03:                    Atenolol in drugi diuretiki
- C07CB53:                    Atenolol in drugi diuretiki, kombinacije
- C07CG:                    Antagonisti adrenergičnih receptorjev alfa in beta ter drugi diuretiki
- C07CG01:                    Labetalol in drugi diuretiki

#### C07D-Antagonisti adrenergičnih receptorjev beta, tiazidi in drugi diuretiki
- C07DA:                    Neselektivni antagonisti adrenergičnih receptorjev beta, tiazidi in drugi diuretiki
- C07DA06:                    Timolol, tiazidi in drugi diuretiki
- C07DB:                    Selektivni antagonisti adrenergičnih receptorjev beta, tiazidi in drugi diuretiki
- C07DB01:                    Atenolol, tiazidi in drugi diuretiki

#### C07E-Antagonisti adrenergičnih receptorjev beta in vazodilatatorji
- C07EA:                    Neselektivni antagonisti adrenergičnih receptorjev beta in vazodilatatorji
- C07EB:                    Selektivni antagonisti adrenergičnih receptorjev beta in vazodilatatorji

#### C07F-Antagonisti adrenergičnih receptorjev beta in drugi antihipertenzivi
- C07FA:                    Neselektivni antagonisti adrenergičnih receptorjev beta in drugi antihipertenzivi
- C07FA05:                    Propranolol in drugi antihipertenzivi
- C07FB:                    Selektivni antagonisti adrenergičnih receptorjev beta in drugi antihipertenzivi
- C07FB02:                    Metoprolol in drugi antihipertenzivi
- C07FB03:                    Atenolol in drugi antihipertenzivi
- C07FB07:                    Bisoprolol in drugi antihipertenzivi
- C07FB12:                    Nebivolol in drugi antihipertenzivi

### C08-Zaviralci kalcijevih kanalčkov

#### C08C-Selektivni zaviralci kalcijevih kanalčkov z delovanjem na žile
- C08CA:                    Derivati dihidropiridina
- C08CA01:                    Amlodipin
- C08CA02:                    Felodipin
- C08CA03:                    Isradipin
- C08CA04:                    Nikardipin
- C08CA05:                    Nifedipin
- C08CA06:                    Nimodipin
- C08CA07:                    Nizoldipin
- C08CA08:                    Nitrendipin
- C08CA09:                    Lacidipin
- C08CA10:                    Nilvadipin
- C08CA11:                    Manidipin
- C08CA12:                    Barnidipin
- C08CA13:                    Lerkanidipin
- C08CA14:                    Cilnidipin
- C08CA15:                    Benidipine
- C08CA16:                    Klevidipin
- C08CA55:                    Nifedipin, kombinacije
- C08CX:                    Drugi selektivni zaviralci kalcijevih kanalčkov z delovanjem na žile
- C08CX01:                    Mibefradil

#### C08D-Selektivni zaviralci kalcijevih kanalčkov z direktnim delovanjem na prevodni sistem srca
- C08DA:                    Fenilalkilaminski derivati
- C08DA01:                    Verapamil
- C08DA02:                    Galopamil
- C08DA51:                    Verapamil, kombinacije
- C08DB:                    Derivati benzotiazepina
- C08DB01:                    Diltiazem

#### C08E-Neselektivni zaviralci kalcijevih kanalčkov
- C08EA:                    Derivati fenilalkilamina
- C08EA01:                    Fendilin
- C08EA02:                    Bepridil
- C08EX:                    Drugi neselektivni zaviralci kalcijevih kanalčkov
- C08EX01:                    Lidoflazin
- C08EX02:                    Perheksilin

#### C08G-Zaviralci kalcijevih kanalčkov in diuretiki
- C08GA:                    Zaviralci kalcijevih kanalčkov in diuretiki
- C08GA01:                    Nifedipin in diuretiki
- C08GA02:                    Amlodipin in diuretiki

### C09-Zdravila z delovanjem na renin-angiotenzinski sistem

#### C09A-Zaviralci angiotenzinske konvertaze, enokomponentna zdravila
- C09AA:                    Zaviralci angiotenzinske konvertaze, enokomponentna zdravila
- C09AA01:                    Kaptopril
- C09AA02:                    Enalapril
- C09AA03:                    Lizinopril
- C09AA04:                    Perindopril
- C09AA05:                    Ramipril
- C09AA06:                    Kinapril
- C09AA07:                    Benazepril
- C09AA08:                    Cilazapril
- C09AA09:                    Fozinopril
- C09AA10:                    Trandolapril
- C09AA11:                    Spirapril
- C09AA12:                    Delapril
- C09AA13:                    Moeksipril
- C09AA14:                    Temokapril
- C09AA15:                    Zofenopril
- C09AA16:                    Imidapril

#### C09B-Zaviralci angiotenzinske konvertaze, kombinacije
- C09BA:                    Zaviralci angiotenzinske konvertaze in diuretiki
- C09BA01:                    Kaptopril in diuretiki
- C09BA02:                    Enalapril in diuretiki
- C09BA03:                    Lizinopril in diuretiki
- C09BA04:                    Perindopril in diuretiki
- C09BA05:                    Ramipril in diuretiki
- C09BA06:                    Kinapril in diuretiki
- C09BA07:                    Benazepril in diuretiki
- C09BA08:                    Cilazapril in diuretiki
- C09BA09:                    Fozinopril in diuretiki
- C09BA12:                    Delapril in diuretiki
- C09BA13:                    Moeksipril in diuretiki
- C09BA15:                    Zofenopril in diuretiki
- C09BB:                    Zaviralci angiotenzinske konvertaze in zaviralci kalcijevih kanalčkov
- C09BB02:                    Enalapril in lerkanidipin
- C09BB03:                    Lizinopril in amlodipin
- C09BB04:                    Perindopril in amlodipin
- C09BB05:                    Ramipril in felodipin
- C09BB06:                    Enalapril in nitrendipin
- C09BB07:                    Ramipril in amlodipin
- C09BB10:                    Trandolapril in verapamil
- C09BB12:                    Delapril in manidipin
- C09BX:                    Zaviralci angiotenzinske konvertaze, druge kombinacije
- C09BX01:                    Perindopril, amlodipin in indapamid

#### C09C-Antagonisti angiotenzina ii, enokomponentna zdravila
- C09CA:                    Antagonisti angiotenzina ii, enokomponentna zdravila
- C09CA01:                    Losartan
- C09CA02:                    Eprosartan
- C09CA03:                    Valsartan
- C09CA04:                    Irbesartan
- C09CA05:                    Tasosartan
- C09CA06:                    Kandesartan
- C09CA07:                    Telmisartan
- C09CA08:                    Medoksomilolmesartanat
- C09CA09:                    Medoksomilazilsartanat
- C09CA10:                    Fimasartan

#### C09D-Antagonisti angiotenzina ii , kombinacije
- C09DA:                    Antagonisti angiotenzina ii in diuretiki
- C09DA01:                    Losartan in diuretiki
- C09DA02:                    Eprosartan in diuretiki
- C09DA03:                    Valsartan in diuretiki
- C09DA04:                    Irbesartan in diuretiki
- C09DA06:                    Kandesartan in diuretiki
- C09DA07:                    Telmisartan in diuretiki
- C09DA08:                    Medoksomilolmesartanat in diuretiki
- C09DA09:                    Medoksomilazilsartanat in diuretiki
- C09DB:                    Antagonisti angiotenzina ii in zaviralci kalcijevih kanalčkov
- C09DB01:                    Valsartan in amlodipin
- C09DB02:                    Medoksomilolmesartanat in amlodipin
- C09DB04:                    Telmisartan in amlodipin
- C09DB05:                    Irbesartan in amlodipin
- C09DB06:                    Losartan in amlodipin
- C09DB07:                    Kandesartan in amlodipin
- C09DX:                    Antagonisti angiotenzina ii, druge kombinacije
- C09DX01:                    Valsartan, amlodipin in hidroklorotiazid
- C09DX02:                    Valsartan in aliskiren
- C09DX03:                    Medoksomilolmesartanat, amlodipin in hidroklorotiazid

#### C09X-Druga zdravila z delovanjem na renin-angiotenzinski sistem
- C09XA:                    Zaviralci renina
- C09XA01:                    Remikiren
- C09XA02:                    Aliskiren
- C09XA52:                    Aliskiren in hidroklorotiazid
- C09XA53:                    Aliskiren in amlodipin
- C09XA54:                    Aliskiren, amlodipin in hidroklorotiazid

### C10-Zdravila za spreminjanje ravni serumskih lipidov

#### C10A-Zdravila za spreminjanje ravni serumskih lipidov, enokomponentna zdravila
- C10AA:                    Zaviralci reduktaze hmg coa
- C10AA01:                    Simvastatin
- C10AA02:                    Lovastatin
- C10AA03:                    Pravastatin
- C10AA04:                    Fluvastatin
- C10AA05:                    Atorvastatin
- C10AA06:                    Cerivastatin
- C10AA07:                    Rosuvastatin
- C10AA08:                    Pitavastatin
- C10AB:                    Fibrati
- C10AB01:                    Klofibrat
- C10AB02:                    Bezafibrat
- C10AB03:                    Aluminijev klofibrat
- C10AB04:                    Gemfibrozil
- C10AB05:                    Fenofibrat
- C10AB06:                    Simfibrat
- C10AB07:                    Ronifibrat
- C10AB08:                    Ciprofibrat
- C10AB09:                    Etofibrat
- C10AB10:                    Klofibrid
- C10AB11:                    Holinijev fenofibrat
- C10AC:                    Adsorbenti žolčnih kislin
- C10AC01:                    Holestiramin
- C10AC02:                    Holestipol
- C10AC03:                    Holekstran
- C10AC04:                    Holesevelam
- C10AD:                    Nikotinska kislina in njeni derivati
- C10AD01:                    Nikeritrol
- C10AD02:                    Nikotinska kislina
- C10AD03:                    Nikofuranoza
- C10AD04:                    Aluminijev nikotinat
- C10AD05:                    Nikotinilalkohol (piridilkarbinol)
- C10AD06:                    Acipimoks
- C10AD52:                    Nikotinska kislina, kombinacije
- C10AX:                    Druga zdravila za spreminjanje ravni serumskih lipidov
- C10AX01:                    Dekstrotiroksin
- C10AX02:                    Probukol
- C10AX03:                    Tiadenol
- C10AX05:                    Meglutol
- C10AX06:                    Omega-3-trigliceridi z drugimi estri in kislinami
- C10AX07:                    Magnezijev piridoksal-5-fosfat glutamat
- C10AX08:                    Polikonazol
- C10AX09:                    Ezetimib
- C10AX10:                    Alipogen tiparvovek
- C10AX11:                    Mipomersen
- C10AX12:                    Lomitapid
- C10AX13:                    Evolokumab

#### C10B-Zdravila za spreminjanje ravni serumskih lipidov, kombinacije
- C10BA:                    Zaviralci reduktaze hmg-coa v kombinaciji z drugimi zdravili za spreminjanje ravni serumskih lipidov
- C10BA01:                    Lovastatin in nikotinska kislina
- C10BA02:                    Simvastatin in ezetimib
- C10BA03:                    Pravastatin in fenofibrat
- C10BA04:                    Simvastatin in fenofibrat
- C10BA05:                    Atorvastatin in ezetimib
- C10BA06:                    Rosuvastatin in ezetimib
- C10BX:                    Zaviralci reduktaze hmg coa, druge kombinacije
- C10BX01:                    Simvastatin in acetilsalicilna kislina
- C10BX02:                    Pravastatin in salicilna kislina
- C10BX03:                    Atorvastatin in amlodipin
- C10BX04:                    Simvastatin, acetilsalicilna kislina in ramipril
- C10BX05:                    Rosuvastatin in acetilsalicilna kislina
- C10BX06:                    Atorvastatin, acetilsalicilna kislina in ramipril
- C10BX07:                    Rosuvastatin, amlodipin in lizinopril
- C10BX08:                    Atorvastatin in acetilsalicilna kislina
- C10BX09:                    Rosuvastatin in amlodipin

### D01-Antimikotiki za zdravljenje dermatoloških bolezni

#### D01A-Antimikotiki za lokalno zdravljenje
- D01AA:                    Antibiotiki
- D01AA01:                    Nistatin
- D01AA02:                    Natamicin
- D01AA03:                    Hahimicin
- D01AA04:                    Pecilocin
- D01AA06:                    Mepartricin
- D01AA07:                    Pirolnitrin
- D01AA08:                    Griseofulvin
- D01AA20:                    Kombinacije
- D01AC:                    Derivati imidazola in triazola
- D01AC01:                    Klotrimazol
- D01AC02:                    Mikonazol
- D01AC03:                    Ekonazol
- D01AC04:                    Klormidazol
- D01AC05:                    Izokonazol
- D01AC06:                    Tiabendazol
- D01AC07:                    Tiokonazol
- D01AC08:                    Ketokonazol
- D01AC09:                    Sulkonazol
- D01AC10:                    Bifonazol
- D01AC11:                    Oksikonazol
- D01AC12:                    Fentikonazol
- D01AC13:                    Omokonazol
- D01AC14:                    Sertakonazol
- D01AC15:                    Flukonazol
- D01AC16:                    Flutrimazol
- D01AC17:                    Eberkonazol
- D01AC20:                    Kombinacije
- D01AC52:                    Mikonazol, kombinacije
- D01AC60:                    Bifonazol, kombinacije
- D01AE:                    Drugi antimikotiki za lokalno zdravljenje
- D01AE01:                    Bromoklorosalicilanilid
- D01AE02:                    Metilrozanilin
- D01AE03:                    Tribromometakrezol
- D01AE04:                    Undecilenska kislina
- D01AE05:                    Polinoksilin
- D01AE06:                    2-(4-klorfenoksi)-etanol
- D01AE07:                    Klorfenezin
- D01AE08:                    Tiklaton
- D01AE09:                    Sulbentin
- D01AE10:                    Etilhidroksibenzoat
- D01AE11:                    Haloprogin
- D01AE12:                    Salicilna kislina
- D01AE13:                    Selenov(iv) sulfid
- D01AE14:                    Ciklopiroks
- D01AE15:                    Terbinafin
- D01AE16:                    Amorolfin
- D01AE17:                    Dimazol
- D01AE18:                    Tolnaftat
- D01AE19:                    Tolciklat
- D01AE20:                    Kombinacije
- D01AE21:                    Flucitozin
- D01AE22:                    Naftifin
- D01AE23:                    Butenafin
- D01AE54:                    Undecilenska kislina, kombinacije

#### D01B-Antimikotiki za sistemsko zdravljenje
- D01BA:                    Antimikotiki za sistemsko zdravljenje
- D01BA01:                    Griseofulvin
- D01BA02:                    Terbinafin

### D02-Zdravila za mehčanje in varovanje kože

#### D02A-Zdravila za mehčanje in varovanje kože
- D02AA:                    Silikonska zdravila
- D02AB:                    Zdravila s cinkom
- D02AC:                    Zdravila z vazelinom in maščobami
- D02AD:                    Tekoči obliži
- D02AE:                    Zdravila s sečnino
- D02AE01:                    Sečnina
- D02AE51:                    Sečnina, kombinacije
- D02AF:                    Zdravila s salicilno kislino
- D02AX:                    Druga zdravila za mehčanje in varovanje kože

#### D02B-Varovalna zdravila pred uv-sevanjem
- D02BA:                    Varovalna zdravila pred uv-sevanjem z lokalnim delovanjem
- D02BA01:                    Aminobenzojska kislina
- D02BA02:                    Oktinoksat
- D02BB:                    Varovalna zdravila pred uv-sevanjem za sistemsko zdravljenje
- D02BB01:                    Betakaroten
- D02BB02:                    Afamelanotid

### D03-Zdravila za oskrbo ran in razjed

#### D03A-Zdravila za oskrbo brazgotin
- D03AA:                    Mazila z ribjim oljem
- D03AX:                    Druga zdravila za oskrbo brazgotin
- D03AX01:                    Kadeksomer-jod
- D03AX02:                    Dekstranomer
- D03AX03:                    Dekspantenol
- D03AX04:                    Kalcijev pantotenat
- D03AX05:                    Hialuronska kislina
- D03AX06:                    Bekaplermin
- D03AX09:                    Krilanomer
- D03AX10:                    Enoksolon
- D03AX11:                    Natrijev klorit
- D03AX12:                    Trolamin

#### D03B-Encimi
- D03BA:                    Proteolitični encimi
- D03BA01:                    Tripsin
- D03BA02:                    Kolagenaza
- D03BA03:                    Bromelaini
- D03BA52:                    Kolagenaza, kombinacije

### D04-Antipruritiki z antihistaminiki, anestetiki itd.

#### D04A-Antipruritiki z antihistaminiki, anestetiki itd.
- D04AA:                    Antihistaminiki za lokalno zdravljenje
- D04AA01:                    Tonzilamin
- D04AA02:                    Mepiramin
- D04AA03:                    Tenalidin
- D04AA04:                    Tripelenamin
- D04AA09:                    Kloropiramin
- D04AA10:                    Prometazin
- D04AA12:                    Tolpropamin
- D04AA13:                    Dimetinden
- D04AA14:                    Klemastin
- D04AA15:                    Bamipin
- D04AA16:                    Feniramin
- D04AA22:                    Izotipendil
- D04AA32:                    Difenhidramin
- D04AA33:                    Difenhidramonijev metilbromid
- D04AA34:                    Klorfenoksamin
- D04AB:                    Anestetiki za lokalno zdravljenje
- D04AB01:                    Lidokain
- D04AB02:                    Cinhokain
- D04AB03:                    Oksibuprokain
- D04AB04:                    Benzokain
- D04AB05:                    Kinizokain
- D04AB06:                    Tetrakain
- D04AB07:                    Pramokain
- D04AX:                    Drugi antipruritiki

### D05-Antipsoriatiki

#### D05A-Antipsoriatiki za lokalno zdravljenje
- D05AA:                    Katrani
- D05AC:                    Derivati antracena
- D05AC01:                    Ditranol
- D05AC51:                    Ditranol, kombinacije
- D05AD:                    Psoraleni za lokalno zdravljenje
- D05AD01:                    Trioksisalen
- D05AD02:                    Metoksalen
- D05AX:                    Drugi antipsoriatiki za lokalno zdravljenje
- D05AX01:                    Fumarna kislina
- D05AX02:                    Kalcipotriol
- D05AX03:                    Kalcitriol
- D05AX04:                    Takalcitol
- D05AX05:                    Tazaroten
- D05AX52:                    Kalcipotriol, kombinacije

#### D05B-Antipsoriatiki za sistemsko zdravljenje
- D05BA:                    Psoraleni za sistemsko zdravljenje
- D05BA01:                    Trioksisalen
- D05BA02:                    Metoksalen
- D05BA03:                    Bergapten
- D05BB:                    Retinoidi za zdravljenje psoriaze
- D05BB01:                    Etretinat
- D05BB02:                    Acitretin
- D05BX:                    Drugi antipsoriatiki za sistemsko zdravljenje
- D05BX51:                    Derivati fumarne kisline, kombinacije

### D06-Antibiotiki in kemoterapevtiki za uporabo v dermatologiji

#### D06A-Antibiotiki za lokalno zdravljenje
- D06AA:                    Tetraciklini in derivati
- D06AA01:                    Demeklociklin
- D06AA02:                    Klortetraciklin
- D06AA03:                    Oksitetraciklin
- D06AA04:                    Tetraciklin
- D06AX:                    Drugi antibiotiki za lokalno zdravljenje
- D06AX01:                    Fusidna kislina
- D06AX02:                    Kloramfenikol
- D06AX04:                    Neomicin
- D06AX05:                    Bacitracin
- D06AX07:                    Gentamicin
- D06AX08:                    Tirotricin
- D06AX09:                    Mupirocin
- D06AX10:                    Virginiamicin
- D06AX11:                    Rifaksimin
- D06AX12:                    Amikacin
- D06AX13:                    Retapamulin

#### D06B-Kemoterapevtiki za lokalno zdravljenje
- D06BA:                    Sulfonamidi
- D06BA01:                    Srebrov sulfadiazinat
- D06BA02:                    Sulfatiazol
- D06BA03:                    Mafenid
- D06BA04:                    Sulfametizol
- D06BA05:                    Sulfanilamid
- D06BA06:                    Sulfamerazin
- D06BA51:                    Srebrov sulfadiazinat, kombinacije
- D06BB:                    Protivirusna zdravila
- D06BB01:                    Idoksuridin
- D06BB02:                    Tromantadin
- D06BB03:                    Aciklovir
- D06BB04:                    Podofilotoksin
- D06BB05:                    Inozin
- D06BB06:                    Penciklovir
- D06BB07:                    Lizocim
- D06BB08:                    Ibacitabin
- D06BB09:                    Edoksudin
- D06BB10:                    Imikimod
- D06BB11:                    Dokozanol
- D06BB12:                    Sinekatehini
- D06BB53:                    Aciklovir, kombinacije
- D06BX:                    Drugi kemoterapevtiki
- D06BX01:                    Metronidazol
- D06BX02:                    Ingenolmebutat

### D07-Kortikosteroidi - dermatiki

#### D07A-Kortikosteroidi, enokomponentna zdravila
- D07AA:                    Kortikosteroidi z blagim učinkom (skupina i)
- D07AA01:                    Metilprednizolon
- D07AA02:                    Hidrokortizon
- D07AA03:                    Prednizolon
- D07AB:                    Kortikosterodi z zmernim učinkom (skupina ii)
- D07AB01:                    Klobetazon
- D07AB02:                    Hidrokortizonbutirat
- D07AB03:                    Flumetazon
- D07AB04:                    Fluokortin
- D07AB05:                    Fluperolon
- D07AB06:                    Fluorometolon
- D07AB07:                    Flupredniden
- D07AB08:                    Dezonid
- D07AB09:                    Triamcinolon
- D07AB10:                    Alklometazon
- D07AB11:                    Hidrokortizonbuteprat
- D07AB19:                    Deksametazon
- D07AB21:                    Klokortolon
- D07AB30:                    Kombinacije kortikosteroidov
- D07AC:                    Kortikosteroidi z močnim učinkom (skupina iii)
- D07AC01:                    Betametazon
- D07AC02:                    Fluklorolon
- D07AC03:                    Dezoksimetazon
- D07AC04:                    Fluocinolonacetonid
- D07AC05:                    Fluokortolon
- D07AC06:                    Diflukortolon
- D07AC07:                    Fludroksikortid
- D07AC08:                    Fluocinonid
- D07AC09:                    Budezonid
- D07AC10:                    Diflorazon
- D07AC11:                    Amcinonid
- D07AC12:                    Halometazon
- D07AC13:                    Mometazon
- D07AC14:                    Metilprednizolonaceponat
- D07AC15:                    Beklometazon
- D07AC16:                    Hidrokortizonaceponat
- D07AC17:                    Flutikazon
- D07AC18:                    Prednikarbat
- D07AC19:                    Difluprednat
- D07AC21:                    Ulobetazol
- D07AD:                    Kortikosteroidi z zelo močnim učinkom (skupina iv)
- D07AD01:                    Klobetazol
- D07AD02:                    Halcinonid

#### D07B-Kortikosteroidi v kombinaciji z antiseptiki
- D07BA:                    Kortikosteroidi z blagim učinkom v kombinaciji z antiseptiki
- D07BA01:                    Prednizolon in antiseptiki
- D07BA04:                    Hidrokortizon in antiseptiki
- D07BB:                    Kortikosteroidi z zmernim učinkom v kombinaciji z antiseptiki
- D07BB01:                    Flumetazon in antiseptiki
- D07BB02:                    Dezonid in antiseptiki
- D07BB03:                    Triamcinolon in antiseptiki
- D07BB04:                    Hidrokortizonbutirat in antiseptiki
- D07BC:                    Kortikosteroidi z močnim učinkom v kombinaciji z antiseptiki
- D07BC01:                    Betametazon in antiseptiki
- D07BC02:                    Fluocinolonacetonid in antiseptiki
- D07BC03:                    Fluokortolon in antiseptiki
- D07BC04:                    Diflukortolon in antiseptiki
- D07BD:                    Kortikosteroidi z zelo močnim učinkom v kombinaciji z antiseptiki

#### D07C-Kortikosteroidi v kombinaciji z antibiotiki
- D07CA:                    Kortikosteroidi z blagim učinkom v kombinaciji z antibiotiki
- D07CA01:                    Hidrokortizon in antibiotiki
- D07CA02:                    Metilprednizolon in antibiotiki
- D07CA03:                    Prednizolon in antibiotiki
- D07CB:                    Kortikosteroidi z zmernim učinkom v kombinaciji z antibiotiki
- D07CB01:                    Triamcinolon in antibiotiki
- D07CB02:                    Flupredniden in antibiotiki
- D07CB03:                    Fluorometolon in antibiotiki
- D07CB04:                    Deksametazon in antibiotiki
- D07CB05:                    Flumetazon in antibiotiki
- D07CC:                    Kortikosteroidi z močnim učinkom v kombinaciji z antibiotiki
- D07CC01:                    Betametazon in antibiotiki
- D07CC02:                    Fluocinolonacetonid in antibiotiki
- D07CC03:                    Fludroksikortid in antibiotiki
- D07CC04:                    Beklometazon in antibiotiki
- D07CC05:                    Fluocinonid in antibiotiki
- D07CC06:                    Fluokortolon in antibiotiki
- D07CD:                    Kortikosteroidi z zelo močnim učinkom v kombinaciji z antibiotiki
- D07CD01:                    Klobetazol in antibiotiki

#### D07X-Kortikosteroidi, druge kombinacije
- D07XA:                    Kortikosterodi z blagim učinkom, druge kombinacije
- D07XA01:                    Hidrokortizon
- D07XA02:                    Prednizolon
- D07XB:                    Kortikosteroidi z zmernim učinkom, druge kombinacije
- D07XB01:                    Flumetazon
- D07XB02:                    Triamcinolon
- D07XB03:                    Flupredniden
- D07XB04:                    Fluorometolon
- D07XB05:                    Deksametazon
- D07XB30:                    Kombinacije kortikosteroidov
- D07XC:                    Kortikosteroidi z močnim učinkom, druge kombinacije
- D07XC01:                    Betametazon
- D07XC02:                    Dezoksimetazon
- D07XC03:                    Mometazon
- D07XC04:                    Diflukortolon
- D07XC05:                    Fluokortolon
- D07XD:                    Kortikosteroidi z zelo močnim učinkom, druge kombinacije

### D08-Antiseptiki in dezinficiensi

#### D08A-Antiseptiki in dezinficiensi
- D08AA:                    Derivati akridina
- D08AA01:                    Etakridinijev laktat
- D08AA02:                    Aminoakridin
- D08AA03:                    Euflavin
- D08AB:                    Aluminijeve učinkovine
- D08AC:                    Bigvanidi in amidini
- D08AC01:                    Dibrompropamidin
- D08AC02:                    Klorheksidin
- D08AC03:                    Propamidin
- D08AC04:                    Heksamidin
- D08AC05:                    Poliheksanid
- D08AC52:                    Klorheksidin, kombinacije
- D08AD:                    Zdravila z borovo kislino
- D08AE:                    Fenol in njegovi derivati
- D08AE01:                    Heksaklorofen
- D08AE02:                    Polikrezulen
- D08AE03:                    Fenol
- D08AE04:                    Triklozan
- D08AE05:                    Kloroksilenol
- D08AE06:                    Bifenilol
- D08AF:                    Derivati nitrofurana
- D08AF01:                    Nitrofural
- D08AG:                    Jodova zdravila
- D08AG01:                    Jod/oktilfenoksipoliglikoleter
- D08AG02:                    Povidon-jod
- D08AG03:                    Jod
- D08AG04:                    Dijodohidroksipropan
- D08AH:                    Derivati kinolina
- D08AH01:                    Dekalinium
- D08AH02:                    Klorkinaldol
- D08AH03:                    Oksikinolin
- D08AH30:                    Kliokinol
- D08AJ:                    Spojine s kvaterno amonijevo skupino
- D08AJ01:                    Benzalkonium
- D08AJ02:                    Cetrimonium
- D08AJ03:                    Cetilpiridinium
- D08AJ04:                    Cetrimid
- D08AJ05:                    Benzoksonijev klorid
- D08AJ06:                    Didecildimetilamonijev klorid
- D08AJ08:                    Benzetonijev klorid
- D08AJ10:                    Dekametoksin
- D08AJ57:                    Oktenidin, kombinacije
- D08AJ58:                    Benzetonijev klorid, kombinacije
- D08AJ59:                    Dodeklonijev bromid, kombinacije
- D08AK:                    Živosrebrove učinkovine
- D08AK01:                    Živosrebrov(ii) amidoklorid
- D08AK02:                    Fenilmerkurijev borat
- D08AK03:                    Živosrebrov(ii) klorid
- D08AK04:                    Merkurokrom
- D08AK05:                    Živo srebro (v metalni obliki)
- D08AK06:                    Tiomersal
- D08AK30:                    Živosrebrov(ii) jodid
- D08AL:                    Srebrove spojine
- D08AL01:                    Srebrov nitrat
- D08AL30:                    Srebro
- D08AX:                    Drugi antiseptiki in dezinficiensi
- D08AX01:                    Vodikov peroksid
- D08AX02:                    Eozin
- D08AX03:                    Propanol
- D08AX04:                    Natrijev tosilkloramidat
- D08AX05:                    Izopropanol
- D08AX06:                    Kalijev permanganat
- D08AX07:                    Natrijev hipoklorit
- D08AX08:                    Etanol
- D08AX53:                    Propanol, kombinacije

### D09-Zdravilne obveze

#### D09A-Zdravilne obveze
- D09AA:                    Zdravilne obveze s protimikrobnimi učinkovinami
- D09AA01:                    Framicetin
- D09AA02:                    Fusidna kislina
- D09AA03:                    Nitrofural
- D09AA04:                    Fenilmerkurijev nitrat
- D09AA05:                    Benzododecinium
- D09AA06:                    Triklozan
- D09AA07:                    Cetilpiridinium
- D09AA08:                    Aluminijev klorohidrat
- D09AA09:                    Povidon-jod
- D09AA10:                    Kliokinol
- D09AA11:                    Benzalkonium
- D09AA12:                    Klorheksidin
- D09AA13:                    Jodoform
- D09AB:                    Cinkovi povoji
- D09AB01:                    Cinkov povoj brez dodatkov
- D09AB02:                    Cinkov povoj z dodatki
- D09AX:                    Obveze z vazelinom

### D10-Zdravila za zdravljenje aken

#### D10A-Zdravila za lokalno zdravljenje aken
- D10AA:                    Kombinacije kortikosteroidov za zdravljenje aken
- D10AA01:                    Fluorometolon
- D10AA02:                    Metilprednizolon
- D10AA03:                    Deksametazon
- D10AB:                    Zdravila z žveplom
- D10AB01:                    Bitionol
- D10AB02:                    Žveplo
- D10AB03:                    Tioksolon
- D10AB05:                    Mesulfen
- D10AD:                    Retinoidi za lokalno zdravljenje aken
- D10AD01:                    Tretinoin
- D10AD02:                    Retinol
- D10AD03:                    Adapalen
- D10AD04:                    Izotretinoin
- D10AD05:                    Motretinid
- D10AD51:                    Tretinoin, kombinacije
- D10AD53:                    Adapalen, kombinacije
- D10AD54:                    Izotretinoin, kombinacije
- D10AE:                    Peroksidi
- D10AE01:                    Benzoilperoksid
- D10AE51:                    Benzoilperoksid, kombinacije
- D10AF:                    Protimikrobne učinkovine za zdravljenje aken
- D10AF01:                    Klindamicin
- D10AF02:                    Eritromicin
- D10AF03:                    Kloramfenikol
- D10AF04:                    Meklociklin
- D10AF05:                    Nadifloksacin
- D10AF06:                    Sulfacetamid
- D10AF51:                    Klindamicin, kombinacije
- D10AF52:                    Eritromicin, kombinacije
- D10AX:                    Druga zdravila za lokalno zdravljenje aken
- D10AX01:                    Aluminijev klorid
- D10AX02:                    Resorcinol
- D10AX03:                    Azelainska kislina
- D10AX04:                    Aluminijev oksid
- D10AX05:                    Dapson
- D10AX30:                    Razne kombinacije

#### D10B-Zdravila za sistemsko zdravljenje aken
- D10BA:                    Retinoidi za zdravljenje aken
- D10BA01:                    Izotretinoin
- D10BX:                    Druga zdravila za sistemsko zdravljenje aken
- D10BX01:                    Ihtazol

### D11-Druga zdravila za bolezni kože in podkožnega tkiva

#### D11A-Druga zdravila za bolezni kože in podkožnega tkiva
- D11AA:                    Zdravila proti znojenju
- D11AC:                    Medicinski šamponi
- D11AC01:                    Cetrimid
- D11AC02:                    Kadmijeve spojine
- D11AC03:                    Selenove spojine
- D11AC06:                    Povidon-jod
- D11AC08:                    Žveplove spojine
- D11AC09:                    Ksenisalat
- D11AC30:                    Ostalo
- D11AE:                    Androgeni za lokalno zdravljenje
- D11AE01:                    Metandienon
- D11AF:                    Zdravila za odstranjevanje bradavic in kurjih očes
- D11AH:                    Učinkovine za zdravljenje dermatitisa, razen kortikosteroidov
- D11AH01:                    Takrolimus
- D11AH02:                    Pimekrolimus
- D11AH03:                    Kromoglicinska kislina
- D11AH04:                    Alitretinoin
- D11AX:                    Druga dermatološka zdravila
- D11AX01:                    Minoksidil
- D11AX02:                    Gama-linolenska kislina
- D11AX03:                    Kalcijev glukonat
- D11AX04:                    Litijev sukcinat
- D11AX05:                    Magnezijev sulfat
- D11AX06:                    Mekinol
- D11AX08:                    Tiratrikol
- D11AX09:                    Oksaceprol
- D11AX10:                    Finasterid
- D11AX11:                    Hidrokinon
- D11AX12:                    Cinkov piritionat
- D11AX13:                    Monobenzon
- D11AX16:                    Eflornitin
- D11AX18:                    Diklofenak
- D11AX21:                    Brimonidin
- D11AX22:                    Ivermektin
- D11AX52:                    Gama-linolenska kislina, kombinacije
- D11AX57:                    Kolagen, kombinacije

### G01-Ginekološka protimikrobna zdravila in antiseptiki

#### G01A-Protimikrobna zdravila in antiseptiki brez kombinacij s kortikosteroidi
- G01AA:                    Antibiotiki
- G01AA01:                    Nistatin
- G01AA02:                    Natamicin
- G01AA03:                    Amfotericin b
- G01AA04:                    Kandicidin
- G01AA05:                    Kloramfenikol
- G01AA06:                    Hahimicin
- G01AA07:                    Oksitetraciklin
- G01AA08:                    Karfecilin
- G01AA09:                    Mepartricin
- G01AA10:                    Klindamicin
- G01AA11:                    Pentamicin
- G01AA51:                    Nistatin, kombinacije
- G01AB:                    Arzenove spojine
- G01AB01:                    Acetarzol
- G01AC:                    Derivati kinolina
- G01AC01:                    Dijodohidroksikinolin
- G01AC02:                    Kliokinol
- G01AC03:                    Klorkinaldol
- G01AC05:                    Dekalinium
- G01AC06:                    Broksikinolin
- G01AC30:                    Oksikinolin
- G01AD:                    Organske kisline
- G01AD01:                    Mlečna kislina
- G01AD02:                    Ocetna kislina
- G01AD03:                    Askorbinska kislina
- G01AE:                    Sulfonamidi
- G01AE01:                    Sulfatolamid
- G01AE10:                    Kombinacije sulfonamidov
- G01AF:                    Derivati imidazola
- G01AF01:                    Metronidazol
- G01AF02:                    Klotrimazol
- G01AF04:                    Mikonazol
- G01AF05:                    Ekonazol
- G01AF07:                    Izokonazol
- G01AF08:                    Tiokonazol
- G01AF11:                    Ketokonazol
- G01AF12:                    Fentikonazol
- G01AF13:                    Azanidazol
- G01AF14:                    Propenidazol
- G01AF15:                    Butokonazol
- G01AF16:                    Omokonazol
- G01AF17:                    Oksikonazol
- G01AF18:                    Flutrimazol
- G01AF19:                    Sertakonazol
- G01AF20:                    Derivati imidazola, kombinacije
- G01AG:                    Derivati triazola
- G01AG02:                    Terkonazol
- G01AX:                    Druge protimikrobne učinkovine in antiseptiki
- G01AX01:                    Klodantoin
- G01AX02:                    Inozin
- G01AX03:                    Polikrezulen
- G01AX05:                    Nifuratel
- G01AX06:                    Furazolidon
- G01AX09:                    Genciansko vijolično
- G01AX11:                    Povidon-jod
- G01AX12:                    Ciklopiroks
- G01AX13:                    Protiofat
- G01AX14:                    Lactobacillus fermentum
- G01AX15:                    Bakrov usnat
- G01AX16:                    Heksetidin
- G01AX66:                    Oktenidin, kombinacije

#### G01B-Protimikrobne učinkovine in antiseptiki v kombinaciji s kortikosteroidi
- G01BA:                    Antibiotiki in kortikosteroidi
- G01BC:                    Derivati kinolina in kortikosteroidi
- G01BD:                    Antiseptiki in kortikosteroidi
- G01BE:                    Sulfonamidi in kortikosteroidi
- G01BF:                    Derivati imidazola in kortikosteroidi

### G02-Druga ginekološka zdravila

#### G02A-Zdravila za spodbujanje krčenja maternice
- G02AB:                    Alkaloidi ergot
- G02AB01:                    Metilergometrin
- G02AB02:                    Alkaloidi ergot
- G02AB03:                    Ergometrin
- G02AC:                    Alkaloidi ergot in oksitocin, vključno z analogi, kombinacije
- G02AC01:                    Metilergometrin in oksitocin
- G02AD:                    Prostaglandini
- G02AD01:                    Dinoprost
- G02AD02:                    Dinoproston (prostaglandin e2)
- G02AD03:                    Gemeprost
- G02AD04:                    Karboprost
- G02AD05:                    Sulproston
- G02AD06:                    Mizoprostol
- G02AX:                    Druga zdravila za spodbujanje krčenja maternice

#### G02B-Lokalni kontraceptivi
- G02BA:                    Intrauterini kontraceptivi (maternični vložki)
- G02BA01:                    Plastični maternični vložki
- G02BA02:                    Plastični maternični vložki z dodatkom bakra
- G02BA03:                    Plastični maternični vložki z dodatkom progestogenov
- G02BB:                    Intravaginalni kontraceptivi
- G02BB01:                    Vaginalni obroček s progestogenom in estrogenom

#### G02C-Druga ginekološka zdravila
- G02CA:                    Simpatomimetiki za zaviranje prezgodnjega in čezmernega krčenja maternice
- G02CA01:                    Ritodrin
- G02CA02:                    Bufenin
- G02CA03:                    Fenoterol
- G02CB:                    Zaviralci prolaktina
- G02CB01:                    Bromokriptin
- G02CB02:                    Lizurid
- G02CB03:                    Kabergolin
- G02CB04:                    Kinagolid
- G02CB05:                    Metergolin
- G02CB06:                    Tergurid
- G02CC:                    Protivnetna vaginalna zdravila
- G02CC01:                    Ibuprofen
- G02CC02:                    Naproksen
- G02CC03:                    Benzidamin
- G02CC04:                    Flunoksaprofen
- G02CX:                    Druga ginekološka zdravila
- G02CX01:                    Atoziban
- G02CX03:                    Plod navadne konopljike
- G02CX04:                    Korenika grozdne svetilke

### G03-Spolni hormoni in zdravila za uravnavanje delovanja spolovil

#### G03A-Hormonski sistemski kontraceptivi
- G03AA:                    Progestogeni in estrogeni, enofazna zdravila
- G03AA01:                    Etinodiol in etinilestradiol
- G03AA02:                    Kingestanol in etinilestradiol
- G03AA03:                    Linestrenol in etinilestradiol
- G03AA04:                    Megestrol in etinilestradiol
- G03AA05:                    Noretisterone in etinilestradiol
- G03AA06:                    Norgestrel in etinilestradiol
- G03AA07:                    Levonorgestrel in etinilestradiol
- G03AA08:                    Medroksiprogesteron in etinilestradiol
- G03AA09:                    Dezogestrel in etinilestradiol
- G03AA10:                    Gestoden in etinilestradiol
- G03AA11:                    Norgestimat in etinilestradiol
- G03AA12:                    Drospirenon in etinilestradiol
- G03AA13:                    Norelgestromin in etinilestradiol
- G03AA14:                    Nomegestrol in estradiol
- G03AA15:                    Klormadinon in etinilestradiol
- G03AA16:                    Dienogest in etinilestradiol
- G03AB:                    Progestogeni in estrogeni, dvo- ali trifazna zdravila
- G03AB01:                    Megestrol in etinilestradiol
- G03AB02:                    Linestrenol in etinilestradiol
- G03AB03:                    Levonorgestrel in etinilestradiol
- G03AB04:                    Noretisteron in etinilestradiol
- G03AB05:                    Dezogestrel in etinilestradiol
- G03AB06:                    Gestoden in etinilestradiol
- G03AB07:                    Klormadinon in etinilestradiol
- G03AB08:                    Dienogest in estradiol
- G03AC:                    Progestogeni
- G03AC01:                    Noretisteron
- G03AC02:                    Linestrenol
- G03AC03:                    Levonorgestrel
- G03AC04:                    Kingestanol
- G03AC05:                    Megestrol
- G03AC06:                    Medroksiprogesteron
- G03AC07:                    Norgestrienon
- G03AC08:                    Etonogestrel
- G03AC09:                    Dezogestrel
- G03AD:                    Urgentni kontraceptivi
- G03AD01:                    Levonorgestrel
- G03AD02:                    Ulipristal

#### G03B-Androgeni
- G03BA:                    Derivati 3-oksoandrost-4-ena
- G03BA01:                    Fluoksimesteron
- G03BA02:                    Metiltestosteron
- G03BA03:                    Testosteron
- G03BB:                    Derivati 5-androstan-3-ona
- G03BB01:                    Mesterolon
- G03BB02:                    Androstanolon

#### G03C-Estrogeni
- G03CA:                    Naravni in polsintezni estrogeni, enokomponentna zdravila
- G03CA01:                    Etinilestradiol
- G03CA03:                    Estradiol
- G03CA04:                    Estriol
- G03CA06:                    Klorotrianizen
- G03CA07:                    Estron
- G03CA09:                    Promestrien
- G03CA53:                    Estradiol, kombinacije
- G03CA57:                    Konjugirani estrogeni
- G03CB:                    Sintezni estrogeni, enokomponentna zdravila
- G03CB01:                    Dienestrol
- G03CB02:                    Dietilstilbestrol
- G03CB03:                    Metalenestril
- G03CB04:                    Moksestrol
- G03CC:                    Estrogeni v kombinaciji z drugimi učinkovinami
- G03CC02:                    Dienestrol
- G03CC03:                    Metalenestril
- G03CC04:                    Estron
- G03CC05:                    Dietilstilbestrol
- G03CC06:                    Estriol
- G03CX:                    Drugi estrogeni
- G03CX01:                    Tibolon

#### G03D-Progestogeni
- G03DA:                    Derivati pregnena
- G03DA01:                    Gestonoron
- G03DA02:                    Medroksiprogesteron
- G03DA03:                    Hidroksiprogesteron
- G03DA04:                    Progesteron
- G03DB:                    Derivati pregnadiena
- G03DB01:                    Didrogesteron
- G03DB02:                    Megestrol
- G03DB03:                    Medrogeston
- G03DB04:                    Nomegestrol
- G03DB05:                    Demegeston
- G03DB06:                    Klormadinon
- G03DB07:                    Promegeston
- G03DB08:                    Dienogest
- G03DC:                    Derivati estrena
- G03DC01:                    Alilestrenol
- G03DC02:                    Noretisteron
- G03DC03:                    Linestrenol
- G03DC04:                    Etisteron
- G03DC06:                    Etinodiol
- G03DC31:                    Metilestrenolon

#### G03E-Androgeni v kombinaciji z ženskimi spolnimi hormoni
- G03EA:                    Androgeni in estrogeni
- G03EA01:                    Metiltestosteron in estrogen
- G03EA02:                    Testosteron in estrogen
- G03EA03:                    Prasteron in estrogen
- G03EB:                    Kombinacije androgenov, progestogenov in estrogenov
- G03EK:                    Androgeni in ženski spolni hormoni v kombinaciji z drugimi učinkovinami
- G03EK01:                    Metiltestosteron

#### G03F-Progestogeni v kombinaciji z estrogeni
- G03FA:                    Progestogeni in estrogeni, kombinacije
- G03FA01:                    Noretisteron in estrogen
- G03FA02:                    Hidroksiprogesteron in estrogen
- G03FA03:                    Etisteron in estrogen
- G03FA04:                    Progesteron in estrogen
- G03FA05:                    Metilnortestosteron in estrogen
- G03FA06:                    Etinodiol in estrogen
- G03FA07:                    Linestrenol in estrogen
- G03FA08:                    Megestrol in estrogen
- G03FA09:                    Noretinodrel in estrogen
- G03FA10:                    Norgestrel in estrogen
- G03FA11:                    Levonorgestrel in estrogen
- G03FA12:                    Medroksiprogesteron in estrogen
- G03FA13:                    Norgestimat in estrogen
- G03FA14:                    Didrogesteron in estrogen
- G03FA15:                    Dienogest in estrogen
- G03FA16:                    Trimegeston in estrogen
- G03FA17:                    Drospirenon in estrogen
- G03FB:                    Progestogeni in estrogeni, dvo- ali trifazna zdravila
- G03FB01:                    Norgestrel in estrogen
- G03FB02:                    Linestrenol in estrogen
- G03FB03:                    Klormadinon in estrogen
- G03FB04:                    Megestrol in estrogen
- G03FB05:                    Noretisteron in estrogen
- G03FB06:                    Medroksiprogesteron in estrogen
- G03FB07:                    Medrogeston in estrogen
- G03FB08:                    Didrogesteron in estrogen
- G03FB09:                    Levonorgestrel in estrogen
- G03FB10:                    Dezogestrel in estrogen
- G03FB11:                    Trimegeston in estrogen
- G03FB12:                    Nomegestrol in estrogen

#### G03G-Gonadotropni hormoni in drugi spodbujevalci ovulacije
- G03GA:                    Gonadotropni hormoni
- G03GA01:                    Horionski gonadotropin
- G03GA02:                    Humani menopavzni gonadotropin
- G03GA03:                    Serumski gonadotropin
- G03GA04:                    Urofolitropin
- G03GA05:                    Folitropin alfa
- G03GA06:                    Folitropin beta
- G03GA07:                    Lutropin alfa
- G03GA08:                    Horiogonadotropin alfa
- G03GA09:                    Korifolitropin alfa
- G03GA30:                    Kombinacije
- G03GB:                    Sintezni spodbujevalci ovulacije
- G03GB01:                    Ciklofenil
- G03GB02:                    Klomifen
- G03GB03:                    Epimestrol

#### G03H-Antiandrogeni
- G03HA:                    Antiandrogeni, enokomponentna zdravila
- G03HA01:                    Ciproteron
- G03HB:                    Antiandrogeni in estrogeni
- G03HB01:                    Ciproteron in estrogen

#### G03X-Drugi spolni hormoni in zdravila za uravnavanje delovanja spolovil
- G03XA:                    Antigonadotropini in sorodne učinkovine
- G03XA01:                    Danazol
- G03XA02:                    Gestrinon
- G03XB:                    Modulatorji progesteronskega receptorja
- G03XB01:                    Mifepriston
- G03XB02:                    Ulipristal
- G03XB51:                    Mifepriston, kombinacije
- G03XC:                    Selektivni modulatorji estrogenskega receptorja
- G03XC01:                    Raloksifen
- G03XC02:                    Bazedoksifen
- G03XC03:                    Lasofoksifen
- G03XC04:                    Ormeloksifen
- G03XC05:                    Ospemifen

### G04-Zdravila za bolezni sečil

#### G04B-Zdravila za bolezni sečil
- G04BA:                    Učinkovine za nakisanje urina
- G04BA01:                    Amonijev klorid
- G04BA03:                    Kalcijev klorid
- G04BC:                    Topila za konkremente
- G04BD:                    Zdravila za zdravljenje povečane pogostnosti uriniranja in inkontinence
- G04BD01:                    Emepronium
- G04BD02:                    Flavoksat
- G04BD03:                    Meladrazin
- G04BD04:                    Oksibutinin
- G04BD05:                    Terodilin
- G04BD06:                    Propiverin
- G04BD07:                    Tolterodin
- G04BD08:                    Solifenacin
- G04BD09:                    Trospium
- G04BD10:                    Darifenacin
- G04BD11:                    Fezoterodin
- G04BD12:                    Mirabegron
- G04BE:                    Zdravila za zdravljenje erektilne disfunkcije
- G04BE01:                    Alprostadil
- G04BE02:                    Papaverin
- G04BE03:                    Sildenafil
- G04BE04:                    Johimbin
- G04BE06:                    Moksizilit
- G04BE07:                    Apomorfin
- G04BE08:                    Tadalafil
- G04BE09:                    Vardenafil
- G04BE10:                    Avanafil
- G04BE11:                    Udenafil
- G04BE30:                    Kombinacije
- G04BE52:                    Papaverin, kombinacije
- G04BX:                    Drugi urologiki
- G04BX01:                    Magnezijev hidroksid
- G04BX03:                    Acetohidroksamska kislina
- G04BX06:                    Fenazopiridin
- G04BX10:                    Sukcinimid
- G04BX11:                    Kolagen
- G04BX12:                    Fenilsalicilat
- G04BX13:                    Dimetilsulfoksid
- G04BX14:                    Dapoksetin
- G04BX15:                    Natrijev pentosanpolisulfat

#### G04C-Zdravila za zdravljenje benigne hipertrofije prostate
- G04CA:                    Antagonisti adrenergičnih receptorjev alfa
- G04CA01:                    Alfuzosin
- G04CA02:                    Tamsulozin
- G04CA03:                    Terazosin
- G04CA04:                    Silodozin
- G04CA51:                    Alfuzosin in finasterid
- G04CA52:                    Tamsulozin in dutasterid
- G04CA53:                    Tamsulozin in solifenacin
- G04CB:                    Zviralci testosteron-5-alfa reduktaze
- G04CB01:                    Finasterid
- G04CB02:                    Dutasterid
- G04CX:                    Druga zdravila za zdravljenje benigne hipertrofije prostate
- G04CX01:                    Skorja afriške slive
- G04CX02:                    Plod palmeta
- G04CX03:                    Mepartricin

### H01-Hipofizni in hipotalamični hormoni ter sorodne učinkovine

#### H01A-Hormoni prednjega režnja hipofize in sorodne učinkovine
- H01AA:                    Adrenokortikotropni hormoni
- H01AA01:                    Kortikotropin
- H01AA02:                    Tetrakozaktid
- H01AB:                    Tirotropin
- H01AB01:                    Tirotropin alfa
- H01AC:                    Somatropin in njegovi agonisti
- H01AC01:                    Somatropin
- H01AC02:                    Somatrem
- H01AC03:                    Mekazermin
- H01AC04:                    Sermorelin
- H01AC05:                    Mekasermin rinfabat
- H01AC06:                    Tesamorelin
- H01AX:                    Drugi hormoni prednjega režnja hipofize in sorodne učinkovine
- H01AX01:                    Pegvisomant

#### H01B-Hormoni zadnjega režnja hipofize
- H01BA:                    Vazopresin in sorodne učinkovine
- H01BA01:                    Vazopresin
- H01BA02:                    Dezmopresin
- H01BA03:                    Lipresin
- H01BA04:                    Terlipresin
- H01BA05:                    Ornipresin
- H01BA06:                    Argipresin
- H01BB:                    Oksitocin in analogi
- H01BB01:                    Demoksitocin
- H01BB02:                    Oksitocin
- H01BB03:                    Karbetocin

#### H01C-Hipotalamični hormoni
- H01CA:                    Gonadotropin sproščajoči hormoni
- H01CA01:                    Gonadorelin
- H01CA02:                    Nafarelin
- H01CB:                    Somatostatin in analogi
- H01CB01:                    Somatostatin
- H01CB02:                    Oktreotid
- H01CB03:                    Lanreotid
- H01CB04:                    Vapreotid
- H01CB05:                    Pasireotid
- H01CC:                    Antagonisti gonadotropin sproščajočih hormonov
- H01CC01:                    Ganireliks
- H01CC02:                    Cetroreliks

### H02-Kortikosteroidi za sistemsko zdravljenje

#### H02A-Kortikosteroidi za sistemsko zdravljenje, enokomponentna zdravila
- H02AA:                    Mineralokortikoidi
- H02AA01:                    Aldosteron
- H02AA02:                    Fludrokortizon
- H02AA03:                    Dezoksikorton
- H02AB:                    Glukokortikoidi
- H02AB01:                    Betametazon
- H02AB02:                    Deksametazon
- H02AB03:                    Fluokortolon
- H02AB04:                    Metilprednizolon
- H02AB05:                    Parametazon
- H02AB06:                    Prednizolon
- H02AB07:                    Prednizon
- H02AB08:                    Triamcinolon
- H02AB09:                    Hidrokortizon
- H02AB10:                    Kortizon
- H02AB11:                    Predniliden
- H02AB12:                    Rimeksolon
- H02AB13:                    Deflazakort
- H02AB14:                    Kloprednol
- H02AB15:                    Meprednizon
- H02AB17:                    Kortivazol

#### H02B-Kortikosteroidi za sistemsko zdravljenje, kombinacije
- H02BX:                    Kortikosteroidi za sistemsko zdravljenje, kombinacije
- H02BX01:                    Metilprednizolon, kombinacije

#### H02C-Zaviralci adrenergičnega sistema
- H02CA:                    Antikortikosteroidi
- H02CA01:                    Trilostan

### H03-Zdravila za bolezni ščitnice

#### H03A-Zdravila za zdravljenje hipotiroze
- H03AA:                    Ščitnični hormoni
- H03AA01:                    Natrijev levotiroksinat
- H03AA02:                    Natrijev liotironinat
- H03AA03:                    Kombinacije levotiroksina in liotironina
- H03AA04:                    Tiratrikol
- H03AA05:                    Preparati ščitnice

#### H03B-Zdravila za zdravljenje hipertiroze (tirostatiki)
- H03BA:                    Tiouracili
- H03BA01:                    Metiltiouracil
- H03BA02:                    Propiltiouracil
- H03BA03:                    Benziltiouracil
- H03BB:                    Derivati imidazola z žveplom
- H03BB01:                    Karbimazol
- H03BB02:                    Tiamazol
- H03BB52:                    Tiamazol, kombinacije
- H03BC:                    Perklorati
- H03BC01:                    Kalijev perklorat
- H03BX:                    Drugi tirostatiki
- H03BX01:                    Dijodotirozin
- H03BX02:                    Dibromotirozin

#### H03C-Zdravljenje z jodom
- H03CA:                    Zdravljenje z jodom

### H04-Hormoni trebušne slinavke

#### H04A-Glikogenolizni hormoni
- H04AA:                    Glikogenolizni hormoni
- H04AA01:                    Glukagon

### H05-Zdravila za uravnavanje homeostaze kalcija

#### H05A-Obščitnični hormoni in analogi
- H05AA:                    Obščitnični hormoni in analogi
- H05AA01:                    Izvleček obščitnične žleze
- H05AA02:                    Teriparatid
- H05AA03:                    Paratiroidni hormon

#### H05B-Paratiroideo zavirajoče učinkovine
- H05BA:                    Zdravila s kalcitoninom
- H05BA01:                    Sintezni lososov kalcitonin
- H05BA02:                    Naravni svinjski kalcitonin
- H05BA03:                    Sintezni humani kalcitonin
- H05BA04:                    Elkatonin
- H05BX:                    Druge paratiroideo zavirajoče učinkovine
- H05BX01:                    Cinakalcet
- H05BX02:                    Parikalcitol
- H05BX03:                    Dokserkalciferol

### J01-Zdravila za sistemsko zdravljenje bakterijskih infekcij

#### J01A-Tetraciklini
- J01AA:                    Tetraciklini
- J01AA01:                    Demeklociklin
- J01AA02:                    Doksiciklin
- J01AA03:                    Klortetraciklin
- J01AA04:                    Limeciklin
- J01AA05:                    Metaciklin
- J01AA06:                    Oksitetraciklin
- J01AA07:                    Tetraciklin
- J01AA08:                    Minociklin
- J01AA09:                    Rolitetraciklin
- J01AA10:                    Penimepiciklin
- J01AA11:                    Klomociklin
- J01AA12:                    Tigeciklin
- J01AA20:                    Kombinacije tetraciklinov
- J01AA56:                    Oksitetraciklin, kombinacije

#### J01B-Amfenikoli
- J01BA:                    Amfenikoli
- J01BA01:                    Kloramfenikol
- J01BA02:                    Tiamfenikol
- J01BA52:                    Tiamfenikol, kombinacije

#### J01C-Betalaktamski antibiotiki, penicilini
- J01CA:                    Širokospektralni penicilini
- J01CA01:                    Ampicilin
- J01CA02:                    Pivampicilin
- J01CA03:                    Karbenicilin
- J01CA04:                    Amoksicilin
- J01CA05:                    Karindacilin
- J01CA06:                    Bakampicilin
- J01CA07:                    Epicilin
- J01CA08:                    Pivmecilinam
- J01CA09:                    Azlocilin
- J01CA10:                    Mezlocilin
- J01CA11:                    Mecilinam
- J01CA12:                    Piperacilin
- J01CA13:                    Tikarcilin
- J01CA14:                    Metampicilin
- J01CA15:                    Talampicilin
- J01CA16:                    Sulbenicilin
- J01CA17:                    Temocilin
- J01CA18:                    Hetacilin
- J01CA19:                    Aspoksicilin
- J01CA20:                    Kombinacije
- J01CA51:                    Ampicilin, kombinacije
- J01CE:                    Penicilini, občutljivi na laktamaze beta
- J01CE01:                    Benzilpenicilin
- J01CE02:                    Fenoksimetilpenicilin
- J01CE03:                    Propicilin
- J01CE04:                    Azidocilin
- J01CE05:                    Feneticilin
- J01CE06:                    Penamecilin
- J01CE07:                    Klometocilin
- J01CE08:                    Benzatinijev benzilpenicilinat
- J01CE09:                    Prokainijev benzilpenicilinat
- J01CE10:                    Benzatinijev fenoksimetilpenicilinat
- J01CE30:                    Kombinacije
- J01CF:                    Antistafilokokni penicilini (proti laktamazam beta odporni penicilini)
- J01CF01:                    Dikloksacilin
- J01CF02:                    Kloksacilin
- J01CF03:                    Meticilin
- J01CF04:                    Oksacilin
- J01CF05:                    Flukloksacilin
- J01CF06:                    Nafcilin
- J01CG:                    Zaviralci laktamaz beta
- J01CG01:                    Sulbaktam
- J01CG02:                    Tazobaktam
- J01CR:                    Kombinacije penicilinov z zaviralci laktamaz beta
- J01CR01:                    Ampicilin in zaviralci laktamaz beta
- J01CR02:                    Amoksicilin in zaviralci laktamaz beta
- J01CR03:                    Tikarcilin in zaviralci laktamaz beta
- J01CR04:                    Sultamicilin
- J01CR05:                    Piperacilin in zaviralci laktamaz beta
- J01CR50:                    Kombinacije penicilinov

#### J01D-Drugi betalaktamski antibiotiki
- J01DB:                    Cefalosporini prve generacije
- J01DB01:                    Cefaleksin
- J01DB02:                    Cefaloridin
- J01DB03:                    Cefalotin
- J01DB04:                    Cefazolin
- J01DB05:                    Cefadroksil
- J01DB06:                    Cefazedon
- J01DB07:                    Cefatrizin
- J01DB08:                    Cefapirin
- J01DB09:                    Cefradin
- J01DB10:                    Cefacetril
- J01DB11:                    Cefroksadin
- J01DB12:                    Ceftezol
- J01DC:                    Cefalosporini druge generacije
- J01DC01:                    Cefoksitin
- J01DC02:                    Cefuroksim
- J01DC03:                    Cefamandol
- J01DC04:                    Cefaklor
- J01DC05:                    Cefotetan
- J01DC06:                    Cefonicid
- J01DC07:                    Cefotiam
- J01DC08:                    Lorakarbef
- J01DC09:                    Cefmetazol
- J01DC10:                    Cefprozil
- J01DC11:                    Ceforanid
- J01DC12:                    Cefminoks
- J01DC13:                    Cefbuperazon
- J01DC14:                    Flomoksef
- J01DD:                    Cefalosporini tretje generacije
- J01DD01:                    Cefotaksim
- J01DD02:                    Ceftazidim
- J01DD03:                    Cefsulodin
- J01DD04:                    Ceftriakson
- J01DD05:                    Cefmenoksim
- J01DD06:                    Latamoksef
- J01DD07:                    Ceftizoksim
- J01DD08:                    Cefiksim
- J01DD09:                    Cefodizim
- J01DD10:                    Cefetamet
- J01DD11:                    Cefpiramid
- J01DD12:                    Cefoperazon
- J01DD13:                    Cefpodoksim
- J01DD14:                    Ceftibuten
- J01DD15:                    Cefdinir
- J01DD16:                    Cefditoren
- J01DD17:                    Cefkapen
- J01DD51:                    Cefotaksim, kombinacije
- J01DD54:                    Ceftriakson, kombinacije
- J01DD62:                    Cefoperazon, kombinacije
- J01DE:                    Cefalosporini četrte generacije
- J01DE01:                    Cefepim
- J01DE02:                    Cefpirom
- J01DE03:                    Cefozopran
- J01DF:                    Monobaktami
- J01DF01:                    Aztreonam
- J01DF02:                    Karumonam
- J01DH:                    Karbapenemski antibiotiki
- J01DH02:                    Meropenem
- J01DH03:                    Ertapenem
- J01DH04:                    Doripenem
- J01DH05:                    Biapenem
- J01DH51:                    Imipenem in zaviralci laktamaz beta
- J01DH55:                    Panipenem in betamipron
- J01DI:                    Drugi cefalosporini in penemi
- J01DI01:                    Medokarilceftobiprolat
- J01DI02:                    Fosamilceftarolin
- J01DI03:                    Faropenem

#### J01E-Sulfonamidi in trimetoprim
- J01EA:                    Trimetoprim in njegovi derivati
- J01EA01:                    Trimetoprim
- J01EA02:                    Brodimoprim
- J01EA03:                    Iklaprim
- J01EB:                    Kratko delujoči sulfonamidi
- J01EB01:                    Sulfaizodimidin
- J01EB02:                    Sulfametizol
- J01EB03:                    Sulfadimidin
- J01EB04:                    Sulfapiridin
- J01EB05:                    Sulfafurazol
- J01EB06:                    Sulfanilamid
- J01EB07:                    Sulfatiazol
- J01EB08:                    Sulfatiourea
- J01EB20:                    Kombinacije
- J01EC:                    Srednje dolgo delujoči sulfonamidi
- J01EC01:                    Sulfametoksazol
- J01EC02:                    Sulfadiazin
- J01EC03:                    Sulfamoksol
- J01EC20:                    Kombinacije
- J01ED:                    Dolgo delujoči sulfonamidi
- J01ED01:                    Sulfadimetoksin
- J01ED02:                    Sulfalen
- J01ED03:                    Sulfametomidin
- J01ED04:                    Sulfametoksidiazin
- J01ED05:                    Sulfametoksipiridazin
- J01ED06:                    Sulfaperin
- J01ED07:                    Sulfamerazin
- J01ED08:                    Sulfafenazol
- J01ED09:                    Sulfamazon
- J01ED20:                    Kombinacije
- J01EE:                    Kombinacije sulfonamidov in trimetoprima ter njegovih derivatov
- J01EE01:                    Sulfametoksazol in trimetoprim
- J01EE02:                    Sulfadiazin in trimetoprim
- J01EE03:                    Sulfametrol in trimetoprim
- J01EE04:                    Sulfamoksol in trimetoprim
- J01EE05:                    Sulfadimidin in trimetoprim
- J01EE06:                    Sulfadiazin in tetroksoprim
- J01EE07:                    Sulfamerazin in trimetoprim

#### J01F-Makrolidi, linkozamidi in streptogramini
- J01FA:                    Makrolidni antibiotiki
- J01FA01:                    Eritromicin
- J01FA02:                    Spiramicin
- J01FA03:                    Midekamicin
- J01FA05:                    Oleandomicin
- J01FA06:                    Roksitromicin
- J01FA07:                    Josamicin
- J01FA08:                    Troleandomicin
- J01FA09:                    Klaritromicin
- J01FA10:                    Azitromicin
- J01FA11:                    Miokamicin
- J01FA12:                    Rokitamicin
- J01FA13:                    Diritromicin
- J01FA14:                    Fluritromicin
- J01FA15:                    Telitromicin
- J01FF:                    Piranozidni antibiotiki (linkozamidi)
- J01FF01:                    Klindamicin
- J01FF02:                    Linkomicin
- J01FG:                    Streptogramini
- J01FG01:                    Pristinamicin
- J01FG02:                    Kinupristin/dalfopristin

#### J01G-Aminoglikozidni antibiotiki
- J01GA:                    Streptomicini
- J01GA01:                    Streptomicin
- J01GA02:                    Streptoduocin
- J01GB:                    Drugi aminoglikozidni antibiotiki
- J01GB01:                    Tobramicin
- J01GB03:                    Gentamicin
- J01GB04:                    Kanamicin
- J01GB05:                    Neomicin
- J01GB06:                    Amikacin
- J01GB07:                    Netilmicin
- J01GB08:                    Sizomicin
- J01GB09:                    Dibekacin
- J01GB10:                    Ribostamicin
- J01GB11:                    Isepamicin
- J01GB12:                    Arbekacin
- J01GB13:                    Bekanamicin

#### J01M-Kinolonske protimikrobne učinkovine
- J01MA:                    Fluorokinoloni
- J01MA01:                    Ofloksacin
- J01MA02:                    Ciprofloksacin
- J01MA03:                    Pefloksacin
- J01MA04:                    Enoksacin
- J01MA05:                    Temafloksacin
- J01MA06:                    Norfloksacin
- J01MA07:                    Lomefloksacin
- J01MA08:                    Fleroksacin
- J01MA09:                    Sparfloksacin
- J01MA10:                    Rufloksacin
- J01MA11:                    Grepafloksacin
- J01MA12:                    Levofloksacin
- J01MA13:                    Trovafloksacin
- J01MA14:                    Moksifloksacin
- J01MA15:                    Gemifloksacin
- J01MA16:                    Gatifloksacin
- J01MA17:                    Prulifloksacin
- J01MA18:                    Pazufloksacin
- J01MA19:                    Garenoksacin
- J01MA21:                    Sitafloksacin
- J01MB:                    Drugi kinoloni
- J01MB01:                    Rozoksacin
- J01MB02:                    Nalidiksna kislina
- J01MB03:                    Piromidna kislina
- J01MB04:                    Pipemidna kislina
- J01MB05:                    Oksolinska kislina
- J01MB06:                    Cinoksacin
- J01MB07:                    Flumekin

#### J01R-Kombinacije protimikrobnih učinkovin
- J01RA:                    Kombinacije protimikrobnih učinkovin
- J01RA01:                    Penicilini v kombinaciji z drugimi protimikrobnimi učinkovinami
- J01RA02:                    Sulfonamidi v kombinaciji z drugimi protimikrobnimi učinkovinami razen s trimetoprimom
- J01RA03:                    Cefuroksim in metronidazol
- J01RA04:                    Spiramicin in metronidazol
- J01RA05:                    Levofloksacin in ornidazol
- J01RA06:                    Cefepim in amikacin
- J01RA07:                    Azitromicin, flukonazol in seknidazol
- J01RA08:                    Tetraciklin in oleandomicin
- J01RA09:                    Ofloksacin in ornidazol
- J01RA10:                    Ciprofloksacin in metronidazol
- J01RA11:                    Ciprofloksacin in tinidazol
- J01RA12:                    Ciprofloksacin in ornidazol
- J01RA13:                    Norfloksacin in tinidazol

#### J01X-Druge protimikrobne učinkovine
- J01XA:                    Glikopeptidni antibiotiki
- J01XA01:                    Vankomicin
- J01XA02:                    Teikoplanin
- J01XA03:                    Telavancin
- J01XA04:                    Dalbavancin
- J01XA05:                    Oritavancin
- J01XB:                    Polimiksini
- J01XB01:                    Kolistin
- J01XB02:                    Polimiksin b
- J01XC:                    Steroidne protimikrobne učinkovine
- J01XC01:                    Fusidna kislina
- J01XD:                    Derivati imidazola
- J01XD01:                    Metronidazol
- J01XD02:                    Tinidazol
- J01XD03:                    Ornidazol
- J01XE:                    Derivati nitrofurana
- J01XE01:                    Nitrofurantoin
- J01XE02:                    Nifurtoinol
- J01XE03:                    Furazidin
- J01XE51:                    Nitrofurantoin, kombinacije
- J01XX:                    Druge protimikrobne učinkovine
- J01XX01:                    Fosfomicin
- J01XX02:                    Ksibornol
- J01XX03:                    Klofoktol
- J01XX04:                    Spektinomicin
- J01XX05:                    Metenamin
- J01XX06:                    Mandljeva kislina
- J01XX07:                    Nitroksolin
- J01XX08:                    Linezolid
- J01XX09:                    Daptomicin
- J01XX10:                    Bacitracin

### J02-Antimikotiki za sistemsko zdravljenje

#### J02A-Antimikotiki za sistemsko zdravljenje
- J02AA:                    Antibiotiki
- J02AA01:                    Amfotericin b
- J02AA02:                    Hacimicin
- J02AB:                    Derivati imidazola
- J02AB01:                    Mikonazol
- J02AB02:                    Ketokonazol
- J02AC:                    Derivati triazola
- J02AC01:                    Flukonazol
- J02AC02:                    Itrakonazol
- J02AC03:                    Vorikonazol
- J02AC04:                    Posakonazol
- J02AX:                    Drugi antimikotiki za sistemsko zdravljenje
- J02AX01:                    Flucitozin
- J02AX04:                    Kaspofungin
- J02AX05:                    Mikafungin
- J02AX06:                    Anidulafungin

### J04-Učinkovine za zdravljenje infekcij z mikobakterijami

#### J04A-Zdravila z delovanjem na mycobacterium tuberculosis
- J04AA:                    Aminosalicilna kislina in njeni derivati
- J04AA01:                    4-aminosalicilna kislina
- J04AA02:                    Natrijev aminosalicilat
- J04AA03:                    Kalcijev aminosalicilat
- J04AB:                    Antibiotiki
- J04AB01:                    Cikloserin
- J04AB02:                    Rifampicin
- J04AB03:                    Rifamicin
- J04AB04:                    Rifabutin
- J04AB05:                    Rifapentin
- J04AB30:                    Kapreomicin
- J04AC:                    Hidrazidi
- J04AC01:                    Izoniazid
- J04AC51:                    Izoniazid, kombinacije
- J04AD:                    Derivati tiokarbamida
- J04AD01:                    Protionamid
- J04AD02:                    Tiokarlid
- J04AD03:                    Etionamid
- J04AK:                    Druga zdravila z delovanjem na mycobacterium tuberculosis
- J04AK01:                    Pirazinamid
- J04AK02:                    Etambutol
- J04AK03:                    Terizidon
- J04AK04:                    Morinamid
- J04AK05:                    Bedakilin
- J04AK06:                    Delamanid
- J04AK07:                    Tioacetazon
- J04AM:                    Kombinacije zdravil z delovanjem na mycobacterium tuberculosis
- J04AM01:                    Streptomicin in izoniazid
- J04AM02:                    Rifampicin in izoniazid
- J04AM03:                    Etambutol in izoniazid
- J04AM04:                    Tioacetazon in izoniazid
- J04AM05:                    Rifampicin, pirazinamid in izoniazid
- J04AM06:                    Rifampicin, pirazinamid, etambutol in izoniazid

#### J04B-Zdravila z delovanjem na mycobacterium leprae
- J04BA:                    Zdravila z delovanjem na mycobacterium leprae
- J04BA01:                    Klofazimin
- J04BA02:                    Dapson
- J04BA03:                    Natrijev aldesulfonat

### J05-Zdravila za sistemsko zdravljenje virusnih infekcij

#### J05A-Zdravila z direktnim delovanjem na viruse
- J05AA:                    Tiosemikarbazoni
- J05AA01:                    Metisazon
- J05AB:                    Nukleozidi in nukleotidi (razen zaviralcev reverzne transkriptaze)
- J05AB01:                    Aciklovir
- J05AB02:                    Idoksuridin
- J05AB03:                    Vidarabin
- J05AB04:                    Ribavirin
- J05AB06:                    Ganciklovir
- J05AB09:                    Famciklovir
- J05AB11:                    Valaciklovir
- J05AB12:                    Cidofovir
- J05AB13:                    Penciklovir
- J05AB14:                    Valganciklovir
- J05AB15:                    Brivudin
- J05AC:                    Ciklični amini
- J05AC02:                    Rimantadin
- J05AC03:                    Tromantadin
- J05AD:                    Derivati fosfonske kisline
- J05AD01:                    Foskarnet
- J05AD02:                    Fosfonet
- J05AE:                    Zaviralci proteaz
- J05AE01:                    Sakvinavir
- J05AE02:                    Indinavir
- J05AE03:                    Ritonavir
- J05AE04:                    Nelfinavir
- J05AE05:                    Amprenavir
- J05AE07:                    Fosamprenavir
- J05AE08:                    Atazanavir
- J05AE09:                    Tipranavir
- J05AE10:                    Darunavir
- J05AE11:                    Telaprevir
- J05AE12:                    Boceprevir
- J05AE13:                    Faldaprevir
- J05AE14:                    Simeprevir
- J05AE15:                    Asunaprevir
- J05AF:                    Nukleotidni in nukleozidni zaviralci reverzne transkriptaze
- J05AF01:                    Zidovudin
- J05AF02:                    Didanozin
- J05AF03:                    Zalcitabin
- J05AF04:                    Stavudin
- J05AF05:                    Lamivudin
- J05AF06:                    Abakavir
- J05AF07:                    Dizoproksiltenofovirat
- J05AF08:                    Adefovirdipivoksilat
- J05AF09:                    Emtricitabin
- J05AF10:                    Entekavir
- J05AF11:                    Telbivudin
- J05AF12:                    Klevudin
- J05AG:                    Zaviralci nenukleozidne reverzne transkriptaze
- J05AG01:                    Nevirapin
- J05AG02:                    Delavirdin
- J05AG03:                    Efavirenz
- J05AG04:                    Etravirin
- J05AG05:                    Rilpivirin
- J05AH:                    Zaviralci nevraminidaz
- J05AH01:                    Zanamivir
- J05AH02:                    Oseltamivir
- J05AR:                    Zdravila za zdravljenje infekcij s hiv, kombinacije
- J05AR01:                    Zidovudin in lamivudin
- J05AR02:                    Lamivudin in abakavir
- J05AR03:                    Dizoproksiltenofovirat in emtricitabin
- J05AR04:                    Zidovudin, lamivudin in abakavir
- J05AR05:                    Zidovudin, lamivudin in nevirapin
- J05AR06:                    Emtricitabin, dizoproksiltenofovirat in efavirenz
- J05AR07:                    Stavudin, lamivudin in nevirapin
- J05AR08:                    Emtricitabin, dizoproksiltenofovirat in rilpivirin
- J05AR09:                    Emtricitabin, dizoproksiltenofovirat, elvitegravir in kobicistat
- J05AR10:                    Lopinavir in ritonavir
- J05AR11:                    Lamivudin, dizoproksiltenofovirat in efavirenz
- J05AR12:                    Lamivudin in dizoproksiltenofovirat
- J05AR13:                    Lamivudin, abakavir in dolutegravir
- J05AR14:                    Darunavir in kobicistat
- J05AX:                    Druga zdravila za sistemsko zdravljenje virusnih infekcij
- J05AX01:                    Moroksidin
- J05AX02:                    Lizocim
- J05AX05:                    Inozin pranobeks
- J05AX06:                    Plekonaril
- J05AX07:                    Enfuvirtid
- J05AX08:                    Raltegravir
- J05AX09:                    Maravirok
- J05AX10:                    Maribavir
- J05AX11:                    Elvitegravir
- J05AX12:                    Dolutegravir
- J05AX13:                    Umifenovir
- J05AX14:                    Daklatasvir
- J05AX15:                    Sofosbuvir

### J06-Imunski serumi in imunoglobulini

#### J06A-Imunski serumi
- J06AA:                    Imunski serumi
- J06AA01:                    Davični antitoksin
- J06AA02:                    Tetanusni antitoksin
- J06AA03:                    Protiserum proti kačjim strupom
- J06AA04:                    Botulinski antitoksin
- J06AA05:                    Imunski serum proti plinskemu prisadu
- J06AA06:                    Imunski serum proti steklini

#### J06B-Imunoglobulini
- J06BA:                    Imunoglobulini humanega izvora
- J06BA01:                    Humani imunoglobulini za ekstravaskularno aplikacijo
- J06BA02:                    Humani imunoglobulini za intravaskularno aplikacijo
- J06BB:                    Specifični imunoglobulini
- J06BB01:                    Humani imunoglobulin anti-d (rh)
- J06BB02:                    Humani imunoglobulini proti tetanusnemu toksinu
- J06BB03:                    Humani imunoglobulini proti noricam/pasavcu (varičela/zoster)
- J06BB04:                    Humani imunoglobulini proti hepatitisu tipa b
- J06BB05:                    Humani imunoglobulini proti steklini
- J06BB06:                    Humani imunoglobulini proti rdečkam
- J06BB07:                    Humani imunoglobulini proti virusom vakcinije
- J06BB08:                    Humani imunoglobulini proti stafilokokom
- J06BB09:                    Humani imunoglobulini proti citomegalovirusu
- J06BB10:                    Humani imunoglobulini proti davičnemu toksinu
- J06BB11:                    Humani imunoglobulini proti hepatitisu tipa a
- J06BB12:                    Humani imunoglobulini proti klopnemu meningoencefalitisu
- J06BB13:                    Humani imunoglobulini proti oslovskemu kašlju
- J06BB14:                    Humani imunoglobulini proti ošpicam
- J06BB15:                    Humani imunoglobulini proti mumpsu
- J06BB16:                    Palivizumab
- J06BB17:                    Motavizumab
- J06BB18:                    Raksibakumab
- J06BB30:                    Kombinacije
- J06BC:                    Drugi imunoglobulini
- J06BC01:                    Nebakumab

### J07-Cepiva

#### J07A-Bakterijska cepiva
- J07AC:                    Cepiva proti vraničnemu prisadu
- J07AC01:                    Antigen bacila antraksa
- J07AD:                    Cepiva proti brucelozi
- J07AD01:                    Antigen bakterij brucele
- J07AE:                    Cepiva proti koleri
- J07AE01:                    Cepivo proti koleri z inaktiviranimi bakterijami
- J07AE02:                    Cepivo proti koleri z oslabljenimi bakterijami
- J07AE51:                    Mešano cepivo proti koleri in tifusu z inaktiviranimi bakterijami
- J07AF:                    Cepiva proti davici
- J07AF01:                    Davični toksoid
- J07AG:                    Cepiva proti hemofilusu influence tipa b
- J07AG01:                    Vezana oblika prečiščenega antigena hemofilusa influence tipa b
- J07AG51:                    Hemofilus influence tipa b v kombinaciji s toksoidi
- J07AG52:                    Hemofilus influence tipa b v kombinaciji s cepivom proti oslovskemu kašlju in toksoidi
- J07AG53:                    Hemofilus influence tipa b v kombinaciji s cepivom proti meningokokom tipa c, vezano
- J07AH:                    Cepiva proti meningokokom
- J07AH01:                    Cepivo proti meningokokom tipa a s prečiščenimi polisaharidnimi antigeni
- J07AH02:                    Druga enovalentna cepiva proti meningokokom s prečiščenimi polisaharidnimi antigeni
- J07AH03:                    Dvovalentno cepivo proti meningokokom tipov a,c z očiščenimi polisaharidnimi antigeni
- J07AH04:                    Štirivalentno cepivo proti meningokokom tipov a,c,y,w-135 z očiščenimi polisaharidnimi antigeni
- J07AH05:                    Druga večvalentna cepiva proti meningokokom s prečiščenimi polisaharidnimi antigeni
- J07AH06:                    Cepivo proti meningokokom tipa b z zunanjo vezikularno membrano
- J07AH07:                    Cepivo proti meningokokom tipa c s prečiščenimi in vezanimi polisaharidnimi antigeni
- J07AH08:                    Štirivalentno cepivo proti meningokokom tipov a,c,y,w-135 z očiščenimi in vezanimi polisaharidnimi an
- J07AH09:                    Večkomponentno cepivo proti meningokokom b
- J07AH10:                    Cepivo proti meningokokom tipa a s prečiščenimi in vezanimi polisaharidnimi antigeni
- J07AJ:                    Cepiva proti oslovskemu kašlju
- J07AJ01:                    Cepivo proti oslovskemu kašlju z inaktiviranimi bakterijami
- J07AJ02:                    Cepivo proti oslovskemu kašlju s prečiščenimi antigeni
- J07AJ51:                    Cepivo proti oslovskemu kašlju z inaktiviranimi bakterijami in toksoidi
- J07AJ52:                    Cepivo proti oslovskemu kašlju s prečiščenimi antigeni in toksoidi
- J07AK:                    Cepiva proti kugi
- J07AK01:                    Cepivo proti kugi z inaktiviranimi bakterijami
- J07AL:                    Cepiva proti pnevmokoknim infekcijam
- J07AL01:                    Cepivo proti pnevmokokom s prečiščenimi polisaharidnimi antigeni
- J07AL02:                    Cepivo proti pnevmokokom s prečiščenimi in vezanimi polisaharidnimi antigeni
- J07AL52:                    Cepivo proti pnevmokokom s prečiščenimi polisaharidnimi antigeni v kombinaciji s cepivom proti hemofi
- J07AM:                    Cepiva proti tetanusu
- J07AM01:                    Tetanusni toksoid
- J07AM51:                    Tetanusni toksoid v kombinaciji z davičnim toksoidom
- J07AM52:                    Tetanusni toksoid v kombinaciji s specifičnimi imunoglobulini proti tetanusnim toksinom
- J07AN:                    Cepiva proti tuberkulozi
- J07AN01:                    Cepivo proti tuberkulozi z oslabljenimi bakterijami
- J07AP:                    Cepiva proti tifusu
- J07AP01:                    Peroralno cepivo proti tifusu z oslabljenimi bakterijami
- J07AP02:                    Cepivo proti tifusu z inaktiviranimi bakterijami
- J07AP03:                    Cepivo proti tifusu s prečiščenimi polisaharidnimi antigeni
- J07AP10:                    Mešano cepivo proti tifusu in paratifusu
- J07AR:                    Cepiva proti pegastemu tifusu
- J07AR01:                    Cepivo proti pegastemu tifusu z inaktiviranimi bakterijami
- J07AX:                    Druga bakterijska cepiva

#### J07B-Virusna cepiva
- J07BA:                    Cepiva proti virusom encefalitisa
- J07BA01:                    Cepivo proti klopnemu meningoencefalitisu z inaktiviranimi virusi
- J07BA02:                    Cepivo proti japonskemu encefalitisu z inaktiviranimi virusi
- J07BA03:                    Cepivo proti japonskemu encefalitisu z oslabljenimi virusi
- J07BB:                    Cepiva proti gripi
- J07BB01:                    Cepivo proti gripi s celimi virusi, inaktivirano
- J07BB02:                    Cepivo proti gripi, z delci virusov ali s površinskimi antigeni, inaktivirano
- J07BB03:                    Cepivo proti gripi z oslabljenimi virusi
- J07BC:                    Cepiva proti virusom hepatitisa
- J07BC01:                    Prečiščen antigen virusa hepatitisa tipa b
- J07BC02:                    Cepivo proti hepatitisu tipa a s celimi virusi, inaktivirano
- J07BC20:                    Kombinacije
- J07BD:                    Cepiva proti ošpicam
- J07BD01:                    Cepivo proti ošpicam z oslabljenimi virusi
- J07BD51:                    Mešano cepivo proti ošpicam in mumpsu z oslabljenimi virusi
- J07BD52:                    Mešano cepivo proti ošpicam, mumpsu in rdečkam z oslabljenimi virusi
- J07BD53:                    Mešano cepivo proti ošpicam in rdečkam z oslabljenimi virusi
- J07BD54:                    Mešano cepivo proti ošpicam, mumpsu, rdečkam in noricam z oslabljenimi virusi
- J07BE:                    Cepiva proti vnetju obušesne slinavke (mumpsu)
- J07BE01:                    Cepivo proti mumpsu z oslabljenimi virusi
- J07BF:                    Cepiva proti otroški paralizi
- J07BF01:                    Enovalentno peroralno cepivo proti otroški paralizi z oslabljenimi virusi
- J07BF02:                    Trovalentno peroralno cepivo proti otroški paralizi z oslabljenimi virusi (sabinovo cepivo)
- J07BF03:                    Trovalentno peroralno cepivo proti otroški paralizi z inaktiviranimi virusi (salkovo cepivo)
- J07BF04:                    Dvovalentno peroralno cepivo proti otroški paralizi z oslabljenimi virusi
- J07BG:                    Cepiva proti steklini
- J07BG01:                    Cepivo proti steklini z inaktiviranimi virusi
- J07BH:                    Cepiva proti rotavirusom (povzročitelji gastroenteritisov)
- J07BH01:                    Oslabljeni rotavirusi
- J07BH02:                    Cepivo proti rotavirusom, petvalentno, živo
- J07BJ:                    Cepiva proti rdečkam
- J07BJ01:                    Cepivo proti rdečkam z oslabljenimi virusi
- J07BJ51:                    Mešano cepivo proti rdečkam in mumpsu z oslabljenimi virusi
- J07BK:                    Cepiva proti noricam
- J07BK01:                    Cepivo proti noricam z oslabljenimi virusi
- J07BK02:                    Cepivo proti pasovcu z oslabljenimi virusi
- J07BL:                    Cepiva proti rumeni mrzlici
- J07BL01:                    Cepivo proti rumeni mrzlici z oslabljenimi virusi
- J07BM:                    Cepiva proti virusom papiloma
- J07BM01:                    Virusi papiloma, tipi 6, 11, 16, 18
- J07BM02:                    Virusi papiloma, tipa 16, 18
- J07BX:                    Druga virusna cepiva

#### J07C-Kombinacije bakterijskih in virusnih cepiv
- J07CA:                    Kombinacije bakterijskih in virusnih cepiv
- J07CA01:                    Mešano cepivo proti davici, otroški paralizi in tetanusu
- J07CA02:                    Mešano cepivo proti davici, oslovskemu kašlju, otroški paralizi in tetanusu
- J07CA03:                    Mešano cepivo proti davici, rdečkam in tetanusu
- J07CA04:                    Mešano cepivo proti hemofilusu influence tipa b in otroški paralizi
- J07CA05:                    Mešano cepivo proti davici, hepatitisu b, oslovskemu kašlju in tetanusu
- J07CA06:                    Mešano cepivo proti davici, hemofilusu influence, oslovskemu kašlju, otroški paralizi in tetanusu
- J07CA07:                    Mešano cepivo proti davici, hepatitisu b in tetanusu
- J07CA08:                    Mešano cepivo proti hemofilusu influence tipa b in hepatitisu b
- J07CA09:                    Mešano cepivo proti davici, hemofilusu influence tipa b, oslovskemu kašlju, otroški paralizi, tetanus
- J07CA10:                    Mešano cepivo proti tifusu in hepatitisu a
- J07CA11:                    Mešano cepivo proti davici, hemofilusu influence tipa b, oslovskemu kašlju, tetanusu in hepatitisu b
- J07CA12:                    Mešano cepivo proti davici, oslovskemu kašlju, otroški paralizi, tetanusu in hepatitisu b
- J07CA13:                    Mešano cepivo proti davici, hemofilusu influence tipa b, oslovskemu kašlju, tetanusu, hepatitisu b in

### L01-Zdravila z delovanjem na novotvorbe (citostatiki)

#### L01A-Alkilirajoči citostatiki
- L01AA:                    Analogi dušikovih iperitov
- L01AA02:                    Klorambucil
- L01AA03:                    Melfalan
- L01AA06:                    Ifosfamid
- L01AA07:                    Trofosfamid
- L01AA08:                    Prednimustin
- L01AA09:                    Bendamustin
- L01AB:                    Alkilsulfonati
- L01AB01:                    Busulfan
- L01AB02:                    Treosulfan
- L01AB03:                    Manosulfan
- L01AC:                    Etilenimini
- L01AC01:                    Tiotepa
- L01AC02:                    Triazikon
- L01AC03:                    Karbokon
- L01AD:                    Derivati nitrozosečnine
- L01AD01:                    Karmustin
- L01AD02:                    Lomustin
- L01AD03:                    Semustin
- L01AD04:                    Streptozocin
- L01AD05:                    Fotemustin
- L01AD06:                    Nimustin
- L01AD07:                    Ranimustin
- L01AG:                    Epoksidi
- L01AG01:                    Etoglucid
- L01AX:                    Drugi alkilirajoči citostatiki
- L01AX01:                    Mitobronitol
- L01AX02:                    Pipobroman
- L01AX03:                    Temozolomid
- L01AX04:                    Dakarbazin

#### L01B-Zaviralci celične presnove (antimetaboliti)
- L01BA:                    Analogi folne kisline
- L01BA01:                    Metotreksat
- L01BA03:                    Raltitreksed
- L01BA04:                    Pemetreksed
- L01BA05:                    Pralatreksat
- L01BB:                    Analogi purinskih baz
- L01BB02:                    Merkaptopurin
- L01BB03:                    Tiogvanin
- L01BB04:                    Kladribin
- L01BB05:                    Fludarabin
- L01BB06:                    Klofarabin
- L01BB07:                    Nelarabin
- L01BC:                    Analogi pirimidinskih baz
- L01BC01:                    Citarabin
- L01BC02:                    Fluorouracil
- L01BC03:                    Tegafur
- L01BC04:                    Karmofur
- L01BC05:                    Gemcitabin
- L01BC06:                    Kapecitabin
- L01BC07:                    Azacitidin
- L01BC08:                    Decitabin
- L01BC52:                    Fluorouracil, kombinacije
- L01BC53:                    Tegafur, kombinacije
- L01BC59:                    Trifluridin, kombinacije

#### L01C-Rastlinski alkaloidi in druge naravne učinkovine (zaviralci mitoze)
- L01CA:                    Alkaloidi rožnatega zimzelena (vinka alkaloidi) in analogi
- L01CA01:                    Vinblastin
- L01CA02:                    Vinkristin
- L01CA03:                    Vindesin
- L01CA04:                    Vinorelbin
- L01CA05:                    Vinflunin
- L01CA06:                    Vintafolid
- L01CB:                    Derivati podofilotoksina
- L01CB01:                    Etopozid
- L01CB02:                    Tenipozid
- L01CC:                    Derivati kolhicina
- L01CC01:                    Demekolcin
- L01CD:                    Taksani
- L01CD01:                    Paklitaksel
- L01CD02:                    Docetaksel
- L01CD03:                    Paklitaksel poliglumeks
- L01CD04:                    Kabazitaksel
- L01CX:                    Dugi rastlinski alkaloidi in naravne učinkovine
- L01CX01:                    Trabektedin

#### L01D-Citotoksični antibiotiki in sorodne učinkovine
- L01DA:                    Aktinomicinski antibiotiki
- L01DA01:                    Daktinomicin
- L01DB:                    Antraciklinski antibiotiki in sorodne učinkovine
- L01DB01:                    Doksorubicin
- L01DB02:                    Daunorubicin
- L01DB03:                    Epirubicin
- L01DB04:                    Aklarubicin
- L01DB05:                    Zorubicin
- L01DB06:                    Idarubicin
- L01DB07:                    Mitoksantron
- L01DB08:                    Pirarubicin
- L01DB09:                    Valrubicin
- L01DB10:                    Amrubicin
- L01DB11:                    Piksantron
- L01DC:                    Drugi citotoksični antibiotiki
- L01DC01:                    Bleomicin
- L01DC02:                    Plikamicin
- L01DC03:                    Mitomicin
- L01DC04:                    Iksabepilon

#### L01X-Druga zdravila z delovanjem na novotvorbe (citostatiki)
- L01XA:                    Platinove spojine
- L01XA01:                    Cisplatin
- L01XA02:                    Karboplatin
- L01XA03:                    Oksaliplatin
- L01XA04:                    Satraplatin
- L01XA05:                    Poliplatilen
- L01XB:                    Metilhidrazini
- L01XB01:                    Prokarbazin
- L01XC:                    Monoklonska protitelesa
- L01XC01:                    Edrekolomab
- L01XC02:                    Rituksimab
- L01XC03:                    Trastuzumab
- L01XC05:                    Gemtuzumab
- L01XC06:                    Cetuksimab
- L01XC07:                    Bevacizumab
- L01XC08:                    Panitumumab
- L01XC09:                    Katumaksomab
- L01XC10:                    Ofatumumab
- L01XC11:                    Ipilimumab
- L01XC12:                    Brentuksimab vedotin
- L01XC13:                    Pertuzumab
- L01XC14:                    Trastuzumab emtanzin
- L01XC15:                    Obinutuzumab
- L01XC16:                    Dinutuksimab
- L01XD:                    Zdravila za fotodinamično terapijo in terapijo z obsevanjem z vidnim delom elektromagnetnega valovan
- L01XD01:                    Natrijev porfimerat
- L01XD03:                    Metilaminolevulinat
- L01XD04:                    Aminolevulinska kislina
- L01XD05:                    Temoporfin
- L01XD06:                    Efaproksiral
- L01XE:                    Zaviralci proteinskih kinaz
- L01XE01:                    Imatinib
- L01XE02:                    Gefitinib
- L01XE03:                    Erlotinib
- L01XE04:                    Sunitinib
- L01XE05:                    Sorafenib
- L01XE06:                    Dasatinib
- L01XE07:                    Lapatinib
- L01XE08:                    Nilotinib
- L01XE09:                    Temsirolimus
- L01XE10:                    Everolimus
- L01XE11:                    Pazopanib
- L01XE12:                    Vandetanib
- L01XE13:                    Afatinib
- L01XE14:                    Bosutinib
- L01XE15:                    Vemurafenib
- L01XE16:                    Krizotinib
- L01XE17:                    Aksitinib
- L01XE18:                    Ruksolitinib
- L01XE19:                    Ridaforolimus
- L01XE21:                    Regorafenib
- L01XE22:                    Masitinib
- L01XE23:                    Dabrafenib
- L01XE24:                    Ponatinib
- L01XE25:                    Trametinib
- L01XE26:                    Kabozantinib
- L01XE27:                    Ibrutinib
- L01XE28:                    Ceritinib
- L01XX:                    Druga zdravila z delovanjem na novotvorbe (citostatiki)
- L01XX01:                    Amzakrin
- L01XX02:                    Asparaginaza
- L01XX03:                    Altretamin
- L01XX05:                    Hidroksikarbamid
- L01XX07:                    Lonidamin
- L01XX08:                    Pentostatin
- L01XX09:                    Miltefozin
- L01XX10:                    Mazoprokol
- L01XX11:                    Estramustin
- L01XX14:                    Tretinoin
- L01XX16:                    Mitogvazon
- L01XX17:                    Topotekan
- L01XX18:                    Tiazofurin
- L01XX19:                    Irinotekan
- L01XX22:                    Alitretinoin
- L01XX23:                    Mitotan
- L01XX24:                    Pegaspargaza
- L01XX25:                    Beksaroten
- L01XX27:                    Arzenov trioksid
- L01XX29:                    Denilevkin diftitoks
- L01XX32:                    Bortezomib
- L01XX33:                    Celecoxib
- L01XX35:                    Anagrelid
- L01XX36:                    Oblimersen
- L01XX37:                    Sitimagen ceradenovek
- L01XX38:                    Vorinostat
- L01XX39:                    Romidepsin
- L01XX40:                    Omacetaksinilmepesukcinat
- L01XX41:                    Eribulin
- L01XX42:                    Panobinostat
- L01XX43:                    Vismodegib
- L01XX44:                    Aflibercept
- L01XX45:                    Karfilzomib
- L01XX46:                    Olaparib
- L01XX47:                    Idelalizib
- L01XY:                    Kombinacije zdravil z delovanjem na novotvorbe

### L02-Endokrino zdravljenje

#### L02A-Hormoni in sorodne učinkovine
- L02AA:                    Estrogeni
- L02AA01:                    Dietilstilbestrol
- L02AA02:                    Poliestradiolfosfat
- L02AA03:                    Etinilestradiol
- L02AA04:                    Fosfestrol
- L02AB:                    Progestogeni
- L02AB01:                    Megestrol
- L02AB02:                    Medroksiprogesteron
- L02AB03:                    Gestonoron
- L02AE:                    Analogi gonadotropin sproščajočih hormonov
- L02AE01:                    Buserelin
- L02AE02:                    Levprorelin
- L02AE03:                    Goserelin
- L02AE04:                    Triptorelin
- L02AE05:                    Histrelin
- L02AX:                    Drugi hormoni

#### L02B-Hormonski antagonisti in sorodne učinkovine
- L02BA:                    Antiestrogeni
- L02BA01:                    Tamoksifen
- L02BA02:                    Toremifen
- L02BA03:                    Fulvestrant
- L02BB:                    Antiandrogeni
- L02BB01:                    Flutamid
- L02BB02:                    Nilutamid
- L02BB03:                    Bikalutamid
- L02BB04:                    Enzalutamid
- L02BG:                    Zaviralci aromataze
- L02BG01:                    Aminoglutetimid
- L02BG02:                    Formestan
- L02BG03:                    Anastrozol
- L02BG04:                    Letrozol
- L02BG05:                    Vorozol
- L02BG06:                    Eksemestan
- L02BX:                    Drugi hormonski antagonisti in sorodne učinkovine
- L02BX01:                    Abareliks
- L02BX02:                    Degareliks
- L02BX03:                    Abirateron

### L03-Zdravila za spodbujanje imunske odzivnosti

#### L03A-Zdravila za spodbujanje imunske odzivnosti
- L03AA:                    Kolonije spodbujajoči faktorji
- L03AA02:                    Filgrastim
- L03AA03:                    Molgramostim
- L03AA09:                    Sargramostim
- L03AA10:                    Lenograstim
- L03AA12:                    Ancestim
- L03AA13:                    Pegfilgrastim
- L03AA14:                    Lipegfilgrastim
- L03AA15:                    Balugrastim
- L03AB:                    Interferoni
- L03AB01:                    Interferon alfa, naravni
- L03AB02:                    Interferon beta, naravni
- L03AB03:                    Interferon gama
- L03AB04:                    Interferon alfa-2a
- L03AB05:                    Interferon alfa-2b
- L03AB06:                    Interferon alfa-n1
- L03AB07:                    Interferon beta-1a
- L03AB08:                    Interferon beta-1b
- L03AB09:                    Interferon alafakon-1
- L03AB10:                    Peginterferon alfa-2b
- L03AB11:                    Peginterferon alfa-2a
- L03AB12:                    Albinterferon alfa-2b
- L03AB13:                    Peginterferon beta-1a
- L03AB14:                    Cepeginterferon alfa-2b
- L03AB60:                    Peginterferon alfa-2b, kombinacije
- L03AB61:                    Peginterferon alfa-2a, kombinacije
- L03AC:                    Interlevkini
- L03AC01:                    Aldeslevkin
- L03AC02:                    Oprelvekin
- L03AX:                    Druga zdravila za spodbujanje imunske odzivnosti
- L03AX01:                    Lentinan
- L03AX02:                    Rokinimeks
- L03AX03:                    Bcg cepivo proti tuberkulozi
- L03AX04:                    Pegademaza
- L03AX05:                    Pidotimod
- L03AX07:                    Poliinozinsko-policitidilna kislina
- L03AX08:                    Poliinozinsko-policitidilna kislina, stabilizirana s polilizinom in karboksimetilcelulozo
- L03AX09:                    Timopentin
- L03AX10:                    Imunocianin
- L03AX11:                    Tazonermin
- L03AX12:                    Cepivo proti melanomu
- L03AX13:                    Glatiramer acetat
- L03AX14:                    Histaminijev diklorid
- L03AX15:                    Mifamurtid
- L03AX16:                    Pleriksafor
- L03AX17:                    Sipulevcel-t
- L03AX18:                    Kridanimod
- L03AX19:                    Dasiprotimut-t

### L04-Zdravila za zaviranje imunske odzivnosti

#### L04A-Zdravila za zaviranje imunske odzivnosti
- L04AA:                    Zdravila za selektivno zaviranje imunske odzivnosti
- L04AA02:                    Muromonab-cd3
- L04AA03:                    Imunoglobulin proti limfocitom (konjski)
- L04AA04:                    Imunoglobulin proti timocitom (kunčji)
- L04AA06:                    Mikofenolna kislina
- L04AA10:                    Sirolimus
- L04AA13:                    Leflunomid
- L04AA15:                    Alefacept
- L04AA18:                    Everolimus
- L04AA19:                    Gusperimus
- L04AA21:                    Efalizumab
- L04AA22:                    Abetimus
- L04AA23:                    Natalizumab
- L04AA24:                    Abatacept
- L04AA25:                    Ekulizumab
- L04AA26:                    Belimumab
- L04AA27:                    Fingolimod
- L04AA28:                    Belatacept
- L04AA29:                    Tofacitinib
- L04AA31:                    Teriflunomid
- L04AA32:                    Apremilast
- L04AA33:                    Vedolizumab
- L04AA34:                    Alemtuzumab
- L04AB:                    Zaviralci tumorje-nekrotizirajočega faktorja alfa (tnf-α)
- L04AB01:                    Etanercept
- L04AB02:                    Infliksimab
- L04AB03:                    Afelimomab
- L04AB04:                    Adalimumab
- L04AB05:                    Certolizumab pegol
- L04AB06:                    Golimumab
- L04AC:                    Zaviralci interlevkinov
- L04AC01:                    Daklizumab
- L04AC02:                    Baziliksimab
- L04AC03:                    Anakinra
- L04AC04:                    Rilonacept
- L04AC05:                    Ustekinumab
- L04AC06:                    Mepolizumab
- L04AC07:                    Tocilizumab
- L04AC08:                    Kanakinumab
- L04AC09:                    Briakinumab
- L04AC10:                    Sekukinumab
- L04AC11:                    Siltuksimab
- L04AD:                    Zaviralci kalcinevrina
- L04AD01:                    Ciklosporin
- L04AD02:                    Takrolimus
- L04AD03:                    Voklosporin
- L04AX:                    Druga zdravila za zaviranje imunske odzivnosti
- L04AX01:                    Azatioprin
- L04AX02:                    Talidomid
- L04AX03:                    Metotreksat
- L04AX04:                    Lenalidomid
- L04AX05:                    Pirfenidon
- L04AX06:                    Pomalidomid

### M01-Zdravila s protivnetnim in protirevmatičnim učinkom

#### M01A-Nesteroidna protivnetna in protirevmatična zdravila
- M01AA:                    Butilpirazolidini
- M01AA01:                    Fenilbutazon
- M01AA02:                    Mofebutazon
- M01AA03:                    Oksifenbutazon
- M01AA05:                    Klofezon
- M01AA06:                    Kebuzon
- M01AA26:                    Nimesulid
- M01AB:                    Derivati ocetne kisline in sorodne učinkovine
- M01AB01:                    Indometacin
- M01AB02:                    Sulindak
- M01AB03:                    Tolmetin
- M01AB04:                    Zomepirak
- M01AB05:                    Diklofenak
- M01AB06:                    Alklofenak
- M01AB07:                    Bumadizon
- M01AB08:                    Etodolak
- M01AB09:                    Lonazolak
- M01AB10:                    Fentiazak
- M01AB11:                    Acemetacin
- M01AB12:                    Difenpiramid
- M01AB13:                    Oksametacin
- M01AB14:                    Proglumetacin
- M01AB15:                    Ketorolak
- M01AB16:                    Aceklofenak
- M01AB17:                    Bufeksamak
- M01AB51:                    Indometacin, kombinacije
- M01AB55:                    Diklofenak, kombinacije
- M01AC:                    Oksikami
- M01AC01:                    Piroksikam
- M01AC02:                    Tenoksikam
- M01AC04:                    Droksikam
- M01AC05:                    Lornoksikam
- M01AC06:                    Meloksikam
- M01AC56:                    Meloksikam, kombinacije
- M01AE:                    Derivati propionske kisline
- M01AE01:                    Ibuprofen
- M01AE02:                    Naproksen
- M01AE03:                    Ketoprofen
- M01AE04:                    Fenoprofen
- M01AE05:                    Fenbufen
- M01AE06:                    Benoksaprofen
- M01AE07:                    Suprofen
- M01AE08:                    Pirprofen
- M01AE09:                    Flurbiprofen
- M01AE10:                    Indoprofen
- M01AE11:                    Tiaprofenska kislina
- M01AE12:                    Oksaprozin
- M01AE13:                    Ibuproksam
- M01AE14:                    Deksibuprofen
- M01AE15:                    Flunoksaprofen
- M01AE16:                    Alminoprofen
- M01AE17:                    Deksketoprofen
- M01AE18:                    Naprokskinod
- M01AE51:                    Ibuprofen, kombinacije
- M01AE52:                    Naproksen in esomeprazol
- M01AE53:                    Ketoprofen, kombinacije
- M01AE56:                    Naproksen in mizoprostol
- M01AG:                    Fenamati
- M01AG01:                    Mefenaminska kislina
- M01AG02:                    Tolfenaminska kislina
- M01AG03:                    Flufenaminska kislina
- M01AG04:                    Meklofenaminska kislina
- M01AH:                    Koksibi
- M01AH01:                    Celekoksib
- M01AH02:                    Rofekoksib
- M01AH03:                    Valdekoksib
- M01AH04:                    Parekoksib
- M01AH05:                    Etorikoksib
- M01AH06:                    Lumirakoksib
- M01AX:                    Druge nesteroidne protivnetne in protirevmatične učinkovine
- M01AX01:                    Nabumeton
- M01AX02:                    Nifluminska kislina
- M01AX04:                    Azapropazon
- M01AX05:                    Glukozamin
- M01AX07:                    Benzidamin
- M01AX12:                    Glukozaminoglikan polisulfat
- M01AX13:                    Prokazon
- M01AX14:                    Orgotein
- M01AX17:                    Nimesulid
- M01AX18:                    Feprazon
- M01AX21:                    Diacerein
- M01AX22:                    Morniflumat
- M01AX23:                    Tenidap
- M01AX24:                    Oksaceprol
- M01AX25:                    Hondroitin sulfat
- M01AX26:                    Avokadovo in sojino olje, nemiljivo
- M01AX68:                    Feprazon, kombinacije

#### M01B-Protivnetne in protirevmatične učinkovine v kombinacijah
- M01BA:                    Protivnetne in protirevmatične učinkovine v kombinaciji s kortikosteroidi
- M01BA01:                    Fenilbutazon in kortikosteroidi
- M01BA02:                    Dipirocetil in kortikosteroidi
- M01BA03:                    Acetilsalicilna kislina in kortikosteroidi
- M01BX:                    Druga protivnetne in protirevmatične učinkovine v kombinacijah z drugimi zdravili

#### M01C-Specifične protirevmatične učinkovine
- M01CA:                    Kinolini
- M01CA03:                    Oksicinkofen
- M01CB:                    Učinkovine zlata
- M01CB01:                    Natrijev avrotiomalat
- M01CB02:                    Natrijev avrotiosulfat
- M01CB03:                    Avranofin
- M01CB04:                    Avrotioglukoza
- M01CB05:                    Avrotioprol
- M01CC:                    Penicilamin in sorodne učinkovine
- M01CC01:                    Penicilamin
- M01CC02:                    Bucilamin
- M01CX:                    Druge specifične protirevmatične učinkovine

### M02-Zdravila za lokalno zdravljenje mišičnih in sklepnih bolečin

#### M02A-Zdravila za lokalno zdravljenje mišičnih in sklepnih bolečin
- M02AA:                    Protivnetna nesteroidna zdravila za lokalno zdravljenje
- M02AA01:                    Fenilbutazon
- M02AA02:                    Mofebutazon
- M02AA03:                    Klofezon
- M02AA04:                    Oksifenbutazon
- M02AA05:                    Benzidamin
- M02AA06:                    Etofenamat
- M02AA07:                    Piroksikam
- M02AA08:                    Felbinak
- M02AA09:                    Bufeksamak
- M02AA10:                    Ketoprofen
- M02AA11:                    Bendazak
- M02AA12:                    Naproksen
- M02AA13:                    Ibuprofen
- M02AA14:                    Fentiazak
- M02AA15:                    Diklofenak
- M02AA16:                    Feprazon
- M02AA17:                    Nifluminska kislina
- M02AA18:                    Meklofenaminska kislina
- M02AA19:                    Flurbiprofen
- M02AA21:                    Tolmetin
- M02AA22:                    Suksibuzon
- M02AA23:                    Indometacin
- M02AA24:                    Nifenazon
- M02AA25:                    Aceklofenak
- M02AA27:                    Deksketoprofen
- M02AB:                    Kapsaicin in sorodne učinkovine
- M02AB01:                    Kapsaicin
- M02AB02:                    Zukapsaicin
- M02AC:                    Zdravila z derivati salicilne kisline
- M02AX:                    Druga zdravila za lokalno zdravljenje mišičnih in sklepnih bolečin
- M02AX02:                    Tolazolin
- M02AX03:                    Dimetilsulfoksid
- M02AX05:                    Idrocilamid
- M02AX06:                    Tolperizon
- M02AX10:                    Razne učinkovine

### M03-Mišični relaksanti

#### M03A-Mišični relaksanti s perifernim delovanjem
- M03AA:                    Alkaloidi kurara
- M03AA01:                    Alkuronium
- M03AA02:                    Tubokurarin
- M03AA04:                    Dimetiltubokurarin
- M03AB:                    Derivati holina
- M03AB01:                    Suksametonium
- M03AC:                    Druge kvaterne amonijeve spojine
- M03AC01:                    Pankuronium
- M03AC02:                    Galamin
- M03AC03:                    Vekuronium
- M03AC04:                    Atrakurium
- M03AC05:                    Heksafluronium
- M03AC06:                    Pipekuronijev bromid
- M03AC07:                    Doksakurijev klorid
- M03AC08:                    Fazadinijev bromid
- M03AC09:                    Rokuronijev bromid
- M03AC10:                    Mivakurijev klorid
- M03AC11:                    Cisatrakurium
- M03AX:                    Drugi periferno delujoči mišični relaksanti
- M03AX01:                    Botulinski toksin

#### M03B-Mišični relaksanti s centralnim delovanjem
- M03BA:                    Estri karbamske kisline
- M03BA01:                    Fenprobamat
- M03BA02:                    Karisoprodol
- M03BA03:                    Metokarbamol
- M03BA04:                    Stiramat
- M03BA05:                    Febarbamat
- M03BA51:                    Fenprobamat, kombinacije brez psiholeptikov
- M03BA52:                    Karisoprodol, kombinacije brez psiholeptikov
- M03BA53:                    Metokarbamol, kombinacije brez psiholeptikov
- M03BA71:                    Fenprobamat, kombinacije s psiholeptiki
- M03BA72:                    Karisoprodol, kombinacije s psiholeptiki
- M03BA73:                    Metokarbamol, kombinacije s psiholeptiki
- M03BB:                    Derivato oksazola, tiazina in triazina
- M03BB02:                    Klormezanon
- M03BB03:                    Klorzoksazon
- M03BB52:                    Klormezanon, kombinacije brez psiholeptikov
- M03BB53:                    Klorzoksazon, kombinacije brez psiholeptikov
- M03BB72:                    Klormezanon, kombinacije s psiholeptiki
- M03BB73:                    Klorzoksazon, kombinacije s psiholeptiki
- M03BC:                    Etri, strukturno sorodni antihistaminikom
- M03BC01:                    Orfenadrinijev citrat
- M03BC51:                    Orfenadrin, kombinacije
- M03BX:                    Druge centralno delujoče učinkovine
- M03BX01:                    Baklofen
- M03BX02:                    Tizanidin
- M03BX03:                    Pridinol
- M03BX04:                    Tolperizon
- M03BX05:                    Tiokolhikozid
- M03BX06:                    Mefenezin
- M03BX07:                    Tetrazepam
- M03BX08:                    Ciklobenzaprin
- M03BX09:                    Eperizon
- M03BX30:                    Feniramidol
- M03BX55:                    Tiokolhikozid, kombinacije

#### M03C-Mišični relaksanti z direktnim delovanjem
- M03CA:                    Dantrolen in njegovi derivati
- M03CA01:                    Dantrolen

### M04-Zdravila za zdravljenje protina

#### M04A-Zdravila za zdravljenje protina
- M04AA:                    Zdravila za zaviranje nastajanja sečne kisline
- M04AA01:                    Alopurinol
- M04AA02:                    Tizopurin
- M04AA03:                    Febuksostat
- M04AA51:                    Alopurinol, kombinacije
- M04AB:                    Zdravila za pospeševanje izločanja sečne kisline
- M04AB01:                    Probenecid
- M04AB02:                    Sulfinpirazon
- M04AB03:                    Benzbromaron
- M04AB04:                    Izobromindion
- M04AC:                    Zdravila brez vpliva na metabolizem sečne kisline
- M04AC01:                    Kolhicin
- M04AC02:                    Cinhofen
- M04AX:                    Druga zdravila za zdravljenje protina
- M04AX01:                    Uratna oksidaza
- M04AX02:                    Peglotikaza

### M05-Zdravila za bolezni kosti

#### M05B-Zdravila z učinkom na strukturo in mineralizacijo kosti
- M05BA:                    Difosfonati
- M05BA01:                    Etidronska kislina
- M05BA02:                    Klodronska kislina
- M05BA03:                    Pamidronska kislina
- M05BA04:                    Alendronska kislina
- M05BA05:                    Tiludronska kislina
- M05BA06:                    Ibandronska kislina
- M05BA07:                    Risedronska kislina
- M05BA08:                    Zoledronska kislina
- M05BB:                    Difosfonati, kombinacije
- M05BB01:                    Etidronska kislina in kalcij, zaporedni
- M05BB02:                    Risedronska kislina in kalcij, zaporedni
- M05BB03:                    Alendronska kislina in holekalciferol
- M05BB04:                    Risedronska kislina, kalcij in holekalciferol, zaporedni
- M05BB05:                    Alendronska kislina, kalcij in holekalciferol, zaporedni
- M05BB06:                    Alendronska kislina in alfakalcidol, zaporedni
- M05BB07:                    Risedronska kislina in holekalciferol
- M05BC:                    Proteini za morfogenezo kosti
- M05BC01:                    Dibotermin alfa
- M05BC02:                    Eptotermin alfa
- M05BX:                    Druga zdravila z učinkom na strukturo in mineralizacijo kosti
- M05BX01:                    Ipriflavon
- M05BX02:                    Aluminijev klorohidrat
- M05BX03:                    Stroncijev ranelat
- M05BX04:                    Denozumab
- M05BX53:                    Stroncijev ranelat in holecalciferol

### M09-Druga zdravila za zdravljenje motenj mišično-skeletnega sistema

#### M09A-Druga zdravila za zdravljenje motenj mišično-skeletnega sistema
- M09AA:                    Kinin in njegovi derivati
- M09AA01:                    Hidrokinin
- M09AA72:                    Kinin, kombinacije s psiholeptiki
- M09AB:                    Encimi
- M09AB01:                    Kimopapain
- M09AB02:                    Kolagenaza iz clostridium histolyticum
- M09AB03:                    Bromelaini
- M09AB52:                    Tripsin, kombinacije
- M09AX:                    Druga zdravila za zdravljenje motenj mišično-skeletnega sistema
- M09AX01:                    Hialuronska kislina
- M09AX02:                    Hondrociti, avtologni

### N01-Anestetiki

#### N01A-Splošni anestetiki
- N01AA:                    Etri
- N01AA01:                    Dietileter
- N01AA02:                    Vinileter
- N01AB:                    Halogenirani ogljikovodiki
- N01AB01:                    Halotan
- N01AB02:                    Kloroform
- N01AB04:                    Enfluran
- N01AB05:                    Trikloroetilen
- N01AB06:                    Izofluran
- N01AB07:                    Desfluran
- N01AB08:                    Sevofluran
- N01AF:                    Barbiturati, enokomponentna zdravila
- N01AF01:                    Metoheksital
- N01AF02:                    Heksobarbital
- N01AF03:                    Tiopental
- N01AG:                    Barbiturati v kombinaciji z drugimi učinkovinami
- N01AG01:                    Narkobarbital
- N01AH:                    Opioidni anestetiki
- N01AH01:                    Fentanil
- N01AH02:                    Alfentanil
- N01AH03:                    Sufentanil
- N01AH04:                    Fenoperidin
- N01AH05:                    Anileridin
- N01AH06:                    Remifentanil
- N01AH51:                    Fentanil, kombinacije
- N01AX:                    Drugi splošni anestetiki
- N01AX03:                    Ketamin
- N01AX04:                    Propanidid
- N01AX05:                    Alfaksalon
- N01AX07:                    Etomidat
- N01AX10:                    Propofol
- N01AX11:                    Natrijev oksibat
- N01AX13:                    Dušikov(i) oksid (didušikov oksid)
- N01AX14:                    Esketamin
- N01AX15:                    Ksenon
- N01AX63:                    Dušikov(i) oksid, kombinacije

#### N01B-Lokalni anestetiki
- N01BA:                    Estri aminobenzojske kisline
- N01BA01:                    Metabutetamin
- N01BA02:                    Prokain
- N01BA03:                    Tetrakain
- N01BA04:                    Kloroprokain
- N01BA05:                    Benzokain
- N01BA52:                    Prokain, kombinacije
- N01BB:                    Amidi
- N01BB01:                    Bupivakain
- N01BB02:                    Lidokain
- N01BB03:                    Mepivakain
- N01BB04:                    Prilokain
- N01BB05:                    Butanilikain
- N01BB06:                    Cinhokain
- N01BB07:                    Etidokain
- N01BB08:                    Artikain
- N01BB09:                    Ropivakain
- N01BB10:                    Levobupivakain
- N01BB20:                    Kombinacije
- N01BB51:                    Bupivakain, kombinacije
- N01BB52:                    Lidokain, kombinacije
- N01BB53:                    Mepivakain, kombinacije
- N01BB54:                    Prilokain, kombinacije
- N01BB57:                    Etidokain, kombinacije
- N01BB58:                    Artikain, kombinacije
- N01BC:                    Estri benzojske kisline
- N01BC01:                    Kokain
- N01BX:                    Drugi lokalni anestetiki
- N01BX01:                    Etilklorid
- N01BX02:                    Diklonin
- N01BX03:                    Fenol
- N01BX04:                    Kapsaicin

### N02-Analgetiki

#### N02A-Opioidi
- N02AA:                    Opiati
- N02AA01:                    Morfin
- N02AA02:                    Opij
- N02AA03:                    Hidromorfon
- N02AA04:                    Nikomorfin
- N02AA05:                    Oksikodon
- N02AA08:                    Dihidrokodein
- N02AA10:                    Papaveretum
- N02AA51:                    Morfin, kombinacije
- N02AA55:                    Oksikodon, kombinacije
- N02AA58:                    Dihidrokodein, kombinacije
- N02AA59:                    Kodein, kombinacije brez psiholeptikov
- N02AA79:                    Kodein, kombinacije s psiholeptiki
- N02AB:                    Derivati fenilpiperidina
- N02AB01:                    Ketobemidon
- N02AB02:                    Petidin
- N02AB03:                    Fentanil
- N02AB52:                    Petidin, kombinacije brez psiholeptikov
- N02AB72:                    Petidin, kombinacijie s psiholeptiki
- N02AC:                    Derivati difenilpropilamina
- N02AC01:                    Dekstromoramid
- N02AC03:                    Piritramid
- N02AC04:                    Dekstropropoksifen
- N02AC05:                    Bezitramid
- N02AC52:                    Metadon v kombinacijah, ki ne vključujejo psiholeptikov
- N02AC54:                    Dekstropropoksifen v kombinacijah, ki ne vključujejo psiholeptikov
- N02AC74:                    Dekstropropoksifen v kombinaciji s psiholeptiki
- N02AD:                    Derivati benzomorfana
- N02AD01:                    Pentazocin
- N02AD02:                    Fenazocin
- N02AE:                    Derivati oripavina
- N02AE01:                    Buprenorfin
- N02AF:                    Derivati mofinana
- N02AF01:                    Butorfanol
- N02AF02:                    Nalbufin
- N02AG:                    Opioidi v kombinaciji s spazmolitiki
- N02AG01:                    Morfin in spazmolitiki
- N02AG02:                    Ketobemidon in spazmolitiki
- N02AG03:                    Petidin in spazmolitiki
- N02AG04:                    Hidromorfon in spazmolitiki
- N02AX:                    Drugi opioidi
- N02AX01:                    Tilidin
- N02AX02:                    Tramadol
- N02AX03:                    Dezocin
- N02AX05:                    Meptazinol
- N02AX06:                    Tapentadol
- N02AX52:                    Tramadol, kombinacije

#### N02B-Drugi analgetiki in antipiretiki
- N02BA:                    Salicilna kislina in njeni derivati
- N02BA01:                    Acetilsalicilna kislina
- N02BA02:                    Aloksiprin
- N02BA03:                    Holinijev salicilat
- N02BA04:                    Natrijev salicilat
- N02BA05:                    Salicilamid
- N02BA06:                    Salsalat
- N02BA07:                    Etenzamid
- N02BA08:                    Morfolinijev salicilat
- N02BA09:                    Dipirocetil
- N02BA10:                    Benorilat
- N02BA11:                    Diflunisal
- N02BA12:                    Kalijev salicilat
- N02BA14:                    Gvacetisal
- N02BA15:                    Kalcijev karbasalat (kompleks med sečnino in kalcijevim acetilsalicilatom)
- N02BA16:                    Imidazolijev salicilat
- N02BA51:                    Acetilsalicilna kislina, kombinacije brez psiholeptikov
- N02BA55:                    Salicilamid, kombinacije brez psiholeptikov
- N02BA57:                    Etenzamid, kombinacije brez psiholeptikov
- N02BA59:                    Dipirocetil, kombinacije brez psiholeptikov
- N02BA65:                    Kombinacije s kalcijevim karbasalatom, ki ne vključujejo psiholeptikov
- N02BA71:                    Acetilsalicilna kislina, kombinacije s psiholeptiki
- N02BA75:                    Salicilamid, kombinacije s psiholeptiki
- N02BA77:                    Etenzamid, kombinacije s psiholeptiki
- N02BA79:                    Dipirocetil, kombinacije s psiholeptiki
- N02BB:                    Pirazoloni
- N02BB01:                    Fenazon
- N02BB02:                    Natrjev metamizolat
- N02BB03:                    Aminofenazon
- N02BB04:                    Propifenazon
- N02BB05:                    Nifenazon
- N02BB51:                    Fenazon, kombinacije brez psiholeptikov
- N02BB52:                    Natrijev metamizolat, kombinacije brez psiholeptikov
- N02BB53:                    Aminofenazon, kombinacije brez psiholeptikov
- N02BB54:                    Propifenazon, kombinacije brez psiholeptikov
- N02BB71:                    Fenazon, kombinacije s psiholeptiki
- N02BB72:                    Natrijev metamizolat, kombinacije s psiholeptiki
- N02BB73:                    Aminofenazon, kombinacije s psiholeptiki
- N02BB74:                    Propifenazon, kombinacije s psiholeptiki
- N02BE:                    Anilidi
- N02BE01:                    Paracetamol
- N02BE03:                    Fenacetin
- N02BE04:                    Bucetin
- N02BE05:                    Propacetamol
- N02BE51:                    Paracetamol, kombinacije brez psiholeptikov
- N02BE53:                    Fenacetin, kombinacije brez psiholeptikov
- N02BE54:                    Bucetin, kombinacije brez psiholeptikov
- N02BE71:                    Paracetamol, kombinacije s psiholeptiki
- N02BE73:                    Fenacetin, kombinacije s psiholeptiki
- N02BE74:                    Bucetin, kombinacije s psiholeptiki
- N02BG:                    Drugi analgetiki in antipiretiki
- N02BG02:                    Rimazolium
- N02BG03:                    Glafenin
- N02BG04:                    Floktafenin
- N02BG05:                    Viminol
- N02BG06:                    Nefopam
- N02BG07:                    Flupirtin
- N02BG08:                    Zikonotid
- N02BG09:                    Metoksifluran
- N02BG10:                    Kanabinoidi

#### N02C-Zdravila proti migreni
- N02CA:                    Alkaloidi ergot
- N02CA01:                    Dihidroergotamin
- N02CA02:                    Ergotamin
- N02CA04:                    Metizergid
- N02CA07:                    Lizurid
- N02CA51:                    Dihidroergotamin, kombinacije
- N02CA52:                    Ergotamin, kombinacije brez psiholeptikov
- N02CA72:                    Ergotamin, kombinacije s psiholeptiki
- N02CB:                    Kortikosteroidni derivati
- N02CB01:                    Flumedrokson
- N02CC:                    Selektivni agonisti serotoninskih 5ht1 receptorjev
- N02CC01:                    Sumatriptan
- N02CC02:                    Naratriptan
- N02CC03:                    Zolmitriptan
- N02CC04:                    Rizatriptan
- N02CC05:                    Almotriptan
- N02CC06:                    Eletriptan
- N02CC07:                    Frovatriptan
- N02CX:                    Druga zdravila proti migreni
- N02CX01:                    Pizotifen
- N02CX02:                    Klonidin
- N02CX03:                    Iprazokrom
- N02CX05:                    Dimetotiazin
- N02CX06:                    Oksetoron

### N03-Antiepileptiki

#### N03A-Antiepileptiki
- N03AA:                    Barbiturati in njihovi derivati
- N03AA01:                    Metilfenobarbital
- N03AA02:                    Fenobarbital
- N03AA03:                    Primidon
- N03AA04:                    Barbeksaklon
- N03AA30:                    Metarbital
- N03AB:                    Derivati hidantoina
- N03AB01:                    Etotoin
- N03AB02:                    Fenitoin
- N03AB03:                    Amino(difenilhidantoin)valerianska kislina
- N03AB04:                    Mefenitoin
- N03AB05:                    Fosfenitoin
- N03AB52:                    Fenitoin, kombinacije
- N03AB54:                    Mefenitoin, kombinacije
- N03AC:                    Derivati oksazolidina
- N03AC01:                    Parametadion
- N03AC02:                    Trimetadion
- N03AC03:                    Etandion
- N03AD:                    Derivati sukcinimida
- N03AD01:                    Etosuksimid
- N03AD02:                    Fensuksimid
- N03AD03:                    Mesuksimid
- N03AD51:                    Etosuksimid, kombinacije
- N03AE:                    Benzodiazepini
- N03AE01:                    Klonazepam
- N03AF:                    Derivati karboksamida
- N03AF01:                    Karbamazepin
- N03AF02:                    Okskarbazepin
- N03AF03:                    Rufinamid
- N03AF04:                    Eslikarbazepin
- N03AG:                    Derivati prostih maščobnih kislin
- N03AG01:                    Valprojska kislina
- N03AG02:                    Valpromid
- N03AG03:                    Aminomaslena kislina
- N03AG04:                    Vigabatrin
- N03AG05:                    Progabid
- N03AG06:                    Tiagabin
- N03AX:                    Drugi antiepileptiki
- N03AX03:                    Sultiam
- N03AX07:                    Fenacemid
- N03AX09:                    Lamotrigin
- N03AX10:                    Felbamat
- N03AX11:                    Topiramat
- N03AX12:                    Gabapentin
- N03AX13:                    Feneturid
- N03AX14:                    Levetiracetam
- N03AX15:                    Zonisamid
- N03AX16:                    Pregabalin
- N03AX17:                    Stiripentol
- N03AX18:                    Lakozamid
- N03AX19:                    Karisbamat
- N03AX21:                    Retigabin
- N03AX22:                    Perampanel
- N03AX30:                    Beklamid

### N04-Antiparkinsoniki

#### N04A-Antiholinergiki
- N04AA:                    Terciarni amini
- N04AA01:                    Triheksifenidil
- N04AA02:                    Biperiden
- N04AA03:                    Metiksen
- N04AA04:                    Prociklidin
- N04AA05:                    Profenamin
- N04AA08:                    Deksetimid
- N04AA09:                    Fenglutarimid
- N04AA10:                    Mazatikol
- N04AA11:                    Bornaprin
- N04AA12:                    Tropatepin
- N04AB:                    Etri, strukturno sorodni antihistaminikom
- N04AB01:                    Etanavtin
- N04AB02:                    Orfenadrinijev klorid
- N04AC:                    Tropinovi etri ali njegovi derivati
- N04AC01:                    Benzatropin
- N04AC30:                    Etibenzatropin

#### N04B-Dopaminergiki
- N04BA:                    Dopa in njeni derivati
- N04BA01:                    Levodopa
- N04BA02:                    Levodopa in zaviralec dekarboksilaze
- N04BA03:                    Levodopa, zaviralec dekarboksilaze in zaviralec comt
- N04BA04:                    Melevodopa
- N04BA05:                    Melevodopa in zaviralec dekarboksilaze
- N04BA06:                    Etilevodopa in zaviralec dekarboksilaze
- N04BB:                    Derivati adamantana
- N04BB01:                    Amantadin
- N04BC:                    Agonisti dopamina
- N04BC01:                    Bromokriptin
- N04BC02:                    Pergolid
- N04BC03:                    Dihidroergokriptinijev mezilat
- N04BC04:                    Ropinirol
- N04BC05:                    Pramipeksol
- N04BC06:                    Kabergolin
- N04BC07:                    Apomorfin
- N04BC08:                    Piribedil
- N04BC09:                    Rotigotin
- N04BD:                    Zaviralci monoaminooksidaz tipa b
- N04BD01:                    Selegilin
- N04BD02:                    Razagilin
- N04BX:                    Drugi dopaminergiki
- N04BX01:                    Tolkapon
- N04BX02:                    Entakapon
- N04BX03:                    Budipin

### N05-Psiholeptiki

#### N05A-Antipsihotiki
- N05AA:                    Fenotiazini z alifatsko stransko verigo
- N05AA01:                    Klorpromazin
- N05AA02:                    Levomepromazin
- N05AA03:                    Promazin
- N05AA04:                    Acepromazin
- N05AA05:                    Triflupromazin
- N05AA06:                    Ciamemazin
- N05AA07:                    Klorproetazin
- N05AB:                    Fenotiazini s piperazinovo strukturo
- N05AB01:                    Diksirazin
- N05AB02:                    Flufenazin
- N05AB03:                    Perfenazin
- N05AB04:                    Proklorperazin
- N05AB05:                    Tiopropazat
- N05AB06:                    Trifluoperazin
- N05AB07:                    Acetofenazin
- N05AB08:                    Tioproperazin
- N05AB09:                    Butaperazin
- N05AB10:                    Perazin
- N05AC:                    Fenotiazini s piperidinovo strukturo
- N05AC01:                    Periciazin
- N05AC02:                    Tioridazin
- N05AC03:                    Mezoridazin
- N05AC04:                    Pipotiazin
- N05AD:                    Derivati butirofenona
- N05AD01:                    Haloperidol
- N05AD02:                    Trifluperidol
- N05AD03:                    Melperon
- N05AD04:                    Moperon
- N05AD05:                    Pipamperon
- N05AD06:                    Bromperidol
- N05AD07:                    Benperidol
- N05AD08:                    Droperidol
- N05AD09:                    Fluanizon
- N05AE:                    Derivati indola
- N05AE01:                    Oksipertin
- N05AE02:                    Molindon
- N05AE03:                    Sertindol
- N05AE04:                    Ziprasidon
- N05AE05:                    Lurasidon
- N05AF:                    Derivati tioksantena
- N05AF01:                    Flupentiksol
- N05AF02:                    Klopentiksol
- N05AF03:                    Klorprotiksen
- N05AF04:                    Tiotiksen
- N05AF05:                    Zuklopentiksol
- N05AG:                    Derivati difenilbutilpiperidina
- N05AG01:                    Fluspirilen
- N05AG02:                    Pimozid
- N05AG03:                    Penfluridol
- N05AH:                    Diazepini, oksazepini, tiazepini in oksepini
- N05AH01:                    Loksapin
- N05AH02:                    Klozapin
- N05AH03:                    Olanzapin
- N05AH04:                    Kvetiapin
- N05AH05:                    Asenapin
- N05AH06:                    Klotiapin
- N05AL:                    Benzamidi
- N05AL01:                    Sulpirid
- N05AL02:                    Sultoprid
- N05AL03:                    Tiaprid
- N05AL04:                    Remoksiprid
- N05AL05:                    Amisulprid
- N05AL06:                    Veralaprid
- N05AL07:                    Levosulpirid
- N05AN:                    Litij
- N05AN01:                    Litij
- N05AX:                    Drugi antipsihotiki
- N05AX07:                    Protipendil
- N05AX08:                    Risperidon
- N05AX10:                    Mozapramin
- N05AX11:                    Zotepin
- N05AX12:                    Aripiprazol
- N05AX13:                    Paliperidon
- N05AX14:                    Iloperidone
- N05AX15:                    Kariprazin

#### N05B-Anksiolitiki
- N05BA:                    Benzodiazepini
- N05BA01:                    Diazepam
- N05BA02:                    Klordiazepoksid
- N05BA03:                    Medazepam
- N05BA04:                    Oksazepam
- N05BA05:                    Kalijev klorazepat
- N05BA06:                    Lorazepam
- N05BA07:                    Adinazolam
- N05BA08:                    Bromazepam
- N05BA09:                    Klobazam
- N05BA10:                    Ketazolam
- N05BA11:                    Prazepam
- N05BA12:                    Alprazolam
- N05BA13:                    Halazepam
- N05BA14:                    Pinazepam
- N05BA15:                    Kamazepam
- N05BA16:                    Nordazepam
- N05BA17:                    Fludiazepam
- N05BA18:                    Etilloflazepat
- N05BA19:                    Etizolam
- N05BA21:                    Klotiazepam
- N05BA22:                    Kloksazolam
- N05BA23:                    Tofizopam
- N05BA56:                    Lorazepam, kombinacije
- N05BB:                    Derivati difenilmetana
- N05BB01:                    Hidroksizin
- N05BB02:                    Kaptodiam
- N05BB51:                    Hidroksizin, kombinacije
- N05BC:                    Karbamati
- N05BC01:                    Meprobamat
- N05BC03:                    Emilkamat
- N05BC04:                    Mebutamat
- N05BC51:                    Meprobamat, kombinacije
- N05BD:                    Derivati dibenzobiciklooktadiena
- N05BD01:                    Benzoktamin
- N05BE:                    Derivati azaspirodekandiona
- N05BE01:                    Buspiron
- N05BX:                    Drugi anksiolitiki
- N05BX01:                    Mefenoksalon
- N05BX02:                    Gedokarnil
- N05BX03:                    Etifoksin
- N05BX04:                    Fabomotizol

#### N05C-Hipnotiki in sedativi
- N05CA:                    Barbiturati, enokomponentna zdravila
- N05CA01:                    Pentobarbital
- N05CA02:                    Amobarbital
- N05CA03:                    Butobarbital
- N05CA04:                    Barbital
- N05CA05:                    Aprobarbital
- N05CA06:                    Sekobarbital
- N05CA07:                    Talbutal
- N05CA08:                    Vinilbital
- N05CA09:                    Vinbarbital
- N05CA10:                    Ciklobarbital
- N05CA11:                    Heptabarbital
- N05CA12:                    Reposal
- N05CA15:                    Metoheksital
- N05CA16:                    Heksobarbital
- N05CA19:                    Tiopental
- N05CA20:                    Etalobarbital
- N05CA21:                    Alobarbital
- N05CA22:                    Proksibarbal
- N05CB:                    Barbiturati v kombinacijah
- N05CB01:                    Kombinacije barbituratov
- N05CB02:                    Barbiturati v kombinaciji z drugimi učinkovinami
- N05CC:                    Aldehidi in njihovi derivati
- N05CC01:                    Kloralhidrat
- N05CC02:                    Kloralodol
- N05CC03:                    Acetilglicinamid kloralhidrat
- N05CC04:                    Dikloralfenazon
- N05CC05:                    Paraldehid
- N05CD:                    Benzodiazepini
- N05CD01:                    Flurazepam
- N05CD02:                    Nitrazepam
- N05CD03:                    Flunitrazepam
- N05CD04:                    Estazolam
- N05CD05:                    Triazolam
- N05CD06:                    Lormetazepam
- N05CD07:                    Temazepam
- N05CD08:                    Midazolam
- N05CD09:                    Brotizolam
- N05CD10:                    Kvazepam
- N05CD11:                    Loprazolam
- N05CD12:                    Doksefazepam
- N05CD13:                    Cinolazepam
- N05CE:                    Derivati piperidindiona
- N05CE01:                    Glutetimid
- N05CE02:                    Metiprilon
- N05CE03:                    Piritildion
- N05CF:                    Benzodiazepinom sorodna zdravila
- N05CF01:                    Zopiklon
- N05CF02:                    Zolpidem
- N05CF03:                    Zaleplon
- N05CF04:                    Eszopiklon
- N05CH:                    Agonisti melatoninskih receptorjev
- N05CH01:                    Melatonin
- N05CH02:                    Ramelteon
- N05CM:                    Drugi hipnotiki in sedativi
- N05CM01:                    Metakvalon
- N05CM02:                    Klometiazol
- N05CM03:                    Bromizoval
- N05CM04:                    Karbromal
- N05CM05:                    Skopolamin
- N05CM06:                    Propiomazin
- N05CM07:                    Triklofos
- N05CM08:                    Etklorvinol
- N05CM09:                    Korenina zdravilne špajke
- N05CM10:                    Heksapropimat
- N05CM11:                    Bromidi
- N05CM12:                    Apronal
- N05CM13:                    Valnoktamid
- N05CM15:                    Metilpentinol
- N05CM16:                    Niaprazin
- N05CM18:                    Deksmedetomidin
- N05CX:                    Kombinacije hipnotikov in sedativov brez barbituratov
- N05CX01:                    Meprobamat, kombinacije
- N05CX02:                    Metakvalon, kombinacije
- N05CX03:                    Metilpentinol, kombinacije
- N05CX04:                    Klometiazol, kombinacije
- N05CX05:                    Emepronium, kombinacije
- N05CX06:                    Dipiperonilaminoetanol, kombinacije

### N06-Psihoanaleptiki

#### N06A-Antidepresivi
- N06AA:                    Neselektivni zaviralci privzema monoaminov
- N06AA01:                    Dezipramin
- N06AA02:                    Imipramin
- N06AA03:                    Imipraminoksid
- N06AA04:                    Klomipramin
- N06AA05:                    Opipramol
- N06AA06:                    Trimipramin
- N06AA07:                    Lofepramin
- N06AA08:                    Dibenzepin
- N06AA09:                    Amitriptilin
- N06AA10:                    Nortriptilin
- N06AA11:                    Protriptilin
- N06AA12:                    Doksepin
- N06AA13:                    Iprindol
- N06AA14:                    Melitracen
- N06AA15:                    Butriptilin
- N06AA16:                    Dosulepin
- N06AA17:                    Amoksapin
- N06AA18:                    Dimetakrin
- N06AA19:                    Amineptin
- N06AA21:                    Maprotilin
- N06AA23:                    Kinupramin
- N06AB:                    Selektivni zaviralci privzema serotonina
- N06AB02:                    Zimeldin
- N06AB03:                    Fluoksetin
- N06AB04:                    Citalopram
- N06AB05:                    Paroksetin
- N06AB06:                    Sertralin
- N06AB07:                    Alaproklat
- N06AB08:                    Fluvoksamin
- N06AB09:                    Etoperidon
- N06AB10:                    Escitalopram
- N06AF:                    Neselektivni zaviralci monoaminooksidaz
- N06AF01:                    Izokarboksazid
- N06AF02:                    Nialamid
- N06AF03:                    Fenelzin
- N06AF04:                    Tranilcipromin
- N06AF05:                    Iproniazid
- N06AF06:                    Iproklozid
- N06AG:                    Zaviralci monoaminooksidaz a
- N06AG02:                    Moklobemid
- N06AG03:                    Toloksaton
- N06AX:                    Drugi antidepresivi
- N06AX01:                    Oksitriptan
- N06AX02:                    Triptofan
- N06AX03:                    Mianserin
- N06AX04:                    Nomifenzin
- N06AX05:                    Trazodon
- N06AX06:                    Nefazodon
- N06AX07:                    Minaprin
- N06AX08:                    Bifemelan
- N06AX09:                    Viloksazin
- N06AX10:                    Oksaflozan
- N06AX11:                    Mirtazapin
- N06AX12:                    Bupropion
- N06AX13:                    Medifoksamin
- N06AX14:                    Tianeptin
- N06AX15:                    Pivagabin
- N06AX16:                    Venlafaksin
- N06AX17:                    Milnacipran
- N06AX18:                    Reboksetin
- N06AX19:                    Gepiron
- N06AX21:                    Duloksetin
- N06AX22:                    Agomelatin
- N06AX23:                    Desvenlafaksin
- N06AX24:                    Vilazodon
- N06AX25:                    Zel šentjanževke
- N06AX26:                    Vortioksetin

#### N06B-Psihostimulansi, učinkovine za zdravljenje hiperkinezije in učinkovine za obnavljanje celic cžs
- N06BA:                    Simpatikomimetiki s centralnim delovanjem
- N06BA01:                    Amfetamin
- N06BA02:                    Deksamfetamin
- N06BA03:                    Metamfetamin
- N06BA04:                    Metilfenidat
- N06BA05:                    Pemolin
- N06BA06:                    Fenkamfamin
- N06BA07:                    Modafinil
- N06BA08:                    Fenozolon
- N06BA09:                    Atomoksetin
- N06BA10:                    Fenetilin
- N06BA11:                    Deksmetilfenidat
- N06BA12:                    Lisdeksamfetamin
- N06BC:                    Derivati ksantina
- N06BC01:                    Kofein
- N06BC02:                    Propentofilin
- N06BX:                    Drugi psihostimulansi in učinkovine za obnavljanje celic cžs
- N06BX01:                    Meklofenoksat
- N06BX02:                    Piritinol
- N06BX03:                    Piracetam
- N06BX04:                    Deanol
- N06BX05:                    Fipeksid
- N06BX06:                    Citikolin
- N06BX07:                    Oksiracetam
- N06BX08:                    Pirisudanol
- N06BX09:                    Linopirdin
- N06BX10:                    Nizofenon
- N06BX11:                    Aniracetam
- N06BX12:                    Acetilkarnitin
- N06BX13:                    Idebenon
- N06BX14:                    Prolintan
- N06BX15:                    Pipradrol
- N06BX16:                    Pramiracetam
- N06BX17:                    Adrafinil
- N06BX18:                    Vinpocetin
- N06BX21:                    Mebikar
- N06BX22:                    Fenibut

#### N06C-Kombinacije psiholeptikov in psihoanaleptikov
- N06CA:                    Antidepresivi v kombinaciji s psiholeptiki
- N06CA01:                    Amitriptilin in psiholeptiki
- N06CA02:                    Melitracen in psiholeptiki
- N06CA03:                    Fluoksetin in psiholeptiki
- N06CB:                    Psihostimulansi v kombinaciji s psiholeptiki

#### N06D-Zdravila za zdravljenje demence
- N06DA:                    Antiholinesteraze
- N06DA01:                    Takrin
- N06DA02:                    Donepezil
- N06DA03:                    Rivastigmin
- N06DA04:                    Galantamin
- N06DA05:                    Ipidakrin
- N06DA52:                    Donepezil in memantin
- N06DA53:                    Donepezil, memantin in list ginka
- N06DX:                    Druga zdravila za zdravljenje demence
- N06DX01:                    Memantin
- N06DX02:                    List ginka
- N06DX30:                    Kombinacije

### N07-Druga zdravila z delovanjem na živčevje

#### N07A-Parasimpatikomimetiki
- N07AA:                    Antiholinesteraze
- N07AA01:                    Neostigmin
- N07AA02:                    Piridostigmin
- N07AA03:                    Distigmin
- N07AA30:                    Ambenonium
- N07AA51:                    Neostigmin, kombinacije
- N07AB:                    Estri holina
- N07AB01:                    Karbahol
- N07AB02:                    Betanehol
- N07AX:                    Drugi parasimpatikomimetiki
- N07AX01:                    Pilokarpin
- N07AX02:                    Holinalfoskerat
- N07AX03:                    Cevimelin

#### N07B-Zdravila za zdravljenje zasvojenosti
- N07BA:                    Zdravila za zdravljenje zasvojenosti z nikotinom
- N07BA01:                    Nikotin
- N07BA03:                    Vareniklin
- N07BB:                    Zdravila za zdravljenje zasvojenosti z alkoholom
- N07BB01:                    Disulfiram
- N07BB02:                    Kalcijev karbimid
- N07BB03:                    Akamprosat
- N07BB04:                    Naltrekson
- N07BB05:                    Nalmefen
- N07BC:                    Zdravila za zdravljenje zasvojenosti z opioidi
- N07BC01:                    Buprenorfin
- N07BC02:                    Metadon
- N07BC03:                    Levacetilmetadol
- N07BC04:                    Lofeksidin
- N07BC05:                    Levometadon
- N07BC06:                    Diamorfin
- N07BC51:                    Buprenorfin, kombinacije

#### N07C-Zdravila proti vrtoglavici
- N07CA:                    Zdravila proti vrtoglavici
- N07CA01:                    Betahistin
- N07CA02:                    Cinarizin
- N07CA03:                    Flunarizin
- N07CA04:                    Acetillevcin
- N07CA52:                    Cinarizin, kombinacije

#### N07X-Druga zdravila z delovanjem na živčevje
- N07XA:                    Gangliozidi in derivati
- N07XX:                    Druga zdravila z delovanjem na živčevje
- N07XX01:                    Tirilazad
- N07XX02:                    Riluzol
- N07XX03:                    Ksaliproden
- N07XX04:                    Natrijev oksibat
- N07XX05:                    Amifampridin
- N07XX06:                    Tetrabenazin
- N07XX07:                    Fampridin
- N07XX08:                    Tafamidis
- N07XX09:                    Dimetilfumarat
- N07XX10:                    Lakinimod
- N07XX59:                    Dekstrometorfan, kombinacije

### P01-Antiprotozoiki

#### P01A-Zdravila za zdravljenje ameboz in drugih protozojskih bolezni
- P01AA:                    Derivati hidroksikinolina
- P01AA01:                    Broksikinolin
- P01AA02:                    Kliokinol
- P01AA04:                    Klorkinaldol
- P01AA05:                    Tilbrokinol
- P01AA52:                    Kliokinol, kombinacije
- P01AB:                    Derivati nitroimidazola
- P01AB01:                    Metronidazol
- P01AB02:                    Tinidazol
- P01AB03:                    Ornidazol
- P01AB04:                    Azanidazol
- P01AB05:                    Propenidazol
- P01AB06:                    Nimorazol
- P01AB07:                    Seknidazol
- P01AB51:                    Metronidazol, kombinacije
- P01AC:                    Derivati dikloroacetamida
- P01AC01:                    Diloksanid
- P01AC02:                    Klefamid
- P01AC03:                    Etofamid
- P01AC04:                    Teklozan
- P01AR:                    Arzenove spojine
- P01AR01:                    Arstinol
- P01AR02:                    Difetarzon
- P01AR03:                    Glikobiarzol
- P01AR53:                    Glikobiarzol, kombinacije
- P01AX:                    Druga zdravila za zdravljenje ameboz in drugih protozojskih bolezni
- P01AX01:                    Kiniofon
- P01AX02:                    Emetin
- P01AX04:                    Fankinon
- P01AX05:                    Mepakrin
- P01AX06:                    Atovakon
- P01AX07:                    Trimetreksat
- P01AX08:                    Tenonitrozol
- P01AX09:                    Dihidroemetin
- P01AX10:                    Fumagilin
- P01AX11:                    Nitazoksanid
- P01AX52:                    Emetin, kombinacije

#### P01B-Antimalariki
- P01BA:                    Aminokinolini
- P01BA01:                    Klorokin
- P01BA02:                    Hidroksiklorokin
- P01BA03:                    Primakin
- P01BA06:                    Amodiakin
- P01BB:                    Bigvanidi
- P01BB01:                    Progvanil
- P01BB02:                    Ciklogvanilijev embonat
- P01BB51:                    Progvanil, kombinacije
- P01BC:                    Metanolkinolini
- P01BC01:                    Kinin
- P01BC02:                    Meflokin
- P01BD:                    Diaminopirimidini
- P01BD01:                    Pirimetamin
- P01BD51:                    Pirimetamin, kombinacije
- P01BE:                    Artemizinin in derivati, enokomponentna zdravila
- P01BE01:                    Artemizinin
- P01BE02:                    Artemeter
- P01BE03:                    Artezunat
- P01BE04:                    Artemotil
- P01BE05:                    Artenimol
- P01BF:                    Artemizinin in derivati, kombinacije
- P01BF01:                    Artemeter in lumefantrin
- P01BF02:                    Artesunat in meflokin
- P01BF03:                    Artesunat in amodiakin
- P01BF04:                    Artesunat, sulfametopirazin in pirimetamin
- P01BF05:                    Artenimol in piperakin
- P01BF06:                    Artesunat in pironaridin
- P01BX:                    Drugi antimalariki
- P01BX01:                    Halofantrin

#### P01C-Zdravila za zdravljenje leishmanioze in tripanosomoze
- P01CA:                    Derivati nitroimidazola
- P01CA02:                    Benznidazol
- P01CB:                    Antimonove spojine
- P01CB01:                    Megluminijev antimonat
- P01CB02:                    Natrijev stiboglukonat
- P01CC:                    Derivati nitrofurana
- P01CC01:                    Nifurtimoks
- P01CC02:                    Nitrofural
- P01CD:                    Arzenove spojine
- P01CD01:                    Melarzoprol
- P01CD02:                    Acetarzol
- P01CX:                    Druga zdravila za zdravljenje leishmanioze in tripanosomoze
- P01CX01:                    Pentamidinijev izetionat
- P01CX02:                    Natrijev suraminat
- P01CX03:                    Eflornitin

### P02-Antihelmintiki

#### P02B-Zdravila proti boleznim, ki jih povzročajo trematodi (sesači)
- P02BA:                    Derivati kinolina in sorodne spojine
- P02BA01:                    Prazikvantel
- P02BA02:                    Oksamnikin
- P02BB:                    Organofosfati
- P02BB01:                    Metrifonat
- P02BX:                    Druga zdravila za bolezni, ki jih povzročajo trematodi (sesači)
- P02BX01:                    Bitionol
- P02BX02:                    Niridazol
- P02BX03:                    Stibofen
- P02BX04:                    Triklabendazol

#### P02C-Zdravila proti boleznim, ki jih povzročajo nematodi (nitasti črvi)
- P02CA:                    Derivati benzimidazola
- P02CA01:                    Mebendazol
- P02CA02:                    Tiabendazol
- P02CA03:                    Albendazol
- P02CA04:                    Ciklobendazol
- P02CA05:                    Flubendazol
- P02CA06:                    Fenbendazol
- P02CA51:                    Mebendazol, kombinacije
- P02CB:                    Piperazin in derivati
- P02CB01:                    Piperazin
- P02CB02:                    Dietilkarbamazin
- P02CC:                    Derivati tetrahidropirimidina
- P02CC01:                    Pirantel
- P02CC02:                    Oksantel
- P02CE:                    Derivati imidazotiazola
- P02CE01:                    Levamizol
- P02CF:                    Avermektini
- P02CF01:                    Ivermektin
- P02CX:                    Druge učinkovine proti boleznim, ki jih povzročajo nematodi (nitasti črvi)
- P02CX01:                    Pirvinium
- P02CX02:                    Befenium

#### P02D-Zdravila za zdravljenje trakuljavosti
- P02DA:                    Derivati salicilne kisline
- P02DA01:                    Niklozamid
- P02DX:                    Druga zdravila za zdravljenje trakuljavosti
- P02DX01:                    Dezaspidin
- P02DX02:                    Diklorofen

### P03-Zdravila proti parazitom zunanjih površin in proti garjam, insekticidi in repelenti

#### P03A-Zdravila proti parazitom zunanjih površin in proti garjam
- P03AA:                    Zdravila z vsebnostjo žvepla
- P03AA01:                    Diksantogen
- P03AA02:                    Kalijev polisulfid
- P03AA03:                    Mesulfen
- P03AA04:                    Disulfiram
- P03AA05:                    Tiram
- P03AA54:                    Disulfiram, kombinacije
- P03AB:                    Zdravila z vsebnostjo klora
- P03AB01:                    Klofenotan
- P03AB02:                    Lindan
- P03AB51:                    Klofenotan, kombinacije
- P03AC:                    Piretrini in sintezne spojine
- P03AC01:                    Piretrij
- P03AC02:                    Bioaletrin
- P03AC03:                    Fenotrin
- P03AC04:                    Permetrin
- P03AC51:                    Piretrij, kombinacije
- P03AC52:                    Bioaletrin, kombinacije
- P03AC53:                    Fenotrin, kombinacije
- P03AC54:                    Permetrin, kombinacije
- P03AX:                    Druga zdravila proti parazitom zunanjih površin in proti garjam
- P03AX01:                    Benzilbenzoat
- P03AX02:                    Bakrov(ii) oleinat
- P03AX03:                    Malation
- P03AX04:                    Kvasija
- P03AX05:                    Dimetikon

#### P03B-Insekticidi in repelenti
- P03BA:                    Piretrini
- P03BA01:                    Ciflutrin
- P03BA02:                    Cipermetrin
- P03BA03:                    Dekametrin
- P03BA04:                    Tetrametrin
- P03BX:                    Drugi insekticidi in repelenti
- P03BX01:                    Dietiltoluamid
- P03BX02:                    Dimetilftalat
- P03BX03:                    Dibutilftalat
- P03BX04:                    Dibutilsukcinat
- P03BX05:                    Dimetilkarbat
- P03BX06:                    Etoheksadiol

### R01-Zdravila za bolezni nosne sluznice

#### R01A-Dekongestivi in druga zdravila za lokalno zdravljenje nosne sluznice
- R01AA:                    Simpatikomimetiki, enokomponentna zdravila
- R01AA02:                    Ciklopentamin
- R01AA03:                    Efedrin
- R01AA04:                    Fenilefrin
- R01AA05:                    Oksimetazolin
- R01AA06:                    Tetrizolin
- R01AA07:                    Ksilometazolin
- R01AA08:                    Nafazolin
- R01AA09:                    Tramazolin
- R01AA10:                    Metizolin
- R01AA11:                    Tuaminoheptan
- R01AA12:                    Fenoksazolin
- R01AA13:                    Timazolin
- R01AA14:                    Adrenalin
- R01AA15:                    Indanazolin
- R01AB:                    Simpatikomimetiki, kombinacije brez kortikosteroidov
- R01AB01:                    Fenilefrin
- R01AB02:                    Nafazolin
- R01AB03:                    Tetrizolin
- R01AB05:                    Efedrin
- R01AB06:                    Ksilometazolin
- R01AB07:                    Oksimetazolin
- R01AB08:                    Tuaminoheptan
- R01AC:                    Zdravila s protialergijskim delovanjem brez kortikosteroidov
- R01AC01:                    Kromoglicinska kislina
- R01AC02:                    Levokabastin
- R01AC03:                    Azelastin
- R01AC04:                    Antazolin
- R01AC05:                    Spagluminska kislina
- R01AC06:                    Tonzilamin
- R01AC07:                    Nedokromil
- R01AC08:                    Olopatadin
- R01AC51:                    Kromoglicinska kislina, kombinacije
- R01AD:                    Kortikosteroidi
- R01AD01:                    Beklometazon
- R01AD02:                    Prednizolon
- R01AD03:                    Deksametazon
- R01AD04:                    Flunisolid
- R01AD05:                    Budezonid
- R01AD06:                    Betametazon
- R01AD07:                    Tiksokortol
- R01AD08:                    Flutikazon
- R01AD09:                    Mometazon
- R01AD11:                    Triamcinolon
- R01AD12:                    Flutikazonfuroat
- R01AD13:                    Ciklezonid
- R01AD52:                    Prednizolon, kombinacije
- R01AD53:                    Deksametazon, kombinacije
- R01AD57:                    Tiksokortol, kombinacije
- R01AD58:                    Flutikazon, kombinacije
- R01AD60:                    Hidrokortizon, kombinacije
- R01AX:                    Druga zdravila za bolezni nosne sluznice
- R01AX01:                    Kalcijev metenamonijev tiocianat
- R01AX02:                    Retinol (vitamin a)
- R01AX03:                    Ipratropijev bromid
- R01AX05:                    Ritiometan
- R01AX06:                    Mupirocin
- R01AX07:                    Heksamidin
- R01AX08:                    Framicetin
- R01AX09:                    Hialuronska kislina
- R01AX10:                    Razne učinkovine
- R01AX30:                    Kombinacije

#### R01B-Nazalni dekongestivi za sistemsko zdravljenje
- R01BA:                    Simpatikomimetiki
- R01BA01:                    Fenilpropanolamin
- R01BA02:                    Psevdoefedrin
- R01BA03:                    Fenilefrin
- R01BA51:                    Fenilpropanolamin, kombinacije
- R01BA52:                    Psevdoefedrin, kombinacije
- R01BA53:                    Fenilefrin, kombinacije

### R02-Zdravila z učinkom na žrelo

#### R02A-Zdravila z učinkom na žrelo
- R02AA:                    Antiseptiki
- R02AA01:                    Ambazon
- R02AA02:                    Dekvalinium
- R02AA03:                    Diklorobenzilalkohol
- R02AA05:                    Klorheksidin
- R02AA06:                    Cetilpiridinium
- R02AA09:                    Benzetonium
- R02AA10:                    Miristil-benzalkonium
- R02AA11:                    Klorkinaldol
- R02AA12:                    Heksilresorcinol
- R02AA13:                    Akriflavinijev klorid
- R02AA14:                    Oksikinolin
- R02AA15:                    Povidon-jod
- R02AA16:                    Benzalkonium
- R02AA17:                    Cetrimonium
- R02AA18:                    Heksamidin
- R02AA19:                    Fenol
- R02AA20:                    Razne učinkovine
- R02AB:                    Antibiotiki
- R02AB01:                    Neomicin
- R02AB02:                    Tirotricin
- R02AB03:                    Fuzafungin
- R02AB04:                    Bacitracin
- R02AB30:                    Gramicidin
- R02AD:                    Lokalni anestetiki
- R02AD01:                    Benzokain
- R02AD02:                    Lidokain
- R02AD03:                    Kokain
- R02AD04:                    Diklonin
- R02AX:                    Druga zdravila z učinkom na žrelo
- R02AX01:                    Flurbiprofen

### R03-Zdravila za obstruktivne pljučne bolezni

#### R03A-Inhalacijski adrenergiki
- R03AA:                    Agonisti adrenergičnih receptorjev alfa in beta
- R03AA01:                    Adrenalin
- R03AB:                    Neselektivni agonisti adrenergičnih receptorjev beta
- R03AB02:                    Izoprenalin
- R03AB03:                    Orciprenalin
- R03AC:                    Bronhoselektivni agonisti adrenergičnih receptorjev beta-2
- R03AC02:                    Salbutamol
- R03AC03:                    Terbutalin
- R03AC04:                    Fenoterol
- R03AC05:                    Rimiterol
- R03AC06:                    Heksoprenalin
- R03AC07:                    Izoetarin
- R03AC08:                    Pirbuterol
- R03AC09:                    Tretokinol
- R03AC10:                    Karbuterol
- R03AC11:                    Tulobuterol
- R03AC12:                    Salmeterol
- R03AC13:                    Formoterol
- R03AC14:                    Klenbuterol
- R03AC15:                    Reproterol
- R03AC16:                    Prokaterol
- R03AC17:                    Bitolterol
- R03AC18:                    Indakaterol
- R03AC19:                    Olodaterol
- R03AH:                    Kombinacije adrenergikov
- R03AK:                    Adrenergiki v kombinaciji s kortikosteroidi ali drugimi učinkovinami razen antiholinergikov
- R03AK01:                    Adrenalin in druge učinkovine za obstruktivne pljučne bolezni
- R03AK02:                    Izoprenalin in druge učinkovine za obstruktivne pljučne bolezni
- R03AK04:                    Salbutamol in natrijev kromoglikat
- R03AK05:                    Reproterol in natrijev kromoglikat
- R03AK06:                    Salmeterol in flutikazon
- R03AK07:                    Formoterol in budezonid
- R03AK08:                    Formoterol in beklometazon
- R03AK09:                    Formoterol in mometazon
- R03AK10:                    Vilanterol in flutikazonfuroat
- R03AK11:                    Formoterol in flutikazon
- R03AL:                    Adrenergiki v kombinaciji z antiholinergiki
- R03AL01:                    Fenoterol in ipratropijev bromid
- R03AL02:                    Salbutamol in ipratropijev bromid
- R03AL03:                    Vilanterol in umeklidinijev bromid
- R03AL04:                    Indakaterol in glikopironijev bromid
- R03AL05:                    Formoterol in aklidinijev bromid

#### R03B-Druga zdravila za obstruktivne pljučne bolezni, za inhaliranje
- R03BA:                    Glukokortikoidi
- R03BA01:                    Beklometazon
- R03BA02:                    Budezonid
- R03BA03:                    Flunisolid
- R03BA04:                    Betametazon
- R03BA05:                    Flutikazon
- R03BA06:                    Triamcinolon
- R03BA07:                    Mometazon
- R03BA08:                    Ciklezonid
- R03BA09:                    Flutikazonfuroat
- R03BB:                    Antiholinergiki
- R03BB01:                    Ipratropijev bromid
- R03BB02:                    Oksitropijev bromid
- R03BB03:                    Pripravki iz navadnega kristavca
- R03BB04:                    Tiotropijev bromid
- R03BB05:                    Aklidinijev bromid
- R03BB06:                    Glikopironijev bromid
- R03BB07:                    Umeklidinijev bromid
- R03BB54:                    Tiotropijev bromid, kombinacije
- R03BC:                    Zdravila s protialergijskim delovanjem brez kortikosteroidov
- R03BC01:                    Kromoglicinska kislina
- R03BC03:                    Nedokromil
- R03BX:                    Druga zdravila za obstruktivne pljučne bolezni, za inhaliranje
- R03BX01:                    Fenspirid

#### R03C-Adrenergiki za sistemsko zdravljenje
- R03CA:                    Agonisti adrenergičnih receptorjev alfa in beta
- R03CA02:                    Efedrin
- R03CB:                    Neselektivni agonisti adrenergičnih receptorjev beta
- R03CB01:                    Izoprenalin
- R03CB02:                    Metoksifenamin
- R03CB03:                    Orciprenalin
- R03CB51:                    Izoprenalin, kombinacije
- R03CB53:                    Orciprenalin, kombinacije
- R03CC:                    Bronhoselektivni agonisti adrenergičnih receptorjev beta-2
- R03CC02:                    Salbutamol
- R03CC03:                    Terbutalin
- R03CC04:                    Fenoterol
- R03CC05:                    Heksoprenalin
- R03CC06:                    Izoetarin
- R03CC07:                    Pirbuterol
- R03CC08:                    Prokaterol
- R03CC09:                    Tretokinol
- R03CC10:                    Karbuterol
- R03CC11:                    Tulobuterol
- R03CC12:                    Bambuterol
- R03CC13:                    Klenbuterol
- R03CC14:                    Reproterol
- R03CC53:                    Terbutalin, kombinacije
- R03CK:                    Adrenergiki in druge učinkovine za obstruktivne pljučne bolezni

#### R03D-Druga sistemska zdravila za obstruktivne pljučne bolezni
- R03DA:                    Ksantini
- R03DA01:                    Diprofilin
- R03DA02:                    Holinijev teofilinat
- R03DA03:                    Proksifilin
- R03DA04:                    Teofilin
- R03DA05:                    Aminofilin
- R03DA06:                    Etamifilin
- R03DA07:                    Teobromin
- R03DA08:                    Bamifilin
- R03DA09:                    Piperazinijev acefilinat
- R03DA10:                    Bufilin
- R03DA11:                    Doksofilin
- R03DA20:                    Kombinacije ksantinov
- R03DA51:                    Diprofilin, kombinacije
- R03DA54:                    Teofilin, kombinacije brez psiholeptikov
- R03DA55:                    Aminofilin, kombinacije
- R03DA57:                    Teobromin, kombinacije
- R03DA74:                    Teofilin, kombinacije s psiholeptiki
- R03DB:                    Ksantini in adrenergiki
- R03DB01:                    Diprofilin in adrenergiki
- R03DB02:                    Holinijev teofilinat in adrenergiki
- R03DB03:                    Proksifilin in adrenergiki
- R03DB04:                    Teofilin in adrenergiki
- R03DB05:                    Aminofilin in adrenergiki
- R03DB06:                    Etamifilin in adrenergiki
- R03DC:                    Antagonisti levkotrienskih receptorjev
- R03DC01:                    Zafirlukast
- R03DC02:                    Pranlukast
- R03DC03:                    Montelukast
- R03DC04:                    Ibudilast
- R03DC53:                    Montelukast, kombinacije
- R03DX:                    Druga sistemska zdravila za obstruktivne pljučne bolezni
- R03DX01:                    Amleksanoks
- R03DX02:                    Eprozinol
- R03DX03:                    Fenspirid
- R03DX05:                    Omalizumab
- R03DX06:                    Seratrodast
- R03DX07:                    Roflumilast

### R05-Zdravila za zdravljenje kašlja in prehlada

#### R05C-Ekspektoransi, kombinacije brez antitusikov
- R05CA:                    Ekspektoransi
- R05CA01:                    Tiloksapol
- R05CA02:                    Kalijev jodid
- R05CA03:                    Gvaifenezin
- R05CA04:                    Korenina ipekakuanje
- R05CA05:                    Korenina navadnega sleza
- R05CA06:                    Korenina grebenuše
- R05CA07:                    Antimonov pentasulfid
- R05CA08:                    Kreozot
- R05CA09:                    Gvaiakolsulfonat
- R05CA10:                    Kombinacije
- R05CA11:                    Levoverbenon
- R05CA12:                    List navadnega bršljana
- R05CA13:                    Cineol
- R05CB:                    Mukolitiki
- R05CB01:                    Acetilcistein
- R05CB02:                    Bromheksin
- R05CB03:                    Karbocistein
- R05CB04:                    Eprazinon
- R05CB05:                    Mesna
- R05CB06:                    Ambroksol
- R05CB07:                    Sobrerol
- R05CB08:                    Domiodol
- R05CB09:                    Letostein
- R05CB10:                    Kombinacije
- R05CB11:                    Stepronin
- R05CB12:                    Tiopronin
- R05CB13:                    Dornaza alfa (dezoksiribonukleaza)
- R05CB14:                    Nelteneksin
- R05CB15:                    Erdostein
- R05CB16:                    Manitol

#### R05D-Antitusiki, kombinacije brez ekspektoransov
- R05DA:                    Opijevi alkaloidi in njihovi derivati
- R05DA01:                    Etilmorfin
- R05DA03:                    Hidrokodon
- R05DA04:                    Kodein
- R05DA05:                    Opijevi alkaloidi z morfinom
- R05DA06:                    Normetadon
- R05DA07:                    Noskapin
- R05DA08:                    Folkodin
- R05DA09:                    Dekstrometorfan
- R05DA10:                    Tebakon
- R05DA11:                    Dimemorfan
- R05DA12:                    Acetildihidrokodein
- R05DA20:                    Kombinacije
- R05DB:                    Drugi antitusiki
- R05DB01:                    Benzonatat
- R05DB02:                    Benproperin
- R05DB03:                    Klobutinol
- R05DB04:                    Izoaminil
- R05DB05:                    Pentoksiverin
- R05DB07:                    Oksolamin
- R05DB09:                    Okseladin
- R05DB10:                    Klofedanol
- R05DB11:                    Pipazetat
- R05DB12:                    Bibenzonijev bromid
- R05DB13:                    Butamirat
- R05DB14:                    Fedrilat
- R05DB15:                    Zipeprol
- R05DB16:                    Dibunat
- R05DB17:                    Droksipropin
- R05DB18:                    Prenoksdiazin
- R05DB19:                    Dropropizin
- R05DB20:                    Kombinacije
- R05DB21:                    Kloperastin
- R05DB22:                    Meprotiksol
- R05DB23:                    Piperidion
- R05DB24:                    Tipepidin
- R05DB25:                    Morklofon
- R05DB26:                    Nepinalon
- R05DB27:                    Levodropropizin
- R05DB28:                    Dimetoksanat

#### R05F-Antitusiki v kombinaciji z ekspektoransi
- R05FA:                    Opijevi derivati in ekspektoransi
- R05FA01:                    Opijevi derivati in mukolitiki
- R05FA02:                    Opijevi derivati in ekspektoransi
- R05FB:                    Drugi antitusiki in ekspektoransi
- R05FB01:                    Antitusiki in mukolitiki
- R05FB02:                    Antitusiki in ekspektoransi

### R06-Antihistaminiki za sistemsko zdravljenje

#### R06A-Antihistaminiki za sistemsko zdravljenje
- R06AA:                    Aminoalkiletri
- R06AA01:                    Bromazin
- R06AA02:                    Difenhidramin
- R06AA04:                    Klemastin
- R06AA06:                    Klorfenoksamin
- R06AA07:                    Difenilpiralin
- R06AA08:                    Karbinoksamin
- R06AA09:                    Doksilamin
- R06AA10:                    Trimetobenzamid
- R06AA52:                    Difenhidramin, kombinacije
- R06AA54:                    Klemastin, kombinacije
- R06AA56:                    Klorfenoksamin, kombinacije
- R06AA57:                    Difenilpiralin, kombinacije
- R06AA59:                    Doksilamin, kombinacije
- R06AB:                    Substituirani alkilamini
- R06AB01:                    Bromfeniramin
- R06AB02:                    Deksklorfeniramin
- R06AB03:                    Dimetinden
- R06AB04:                    Klorfenamin
- R06AB05:                    Feniramin
- R06AB06:                    Deksbromfeniramin
- R06AB07:                    Talastin
- R06AB51:                    Bromfeniramin, kombinacije
- R06AB52:                    Deksklorfeniramin, kombinacije
- R06AB54:                    Klorfenamin, kombinacije
- R06AB56:                    Deksbromfeniramin, kombinacije
- R06AC:                    Substituirani etilendiamini
- R06AC01:                    Mepiramin
- R06AC02:                    Histapirodin
- R06AC03:                    Kloropiramin
- R06AC04:                    Tripelenamin
- R06AC05:                    Metapirilen
- R06AC06:                    Tonzilamin
- R06AC52:                    Histapirodin, kombinacije
- R06AC53:                    Kloropiramin, kombinacije
- R06AD:                    Derivati fenotiazina
- R06AD01:                    Alimemazin
- R06AD02:                    Prometazin
- R06AD03:                    Tietilperazin
- R06AD04:                    Metdilazin
- R06AD05:                    Hidroksietilprometazin
- R06AD06:                    Tiazinam
- R06AD07:                    Mekitazin
- R06AD08:                    Oksomemazin
- R06AD09:                    Izotipendil
- R06AD52:                    Prometazin, kombinacije
- R06AD55:                    Hidroksietilprometazin, kombinacije
- R06AE:                    Derivati piperazina
- R06AE01:                    Buklizin
- R06AE03:                    Ciklizin
- R06AE04:                    Klorciklizin
- R06AE05:                    Meklozin
- R06AE06:                    Oksatomid
- R06AE07:                    Cetirizin
- R06AE09:                    Levocetirizin
- R06AE51:                    Buklizin, kombinacije
- R06AE53:                    Ciklizin, kombinacije
- R06AE55:                    Meklozin, kombinacije
- R06AK:                    Kombinacije antihistaminikov
- R06AX:                    Drugi antihistaminiki za sistemsko zdravljenje
- R06AX01:                    Bamipin
- R06AX02:                    Ciproheptadin
- R06AX03:                    Tenalidin
- R06AX04:                    Fenindamin
- R06AX05:                    Antazolin
- R06AX07:                    Triprolidin
- R06AX08:                    Pirobutamin
- R06AX09:                    Azatadin
- R06AX11:                    Astemizol
- R06AX12:                    Terfenadin
- R06AX13:                    Loratadin
- R06AX15:                    Mebhidrolin
- R06AX16:                    Deptropin
- R06AX17:                    Ketotifen
- R06AX18:                    Akrivastin
- R06AX19:                    Azelastin
- R06AX21:                    Tritokvalin
- R06AX22:                    Ebastin
- R06AX23:                    Pimetiksen
- R06AX24:                    Epinastin
- R06AX25:                    Mizolastin
- R06AX26:                    Feksofenadin
- R06AX27:                    Desloratadin
- R06AX28:                    Rupatadin
- R06AX29:                    Bilastin
- R06AX31:                    Kifenadin
- R06AX32:                    Sekifenadin
- R06AX53:                    Tenalidin, kombinacije
- R06AX58:                    Pirobutamin, kombinacije

### R07-Druga zdravila za bolezni dihal

#### R07A-Druga zdravila za bolezni dihal
- R07AA:                    Površinsko aktivne snovi v pljučnih mešičkih (surfaktanti)
- R07AA01:                    Kolfoscerilpalmitat
- R07AA02:                    Naravni fosfolipidi
- R07AA30:                    Kombinacije
- R07AB:                    Spodbujevalci dihanja
- R07AB01:                    Doksapram
- R07AB02:                    Niketamid
- R07AB03:                    Pentetrazol
- R07AB04:                    Etamivan
- R07AB05:                    Bemegrid
- R07AB06:                    Pretkamid
- R07AB07:                    Almitrin
- R07AB08:                    Dimeflin
- R07AB09:                    Mepiksanoks
- R07AB52:                    Niketamid, kombinacije
- R07AB53:                    Pentetrazol, kombinacije
- R07AX:                    Druga zdravila za bolezni dihal
- R07AX01:                    Dušikov(ii) oksid
- R07AX02:                    Ivakaftor

### S01-Zdravila za očesne bolezni

#### S01A-Zdravila za preprečevanje in zdravljenje infekcij
- S01AA:                    Antibiotiki
- S01AA01:                    Kloramfenikol
- S01AA02:                    Klortetraciklin
- S01AA03:                    Neomicin
- S01AA04:                    Oksitetraciklin
- S01AA05:                    Tirotricin
- S01AA07:                    Framicetin
- S01AA09:                    Tetraciklin
- S01AA10:                    Natamicin
- S01AA11:                    Gentamicin
- S01AA12:                    Tobramicin
- S01AA13:                    Fusidna kislina
- S01AA14:                    Benzilpenicilin
- S01AA15:                    Dihidrostreptomicin
- S01AA16:                    Rifamicin
- S01AA17:                    Eritromicin
- S01AA18:                    Polimiksin b
- S01AA19:                    Ampicilin
- S01AA20:                    Antibiotiki v kombinaciji z drugimi učinkovinami
- S01AA21:                    Amikacin
- S01AA22:                    Mikronomicin
- S01AA23:                    Netilmicin
- S01AA24:                    Kanamicin
- S01AA25:                    Azidamfenikol
- S01AA26:                    Azitromicin
- S01AA27:                    Cefuroksim
- S01AA30:                    Kombinacije različnih antibiotikov
- S01AB:                    Sulfonamidi
- S01AB01:                    Sulfametizol
- S01AB02:                    Sulfafurazol
- S01AB03:                    Sulfadikramid
- S01AB04:                    Sulfacetamid
- S01AB05:                    Sulfafenazol
- S01AD:                    Protivirusna zdravila
- S01AD01:                    Idoksuridin
- S01AD02:                    Trifluridin
- S01AD03:                    Aciklovir
- S01AD05:                    Interferon
- S01AD06:                    Vidarabin
- S01AD07:                    Famciklovir
- S01AD08:                    Fomivirsen
- S01AD09:                    Ganciklovir
- S01AE:                    Fluorokinoloni
- S01AE01:                    Ofloksacin
- S01AE02:                    Norfloksacin
- S01AE03:                    Ciprofloksacin
- S01AE04:                    Lomefloksacin
- S01AE05:                    Levofloksacin
- S01AE06:                    Gatifloksacin
- S01AE07:                    Moksifloksacin
- S01AE08:                    Besifloksacin
- S01AX:                    Druga zdravila za preprečevanje in zdravljenje infekcij
- S01AX01:                    Živosrebrove spojine
- S01AX02:                    Srebrove spojine
- S01AX03:                    Cinkove spojine
- S01AX04:                    Nitrofural
- S01AX05:                    Bibrokatol
- S01AX06:                    Resorcinol
- S01AX07:                    Natrijev borat
- S01AX08:                    Heksamidin
- S01AX09:                    Klorheksidin
- S01AX10:                    Natrijev propionat
- S01AX14:                    Dibrompropamidin
- S01AX15:                    Propamidin
- S01AX16:                    Pikloksidin
- S01AX18:                    Povidon-jod

#### S01B-Protivnetna zdravila
- S01BA:                    Kortikosteroidi, enokomponentna zdravila
- S01BA01:                    Deksametazon
- S01BA02:                    Hidrokortizon
- S01BA03:                    Kortizon
- S01BA04:                    Prednizolon
- S01BA05:                    Triamcinolon
- S01BA06:                    Betametazon
- S01BA07:                    Fluorometolon
- S01BA08:                    Medrizon
- S01BA09:                    Klobetazon
- S01BA10:                    Alklometazon
- S01BA11:                    Dezonid
- S01BA12:                    Formokortal
- S01BA13:                    Rimeksolon
- S01BA14:                    Loteprednol
- S01BA15:                    Fluocinolonacetonid
- S01BB:                    Kortikosteroidi v kombinaciji z midriatiki
- S01BB01:                    Hidrokortizon in midriatiki
- S01BB02:                    Prednizolon in midriatiki
- S01BB03:                    Fluorometolon in midriatiki
- S01BB04:                    Betametazon in midriatiki
- S01BC:                    Nesteroidna protivnetna zdravila
- S01BC01:                    Indometacin
- S01BC02:                    Oksifenbutazon
- S01BC03:                    Diklofenak
- S01BC04:                    Flurbiprofen
- S01BC05:                    Ketorolak
- S01BC06:                    Piroksikam
- S01BC07:                    Bendazak
- S01BC08:                    Salicilna kislina
- S01BC09:                    Pranoprofen
- S01BC10:                    Nepafenak
- S01BC11:                    Bromfenak

#### S01C-Protivnetne učinkovine v kombinacijah s protimikrobnimi učinkovinami
- S01CA:                    Kortikosteroidi v kombinaciji s protimikrobnimi učinkovinami
- S01CA01:                    Deksametazon in protimikrobne učinkovine
- S01CA02:                    Prednizolon in protimikrobne učinkovine
- S01CA03:                    Hidrokortizon in protimikrobne učinkovine
- S01CA04:                    Fluokortolon in protimikrobne učinkovine
- S01CA05:                    Betametazon in protimikrobne učinkovine
- S01CA06:                    Fludrokortizon in protimikrobne učinkovine
- S01CA07:                    Fluorometolon in protimikrobne učinkovine
- S01CA08:                    Metilprednizolon in protimikrobne učinkovine
- S01CA09:                    Kloroprednizon in protimikrobne učinkovine
- S01CA10:                    Fluocinolonacetonid in protimikrobne učinkovine
- S01CA11:                    Klobetazon in protimikrobne učinkovine
- S01CB:                    Kombinacije kortikosteroidov, protimikrobnih učinkovin in midriatikov
- S01CB01:                    Deksametazon
- S01CB02:                    Prednizolon
- S01CB03:                    Hidrokortizon
- S01CB04:                    Betametazon
- S01CB05:                    Fluorometolon
- S01CC:                    Nesteroidne protivnetne učinkovine v kombinaciji s protimikrobnimi učinkovinami
- S01CC01:                    Diklofenak in protimikrobne učinkovine
- S01CC02:                    Indometacin in protimikrobne učinkovine

#### S01E-Zdravila za zdravljenje glavkoma in zdravila za zožitev zenice
- S01EA:                    Simpatikomimetiki za zdravljenje glavkoma (zelene mrene)
- S01EA01:                    Adrenalin
- S01EA02:                    Dipivefrin
- S01EA03:                    Apraklonidin
- S01EA04:                    Klonidin
- S01EA05:                    Brimonidin
- S01EA51:                    Adrenalin, kombinacije
- S01EB:                    Parasimpatikomimetiki
- S01EB01:                    Pilokarpin
- S01EB02:                    Karbahol
- S01EB03:                    Ekotiopat
- S01EB04:                    Demekarium
- S01EB05:                    Fizostigmin
- S01EB06:                    Neostigmin
- S01EB07:                    Fluostigmin
- S01EB08:                    Aceklidin
- S01EB09:                    Acetilholin
- S01EB10:                    Paraokson
- S01EB51:                    Pilokarpin, kombinacije
- S01EB58:                    Aceklidin, kombinacije
- S01EC:                    Zaviralci karboanhidraze
- S01EC01:                    Acetazolamid
- S01EC02:                    Diklofenamid
- S01EC03:                    Dorzolamid
- S01EC04:                    Brinzolamid
- S01EC05:                    Metazolamid
- S01EC54:                    Brinzolamid, kombinacije
- S01ED:                    Antagonisti adrenergičnih receptorjev beta
- S01ED01:                    Timolol
- S01ED02:                    Betaksolol
- S01ED03:                    Levobunolol
- S01ED04:                    Metipranolol
- S01ED05:                    Karteolol
- S01ED06:                    Befunolol
- S01ED51:                    Timolol, kombinacije
- S01ED52:                    Betaksolol, kombinacije
- S01ED54:                    Metipranolol, kombinacije
- S01ED55:                    Karteolol, kombinacije
- S01EE:                    Analogi prostaglandina
- S01EE01:                    Latanoprost
- S01EE02:                    Unoproston
- S01EE03:                    Bimatoprost
- S01EE04:                    Travoprost
- S01EE05:                    Tafluprost
- S01EX:                    Druga zdravila za zdravljenje glavkoma
- S01EX01:                    Gvanetidin
- S01EX02:                    Dapiprazol

#### S01F-Midriatiki in cikloplegiki
- S01FA:                    Antiholinergiki
- S01FA01:                    Atropin
- S01FA02:                    Skopolamin
- S01FA03:                    Metilskopolamin
- S01FA04:                    Ciklopentolat
- S01FA05:                    Homatropin
- S01FA06:                    Tropikamid
- S01FA54:                    Ciklopentolat, kombinacije
- S01FA56:                    Tropikamid, kombinacije
- S01FB:                    Simpatikomimetiki, brez zdravil za zdravljenje glavkoma
- S01FB01:                    Fenilefrin
- S01FB02:                    Efedrin
- S01FB03:                    Ibopamin

#### S01G-Dekongestivi in protialergijska zdravila
- S01GA:                    Simpatikomimetiki za oženje krvnih žil
- S01GA01:                    Nafazolin
- S01GA02:                    Tetrizolin
- S01GA03:                    Ksilometazolin
- S01GA04:                    Oksimetazolin
- S01GA05:                    Fenilefrin
- S01GA06:                    Oksedrin
- S01GA51:                    Nafazolin, kombinacije
- S01GA52:                    Tetrizolin, kombinacije
- S01GA53:                    Ksilometazolin, kombinacije
- S01GA55:                    Fenilefrin, kombinacije
- S01GA56:                    Oksedrin, kombinacije
- S01GX:                    Druga protialergijska zdravila
- S01GX01:                    Kromoglicinska kislina
- S01GX02:                    Levokabastin
- S01GX03:                    Spagluminska kislina
- S01GX04:                    Nedokromil
- S01GX05:                    Lodoksamid
- S01GX06:                    Emedastin
- S01GX07:                    Azelastin
- S01GX08:                    Ketotifen
- S01GX09:                    Olopatadin
- S01GX10:                    Epinastin
- S01GX11:                    Alkaftadin
- S01GX51:                    Kromoglicinska kislina, kombinacije

#### S01H-Lokalni anestetiki
- S01HA:                    Lokalni anestetiki
- S01HA01:                    Kokain
- S01HA02:                    Oksibuprokain
- S01HA03:                    Tetrakain
- S01HA04:                    Proksimetakain
- S01HA05:                    Prokain
- S01HA06:                    Cinhokain
- S01HA07:                    Lidokain
- S01HA30:                    Kombinacije

#### S01J-Diagnostična sredstva
- S01JA:                    Barvni reagenti
- S01JA01:                    Fluorescein
- S01JA02:                    Roza-bengal natrij
- S01JA51:                    Fluorescein, kombinacije
- S01JX:                    Druga diagnostična sredstva, ki se uporabljajo v okulistiki

#### S01K-Kirurški pripomočki
- S01KA:                    Viskozno-elastične snovi
- S01KA01:                    Hialuronska kislina
- S01KA02:                    Hipromeloza
- S01KA51:                    Hialuronska kislina, kombinacije
- S01KX:                    Drugi kirurški pripomočki
- S01KX01:                    Kimotripsin

#### S01L-Učinkovine za zdravljenje očesno žilnih bolezni
- S01LA:                    Učinkovine za preprečevanje neovaskularizacije
- S01LA01:                    Verteporfin
- S01LA02:                    Anekortav
- S01LA03:                    Pegaptanib
- S01LA04:                    Ranibizumab
- S01LA05:                    Aflibercept

#### S01X-Druga zdravila za očesne bolezni
- S01XA:                    Druga zdravila za očesne bolezni
- S01XA01:                    Gvaiazulen
- S01XA02:                    Retinol
- S01XA03:                    Hipertonična raztopina natrijevega klorida
- S01XA04:                    Kalijev jodid
- S01XA05:                    Natrijev edetat
- S01XA06:                    Etilmorfin
- S01XA07:                    Aluminijev kalijev sulfat (galun)
- S01XA08:                    Acetilcistein
- S01XA09:                    Jodoheparinat
- S01XA10:                    Inozin
- S01XA11:                    Nandrolon
- S01XA12:                    Dekspantenol
- S01XA13:                    Alteplaza
- S01XA14:                    Heparin
- S01XA15:                    Askorbinska kislina (vitamin c)
- S01XA18:                    Ciklosporin
- S01XA19:                    Matične celice iz limbusa, avtologne
- S01XA20:                    Umetne solze in druga nevtralna zdravila
- S01XA21:                    Merkaptamin
- S01XA22:                    Okriplazmin

### S02-Zdravila za ušesne bolezni

#### S02A-Zdravila za zdravljenje in preprečevanje infekcij
- S02AA:                    Zdravila za zdravljenje in preprečevanje infekcij
- S02AA01:                    Kloramfenikol
- S02AA02:                    Nitrofural
- S02AA03:                    Borova kislina
- S02AA04:                    Aluminijev acetotartrat
- S02AA05:                    Kliokinol
- S02AA06:                    Vodikov peroksid
- S02AA07:                    Neomicin
- S02AA08:                    Tetraciklin
- S02AA09:                    Klorheksidin
- S02AA10:                    Ocetna kislina
- S02AA11:                    Polimiksin b
- S02AA12:                    Rifamicin
- S02AA13:                    Mikonazol
- S02AA14:                    Gentamicin
- S02AA15:                    Ciprofloksacin
- S02AA16:                    Ofloksacin
- S02AA30:                    Protimikrobne učinkovine, kombinacije

#### S02B-Kortikosteroidi
- S02BA:                    Kortikosteroidi
- S02BA01:                    Hidrokortizon
- S02BA03:                    Prednizolon
- S02BA06:                    Deksametazon
- S02BA07:                    Betametazon
- S02BA08:                    Fluocinolonacetonid

#### S02C-Protimikrobne učinkovine, kombinacije
- S02CA:                    Kortikosteroidi v kombinaciji s protimikrobnimi učinkovinami
- S02CA01:                    Prednizolon in protimikrobne učinkovine
- S02CA02:                    Flumetazon in protimikrobne učinkovine
- S02CA03:                    Hidrokortizon in protimikrobne učinkovine
- S02CA04:                    Triamcinolon in protimikrobne učinkovine
- S02CA05:                    Fluocinolonacetonid in protimikrobne učinkovine
- S02CA06:                    Deksametazon in protimikrobne učinkovine
- S02CA07:                    Fludrokortizon in protimikrobne učinkovine

#### S02D-Druga zdravila za ušesne bolezni
- S02DA:                    Analgetiki in anestetiki
- S02DA01:                    Lidokain
- S02DA02:                    Kokain
- S02DA03:                    Fenazon
- S02DA04:                    Cinhokain
- S02DA30:                    Kombinacije
- S02DC:                    Nevtralna zdravila

### S03-Zdravila za očesne in ušesne bolezni

#### S03A-Zdravila za zdravljenje in preprečevanje infekcij
- S03AA:                    Zdravila za zdravljenje in preprečevanje infekcij
- S03AA01:                    Neomicin
- S03AA02:                    Tetraciklin
- S03AA03:                    Polimiksin b
- S03AA04:                    Klorheksidin
- S03AA05:                    Heksamidin
- S03AA06:                    Gentamicin
- S03AA07:                    Ciprofloksacin
- S03AA08:                    Kloramfenikol
- S03AA30:                    Protimikrobne učinkovine, kombinacije

#### S03B-Kortikosteroidi
- S03BA:                    Kortikosteroidi
- S03BA01:                    Deksametazon
- S03BA02:                    Prednizolon
- S03BA03:                    Betametazon

#### S03C-Kortikosteroidi v kombinaciji s protimikrobnimi učinkovinami
- S03CA:                    Kortikosteroidi v kombinaciji s protimikrobnimi učinkovinami
- S03CA01:                    Deksametazon in protimikrobne učinkovine
- S03CA02:                    Prednizolon in protimikrobne učinkovine
- S03CA04:                    Hidrokortizon in protimikrobne učinkovine
- S03CA05:                    Fludrokortizon in protimikrobne učinkovine
- S03CA06:                    Betametazon in protimikrobne učinkovine

### V01-Alergijo sprožajoče snovi (alergeni)

#### V01A-Alergijo sprožajoče snovi (alergeni)
- V01AA:                    Alergenski ekstrakti
- V01AA01:                    Perje
- V01AA02:                    Cvetni prah trav
- V01AA03:                    Pršice v hišnem prahu
- V01AA04:                    Plesni in kvasovke
- V01AA05:                    Drevesni cvetni prah
- V01AA07:                    Insekti
- V01AA08:                    Hrana
- V01AA09:                    Tekstilni material
- V01AA10:                    Rože
- V01AA11:                    Živali
- V01AA20:                    Razni alergenski ekstrakti

### V03-Druga nerazvrščena zdravila za različne bolezni

#### V03A-Druga nerazvrščena zdravila za različne bolezni
- V03AB:                    Antidoti
- V03AB01:                    Korenina ipekakuanje
- V03AB02:                    Nalorfin
- V03AB03:                    Edetati
- V03AB04:                    Pralidoksim
- V03AB05:                    Prednizolon in prometazin
- V03AB06:                    Natrijev tiosulfat
- V03AB08:                    Natrijev nitrit
- V03AB09:                    Dimerkaprol
- V03AB13:                    Obidoksim
- V03AB14:                    Protamin
- V03AB15:                    Nalokson
- V03AB16:                    Etanol
- V03AB17:                    Metiltioninijev klorid
- V03AB18:                    Kalijev permanganat
- V03AB19:                    Fizostigmin
- V03AB20:                    Bakrov(ii) sulfat
- V03AB21:                    Kalijev jodid
- V03AB22:                    Amilnitrit
- V03AB23:                    Acetilcistein
- V03AB24:                    Antitoksin digitalisa
- V03AB25:                    Flumazenil
- V03AB26:                    Metionin
- V03AB27:                    4-dimetilaminofenol
- V03AB29:                    Holinesteraza
- V03AB31:                    Prusko modrilo
- V03AB32:                    Glutation
- V03AB33:                    Hidroksokobalamin
- V03AB34:                    Fomepizol
- V03AB35:                    Sugamadeks
- V03AB36:                    Fentolamin
- V03AC:                    Kelirajoča sredstva za zdravljenje akutnih zastrupitev z železom
- V03AC01:                    Deferoksamin
- V03AC02:                    Deferipron
- V03AC03:                    Deferasiroks
- V03AE:                    Zdravila za zdravljenje hiperkaliemije in hiperfosfatemije
- V03AE01:                    Polistirensulfonat
- V03AE02:                    Sevelamer
- V03AE03:                    Lantanov(iii) karbonat
- V03AE04:                    Kalcijev acetat in magnezijev karbonat
- V03AE05:                    Železov(iii) oksihidroksid saharozni kompleks
- V03AE06:                    Kolestilan
- V03AF:                    Zdravila za zaščito organizma pri zdravljenju neoplazem
- V03AF01:                    Mesna
- V03AF02:                    Deksrazoksan
- V03AF03:                    Kalcijev folinat
- V03AF04:                    Kalcijev levofolinat
- V03AF05:                    Amifostin
- V03AF06:                    Natrijev folinat
- V03AF07:                    Rasburikaza
- V03AF08:                    Palifermin
- V03AF09:                    Glukarpidaza
- V03AF10:                    Natrijev levofolinat
- V03AG:                    Zdravila za zdravljenje hiperkalciemije
- V03AG01:                    Natrijev celulozni fosfat
- V03AH:                    Zdravila za normaliziranje znižane koncentracije glukoze v krvi
- V03AH01:                    Diazoksid
- V03AK:                    Tkivni adhezivi
- V03AM:                    Zdravila za terapevtsko mašenje žil
- V03AN:                    Medicinski plini
- V03AN01:                    Kisik
- V03AN02:                    Ogljikov dioksid
- V03AN03:                    Helij
- V03AN04:                    Dušik
- V03AN05:                    Medicinski zrak
- V03AX:                    Druga zdravila za različne bolezni
- V03AX02:                    Nalfurafin
- V03AX03:                    Kobicistat
- V03AZ:                    Depresorji živčnega sistema
- V03AZ01:                    Etanol

### V04-Diagnostiki

#### V04C-Drugi diagnostiki
- V04CA:                    Diabetični testi
- V04CA01:                    Tolbutamid
- V04CA02:                    Glukoza
- V04CB:                    Testi za absorpcijo maščob
- V04CB01:                    Koncentrati vitamina a
- V04CC:                    Testi za ugotavljanje odprtosti žolčnih kanalov
- V04CC01:                    Sorbitol
- V04CC02:                    Magnezijev sulfat
- V04CC03:                    Sinkalid
- V04CC04:                    Ceruletid
- V04CD:                    Testi za ugotavljanje hipofiznega delovanja
- V04CD01:                    Metirapon
- V04CD03:                    Sermorelin
- V04CD04:                    Kortikorelin
- V04CD05:                    Somatorelin
- V04CD06:                    Macimorelin
- V04CE:                    Testi za ugotavljanje zmogljivosti jeter
- V04CE01:                    Galaktoza
- V04CE02:                    Sulfobromoftalein
- V04CF:                    Tuberkulozni diagnostiki
- V04CF01:                    Tuberkulin
- V04CG:                    Testi za ugotavljanje želodčnega izločanja
- V04CG01:                    Kationske izmenjevalne smole
- V04CG02:                    Betazol
- V04CG03:                    Histaminijev fosfat
- V04CG04:                    Pentagastrin
- V04CG05:                    Metiltioninijev klorid
- V04CG30:                    Kofein in natrijev benzoat
- V04CH:                    Testi za ugotavljanje ledvičnega delovanja in poškodb sečevoda
- V04CH01:                    Inulin in drugi polifruktozani
- V04CH02:                    Indigo karmin
- V04CH03:                    Fenolsulfonftalein
- V04CH04:                    Alzaktid
- V04CH30:                    Aminohipurna kislina
- V04CJ:                    Testi za ugotavljanje ščitničnega delovanja
- V04CJ01:                    Tirotropin
- V04CJ02:                    Protirelin
- V04CK:                    Testi za ugotavljanje delovanja trebušne slinavke
- V04CK01:                    Sekretin
- V04CK02:                    Pankreocimin (holecistokinin)
- V04CK03:                    Bentiromid
- V04CL:                    Alergijski testi
- V04CM:                    Testi za ugotavljanje neplodnosti
- V04CM01:                    Gonadorelin
- V04CX:                    Drugi diagnostiki

### V06-Osnovna hranila

#### V06A-Dietni pripravki za zdravljenje debelosti
- V06AA:                    Nizkoenergijski dietni pripravki

#### V06C-Hranila za otroke
- V06CA:                    Hranila brez fenilalanina

#### V06D-Druga hranila
- V06DA:                    Ogljikovi hidrati, proteini, minerali in vitamini, kombinacije
- V06DB:                    Maščobe, ogljikovi hidrati, proteini, minerali in vitamini, kombinacije
- V06DC:                    Ogljikovi hidrati
- V06DC01:                    Glukoza
- V06DC02:                    Fruktoza
- V06DD:                    Aminokisline in kombinacije s polipeptidi
- V06DE:                    Aminokisline, ogljikovi hidrati, minerali in vitamini, kombinacije
- V06DF:                    Mlečni nadomestki
- V06DX:                    Druge kombinacije hranil

### V07-Drugi neterapevtski pripravki

#### V07A-Drugi neterapevtski pripravki
- V07AA:                    Obliži
- V07AB:                    Raztopine in pripravki za redčenje, vključno s tekočinami za izpiranje
- V07AC:                    Krvne transfuzije, pomožni izdelki
- V07AD:                    Krvni testi, pomožni pripravki
- V07AN:                    Pripomočki za inkontinenco
- V07AR:                    Preobčutljivostni testi, diski in tablete
- V07AS:                    Oprema za oskrbo umetnega izvodila
- V07AT:                    Kozmetični pripravki
- V07AV:                    Industrijska razkužila
- V07AX:                    Čistilna sredstva in podobno
- V07AY:                    Drugi neterapevtski pomožni izdelki
- V07AZ:                    Kemikalije in reagenti za analizo

### V08-Kontrastna sredstva

#### V08A-Jodirana rentgenska kontrastna sredstva
- V08AA:                    Nefrotropna, visokoosmolalna rentgenska kontrastna sredstva, topna v vodi
- V08AA01:                    Diatrizojska kislina
- V08AA02:                    Metrizojska kislina
- V08AA03:                    Jodamid
- V08AA04:                    Jotalamska kislina
- V08AA05:                    Joksitalamska kislina
- V08AA06:                    Joglicinska kislina
- V08AA07:                    Acetrizojska kislina
- V08AA08:                    Jokarminska kislina
- V08AA09:                    Metjodal
- V08AA10:                    Dijodon
- V08AB:                    Nefrotropna, nizkoosmolalna rentgenska kontrastna sredstva, topna v vodi
- V08AB01:                    Metrizamid
- V08AB02:                    Joheksol
- V08AB03:                    Joksaglinska kislina
- V08AB04:                    Jopamidol
- V08AB05:                    Jopromid
- V08AB06:                    Jotrolan
- V08AB07:                    Joversol
- V08AB08:                    Jopentol
- V08AB09:                    Jodiksanol
- V08AB10:                    Jomeprol
- V08AB11:                    Jobitridol
- V08AB12:                    Joksilan
- V08AC:                    Hepatotropna rentgenska kontrastna sredstva, topna v vodi
- V08AC01:                    Jodoksamska kislina
- V08AC02:                    Jotroksinska kislina
- V08AC03:                    Joglikamska kislina
- V08AC04:                    Adipjodon
- V08AC05:                    Jobenzamska kislina
- V08AC06:                    Jopanojska kislina
- V08AC07:                    Jocetamska kislina
- V08AC08:                    Natrijev jopodat
- V08AC09:                    Tiropanojska kislina
- V08AC10:                    Kalcijev jopodat
- V08AD:                    Rentgenska kontrastna sredstva, netopna v vodi
- V08AD01:                    Etilestri jodiranih maščobnih kislin
- V08AD02:                    Jopidol
- V08AD03:                    Propiljodon
- V08AD04:                    Jofendilat

#### V08B-Nejodirana rentgenska kontrastna sredstva
- V08BA:                    Rentgenska kontrastna sredstva z barijevim sulfatom
- V08BA01:                    Barijev(ii) sulfat s suspendirajočimi sredstvi
- V08BA02:                    Barijev(ii) sulfat brez suspendirajočih sredstev

#### V08C-Kontrasti za jedrsko magnetno resonanco
- V08CA:                    Paramagnetna kontrastna sredstva
- V08CA01:                    Gadopentetna kislina
- V08CA02:                    Gadoterna kislina
- V08CA03:                    Gadodiamid
- V08CA04:                    Gadoteridol
- V08CA05:                    Mangafodipir
- V08CA06:                    Gadoversetamid
- V08CA07:                    Amonijev železov(iii) citrat
- V08CA08:                    Gadobenska kislina
- V08CA09:                    Gadobutrol
- V08CA10:                    Gadoksetinska kislina
- V08CA11:                    Gadofosveset
- V08CB:                    Superparamagnetna kontrastna sredstva
- V08CB01:                    Ferumoksil
- V08CB02:                    Feristen
- V08CB03:                    Železov(iii) oksid, nanodelci
- V08CX:                    Drugi kontrasti za jedrsko magnetno resonanco
- V08CX01:                    Perflubron

#### V08D-Ultrazvočna kontrastna sredstva
- V08DA:                    Ultrazvočna kontrastna sredstva
- V08DA01:                    Mikrosfere humanega albumina
- V08DA02:                    Mikrodelci galaktoze
- V08DA03:                    Perflenapent
- V08DA04:                    Mikrosfere fosfolipidov
- V08DA05:                    Žveplov heksafluorid
- V08DA06:                    Mikrosfere perflubutanskega polimera

### V09-Radiodiagnostiki

#### V09A-Radiodiagnostiki za ugotavljanje bolezni centralnega živčevja
- V09AA:                    Spojine, označene s 99mtc (tehnecij-99m)
- V09AA01:                    (99mtc)tehnecij-eksametazim
- V09AA02:                    (99mtc)tehnecij-bicisat
- V09AB:                    Spojine, označene z 123i (jod-123)
- V09AB01:                    (123i)jofetamin
- V09AB02:                    (123i)joloprid
- V09AB03:                    (123i)joflupan
- V09AX:                    Drugi radiodiagnostiki za ugotavljanje bolezni centralnega živčevja
- V09AX01:                    (111in)indij -pentetat
- V09AX03:                    (124i)2beta-karbometoksi-3beta-(4 jodofenil)-tropan
- V09AX04:                    [[(18f)flutemetamol)]
- V09AX05:                    [[(18f)florbetapir)]
- V09AX06:                    [[(18f)florbetaben)]

#### V09B-Radiodiagnostiki za preiskave skeleta
- V09BA:                    Spojine, označene s 99mtc (tehnecij-99m)
- V09BA01:                    (99mtc)tehnecij-oksidronat
- V09BA02:                    (99mtc)tehnecij-medronat
- V09BA03:                    (99mtc)tehnecij-pirofosfat
- V09BA04:                    (99mtc)tehnecij-difosfonopropandiojska kislina

#### V09C-Radiodiagnostiki za ugotavljanje bolezni ledvic
- V09CA:                    Spojine, označene s 99mtc (tehnecij-99m)
- V09CA01:                    (99mtc)tehnecij-pentetat
- V09CA02:                    (99mtc)tehnecij-sukcimer
- V09CA03:                    (99mtc)tehnecij-mertiatid
- V09CA04:                    (99mtc)tehnecij-glukoheptonat
- V09CA05:                    (99mtc)tehnecij-glukonat
- V09CA06:                    (99mtc)tehnecij-etilendicistein
- V09CX:                    Drugi radiodiagnostiki za ugotavljanje bolezni ledvic
- V09CX01:                    (123i)jodohipurat
- V09CX02:                    (131i)jodohipurat
- V09CX03:                    (125i)jotalamat
- V09CX04:                    (51cr)krom-edetat

#### V09D-Radiodiagnostiki za ugotavljanje bolezni jeter in retikuloendotelijskega sistema
- V09DA:                    Spojine, označene s 99mtc (tehnecij-99m)
- V09DA01:                    (99mtc)tehnecij-dizofenin
- V09DA02:                    (99mtc)tehnecij-etifenin
- V09DA03:                    (99mtc)tehnecij-lidofenin
- V09DA04:                    (99mtc)tehnecij-mebrofenin
- V09DA05:                    (99mtc)tehnicij-galtifenin
- V09DB:                    99mtc (tehnecij-99m), delci in koloidni delci
- V09DB01:                    (99mtc)tehnecij (nanokoloidni delci)
- V09DB02:                    (99mtc)tehnecij (mikrokoloidni delci)
- V09DB03:                    (99mtc)tehnecij (milimikrosfere)
- V09DB04:                    (99mtc)tehnecij-koloidni kositer
- V09DB05:                    (99mtc)tehnecij-koloidno žveplo
- V09DB06:                    (99mtc)tehnecij-koloidni renijev sulfid
- V09DB07:                    (99mtc)tehnecij-fitat
- V09DX:                    Drugi radiodiagnostiki za ugotavljanje bolezni jeter in retikuloendotelijskega sistema
- V09DX01:                    (75se)tavroselholna kislina

#### V09E-Radiodiagnostiki za ugotavljanje bolezni dihal
- V09EA:                    (99mtc)tehnecij v obliki za inhaliranje
- V09EA01:                    (99mtc)tehnecij-pentetat
- V09EA02:                    (99mtc)tehnecij-technegas
- V09EA03:                    (99mtc)tehnecij (nanokoloidni delci)
- V09EB:                    (99mtc)tehnecij, delci za injiciranje
- V09EB01:                    (99mtc)tehnecij (makroagregati)
- V09EB02:                    (99mtc)tehnecij (mikrosfere)
- V09EX:                    Drugi radiodiagnostiki za ugotavljanje bolezni dihal
- V09EX01:                    (81mkr)kripton (plin)
- V09EX02:                    (127xe)ksenon (plin)
- V09EX03:                    (133xe)ksenon (plin)

#### V09F-Radiodiagnostiki za ugotavljanje motenj v delovanju žleze ščitnice
- V09FX:                    Razni radiodiagnostiki za ugotavljanje motenj v delovanju žleze ščitnice
- V09FX01:                    (99mtc)tehnecij-pertehnetat
- V09FX02:                    (123i)natrijev jodid
- V09FX03:                    (131i)natrijev jodid
- V09FX04:                    (124i)natrijev jodid

#### V09G-Radiodiagnostiki za ugotavljanje bolezni srca in ožilja
- V09GA:                    Spojine, označene s 99mtc (tehnecij-99m)
- V09GA01:                    (99mtc)tehnecij-sestamibi
- V09GA02:                    (99mtc)tehnecij-tetrofosmin
- V09GA03:                    (99mtc)tehnecij-teboroksim
- V09GA04:                    (99mtc)tehnecij-humani albumin
- V09GA05:                    (99mtc)tehnecij-furifosmin
- V09GA06:                    S tehnecijem 99mtc (preko kositra) označene celice
- V09GA07:                    (99mtc)tehnecij-apcitid
- V09GB:                    Spojine, označene z 125i (jod-125)
- V09GB01:                    (125i)fibrinogen
- V09GB02:                    (125i)jod-humani albumin
- V09GX:                    Drugi radiodiagnostiki za ugotavljanje bolezni srca in ožilja
- V09GX01:                    (201tl)talijev klorid
- V09GX02:                    (111in)indij-imciromab
- V09GX03:                    S kromom 51cr označene celice
- V09GX04:                    (82rb)rubidijev klorid

#### V09H-Radiodiagnostiki za detekcijo vnetja in infekcij
- V09HA:                    Spojine, označene s 99mtc (tehnecij-99m)
- V09HA01:                    S tehnecijem 99mtc označeni humani imunoglobulin
- V09HA02:                    S tehnecij 99mtc-eksametazimom označene celice
- V09HA03:                    S tehnecijem 99mtc označena protitelesa proti granulocitom
- V09HA04:                    (99mtc)tehnecij-sulezomab
- V09HB:                    Spojine, označene z radioaktivnim izotopom indija 111in
- V09HB01:                    Z indij 111in-oksinatom označene celice
- V09HB02:                    Z indij 111in-tropolonatom označene celice
- V09HX:                    Drugi radiodiagnostiki za vnetja in infekcije
- V09HX01:                    (67ga)galijev citrat

#### V09I-Radiodiagnostiki za tumorje
- V09IA:                    Spojine, označene s 99mtc (tehnecij-99m)
- V09IA01:                    S tehnecijem 99mtc označena protitelesa proti karcinoembrionalnemu antigenu
- V09IA02:                    S tehnecijem 99mtc označena protitelesa proti melanomu
- V09IA03:                    (99mtc)petvalentni tehnecij-sukcimer
- V09IA04:                    (99mtc)tehnecij-votumumab
- V09IA05:                    (99mtc)tehnecij-depreotid
- V09IA06:                    (99mtc)tehnecij-arcitumomab
- V09IA07:                    (99mtc)tehnecijev hynic-oktreotid
- V09IA08:                    (99mtc)tehnecij-etarfolatid
- V09IA09:                    (99mtc)tehnecij- tilmanocept
- V09IB:                    Spojine, označene z 111in (indij-111)
- V09IB01:                    (111in)indij-pentetreotid
- V09IB02:                    (111in)indij-satumomab pendetid
- V09IB03:                    Z indijem 111in označena protitelesa proti rakastim ovarijskim celicam
- V09IB04:                    (111in)indij-kapromab pentetid
- V09IX:                    Drugi radiodiagnostiki za tumorje
- V09IX01:                    (123i)jobengvan
- V09IX02:                    (131i)jobengvan
- V09IX03:                    Z jodom 125i označeno monoklonsko protitelo tipa cc49
- V09IX04:                    (18f)fludeoksiglukoza
- V09IX05:                    (18f)fluorodopa
- V09IX06:                    (18f)natrijev fluorid
- V09IX07:                    (18f)fluorometilholin
- V09IX08:                    (18f)fluoroetilholin

#### V09X-Drugi radiodiagnostiki
- V09XA:                    Spojine, označene z 131i (jod-131)
- V09XA01:                    (131i)jod-norholesterol
- V09XA02:                    (131i)jod-19-holesterol
- V09XA03:                    (131i)jod-humani albumin
- V09XX:                    Razni radiodiagnostiki
- V09XX01:                    (57co)cianokobalamin
- V09XX02:                    (58co)cianokobalamin
- V09XX03:                    (75se)selen-norholesterol
- V09XX04:                    (59fe)železov(iii) citrat

### V10-Radioterapevtiki

#### V10A-Radioterapevtiki s protivnetnim delovanjem
- V10AA:                    Spojine, označene z  90y (itrij-90)
- V10AA01:                    Koloidni (90y)itrij-citrat
- V10AA02:                    Koloidni (90y)itrij-železov(iii) hidroksid
- V10AA03:                    Koloidni (90y)itrij-silikat
- V10AX:                    Drugi radioterapevtiki s protivnetnim delovanjem
- V10AX01:                    Koloidni (32p)kromofosfat
- V10AX02:                    Koloidni (153sm)samarij-hidroksiapatit
- V10AX03:                    Koloidni (165dy)disprozij
- V10AX04:                    Koloidni (169er)erbij-citrat
- V10AX05:                    Koloidni (186re)renijev sulfid
- V10AX06:                    Koloidno (198au)zlato

#### V10B-Radioterapevtiki za lajšanje bolečin pri kostnih malignomih
- V10BX:                    Razni radioterapevtiki za lajšanje bolečin
- V10BX01:                    (89sr)stroncijev klorid)
- V10BX02:                    (153sm)samarij-etilendiamintetrametilen fosfonska kislina
- V10BX03:                    (186re)renijev etidronat

#### V10X-Drugi radioterapevtiki
- V10XA:                    Spojine, označene z 131i (jod-131)
- V10XA01:                    (131i)natrijev jodid
- V10XA02:                    (131i)jobengvan
- V10XA53:                    Tozitumomab/(131i)jod-tozitumomab
- V10XX:                    Razni radioterapevtiki
- V10XX01:                    (32p)natrijev fosfat
- V10XX02:                    (90y)ibritumomab tiuksetan
- V10XX03:                    (223ra)radijev diklorid